# Промовистий герб

Львівський лев

Промовистий герб (називний, номінальний) — у геральдиці різновид герба, який презентує ім'я носія у вигляді візуального каламбуру чи ребуса. Наприклад, лев на гербах Львова чи Леона, або свиняча голова на гербі роду Свинки. 

## Назва
- Промовистий герб (нім. redendes Wappen, ісп. armas parlantes, порт. armas falantes, фр. armes parlantes)
- Співаючий герб (англ. canting arms)

## Історія
Промовисті герби відомі з раннього середньовіччя, коли, зокрема, на гербах ремісничих цехів і гільдій містилися знаряддя праці. Такі ремісничі герби називалися промовистими — «armes parlantes» (лат.). Промовисті родові герби також відомі з раннього середньовіччя, герби місцевостей — теж, але трохи пізніше, ніж лицарські: наприклад, герб Кастилії-і-Леона з замком і левом і герб Гранади з гранатом застосовуються: перший з початку XIII століття (після 1230 року), другий з XV (достовірно з 1492 року, моменту завоювання Гранадського емірату).
Найчастіше місто, місцевість або прізвище отримували свою назву від предметів, рослин, тварин, пейзажів, природних умов, після чого через багато років, іноді століть, в їхньому гербі зображували явище, тварину або рослину, що дали назву місту або роду.
Рідше герби «підганялися» під існуючу назву, хоча початкове походження назви міста (або роду) було неясним або не мало нічого спільного із зображенням на гербі. Така «підгонка» сталася з Великими Луками і мало не сталася з Харковом.
Існує чотири основних типи промовистих гербів: шляхетські (лицарські, родові та окремих осіб), земельні (міст і територій), державні (в тому числі відомств) і корпоративні. Останні в середньовічні часи цехів і гільдій часто були гербами, зараз це символи та емблеми: класичний приклад — корпорація Apple, емблема якої — надкушене яблуко. Найдавнішими є промовисті герби цехові і лицарські; найбільше серед промовистих міських гербів.

## Приклади

Берлінський ведмідь (Bär)
Кастильський замок (castilio)
Гранада — плід граната
Леонський лев (leon)
Туринський тур
Голова Афіни
Коло на гербі міста Коло
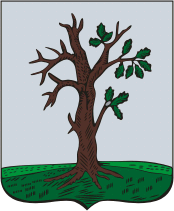
Стародуб - старий дуб

### Україна

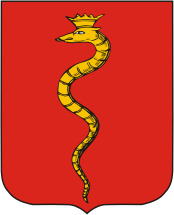
Зміїв — змій
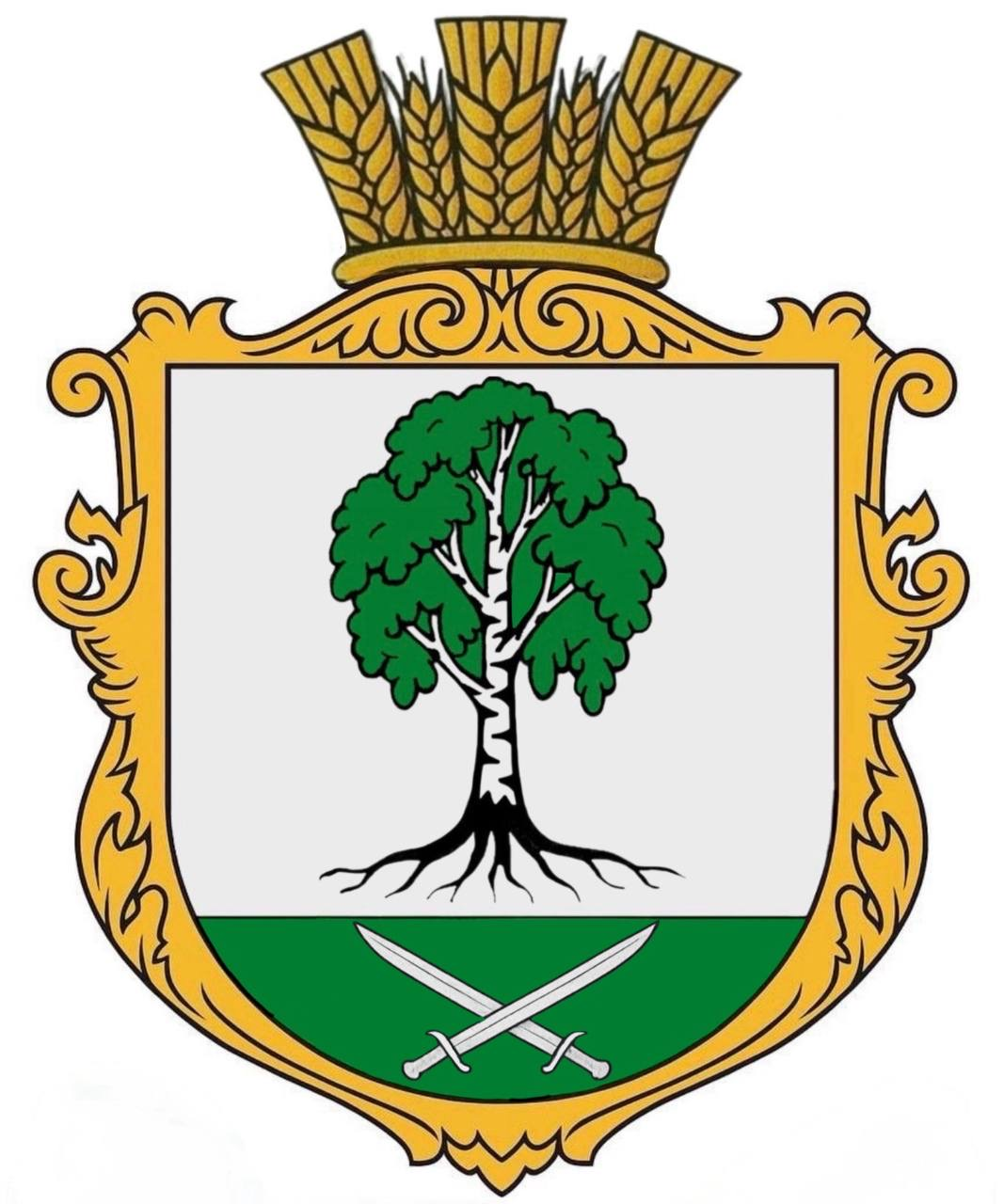
Березанка – береза
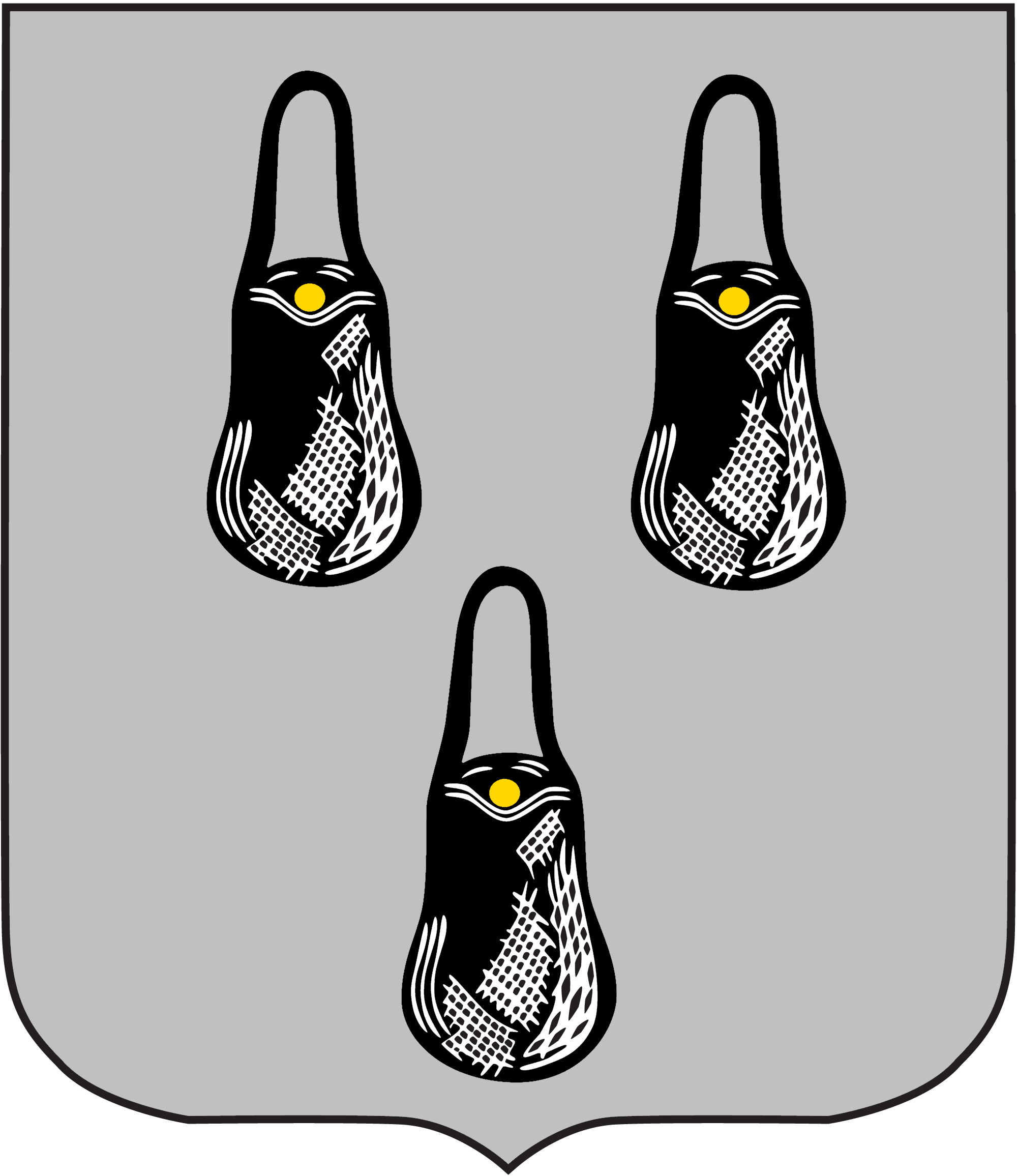
Суми — сумки
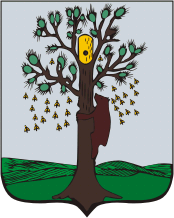
Сосниця — ведмідь лізе на сосну по мед
Історичний герб Галичини — галка
Кривий Ріг — порохівниця
Ізюм — ізюм (родзинки)
Бердичів — бердиш
Шостка — кіноплівка намотана на бобіну у вигляді цифри 6
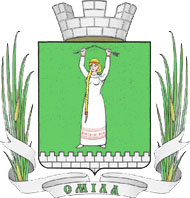
Сміла — смілива дівчина
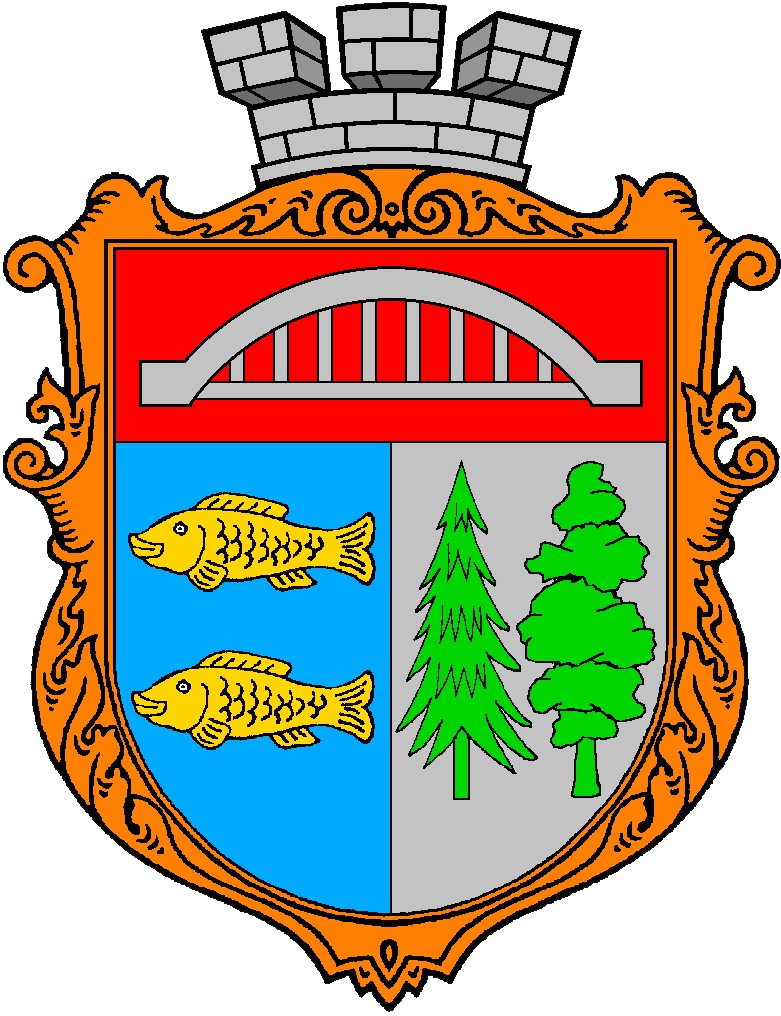
Іршава — іржава вода
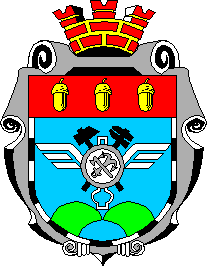
Попасна — два зелених пасовища
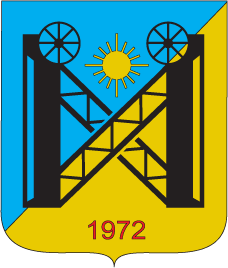
Суходільськ — суходіл (жовтий колір) на тлі води (блакитний)
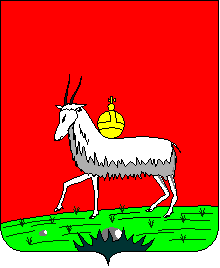
Козелець — козел
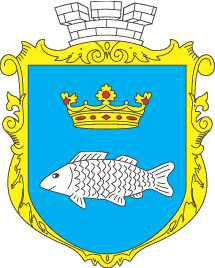
Короп — короп
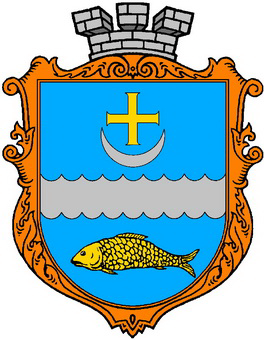
Коропець — короп
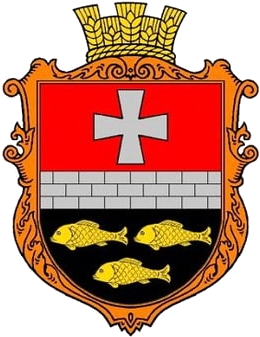
Карпилівка — три золоті коропи
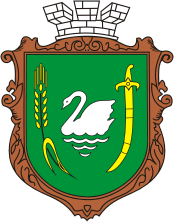
Лебедин — лебідь
Гусятин — гуси
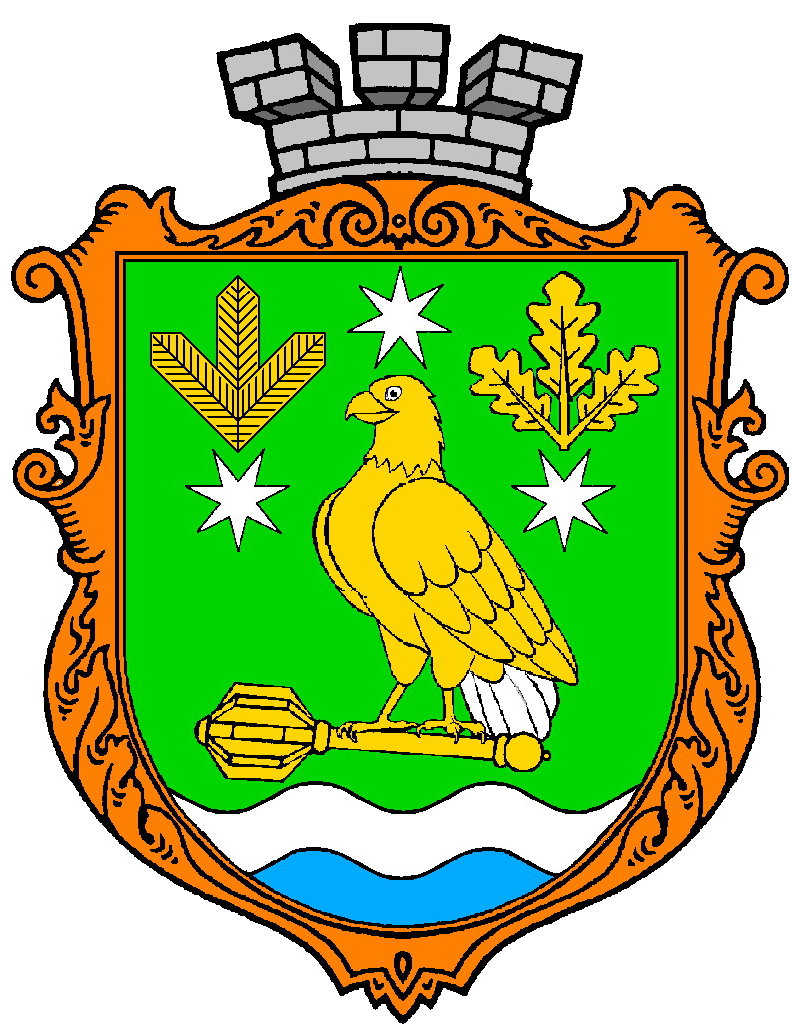
Обухівка —  орлан сидить на обусі пернача
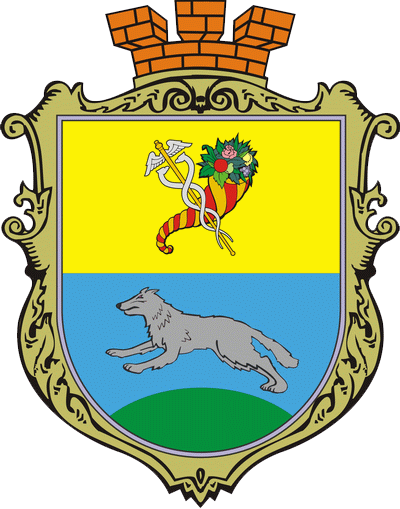
Вовчанськ — вовк
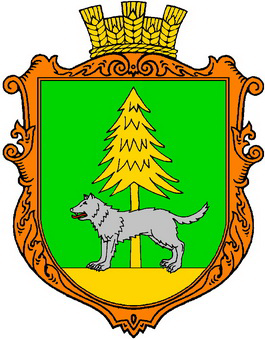
Вовків — вовк
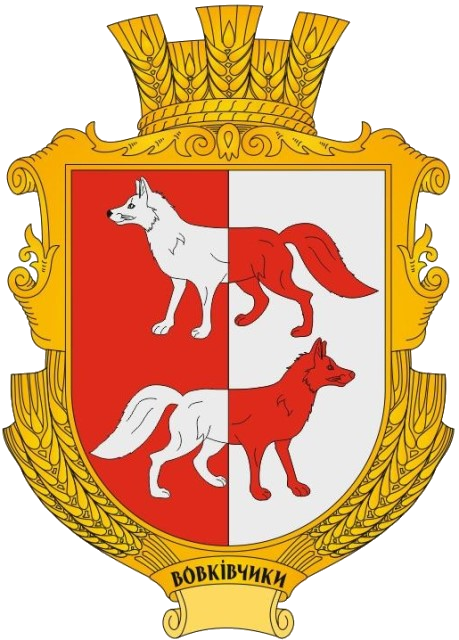
Вовківчики — вовки
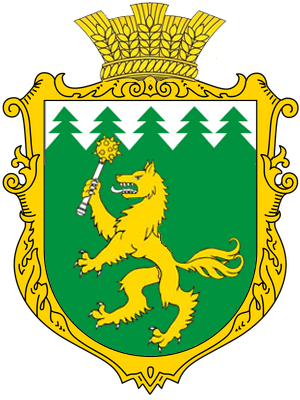
Вовківка — вовк з булавою
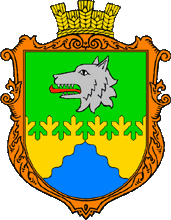
Вовче — голова вовка
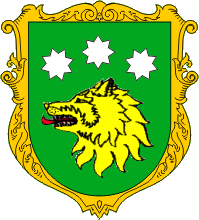
Вовковинці — вовча голова
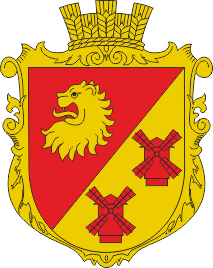
Левківка — лев
Сарни — сарна
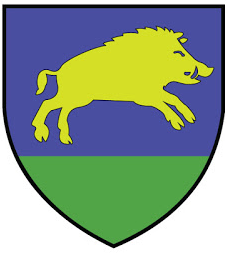
Веприк — вепр
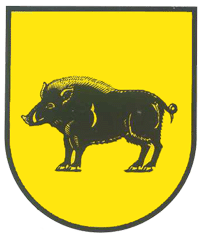
Герб колишнього містечка Свинюхи — свиня
Бібрка — бобер
Бобрик — бобер
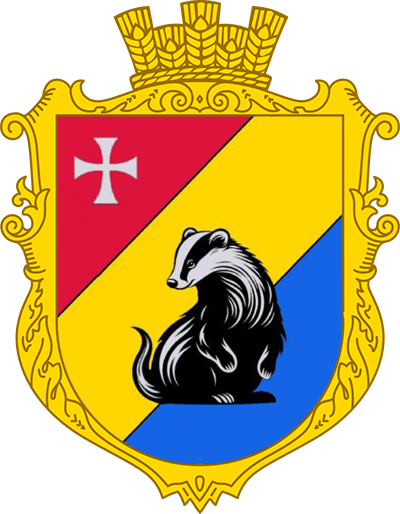
Борсуківська громада — борсук
Куликів — кулик
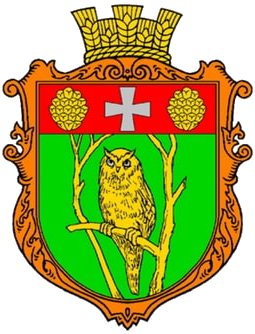
Осова — сова
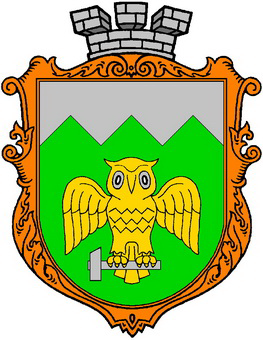
Клесів (коло сов) — сова
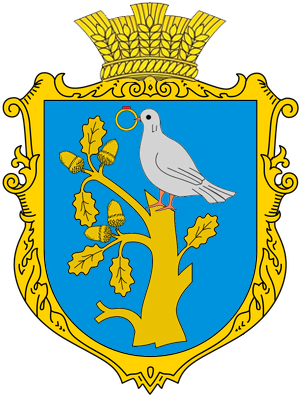
Голубівка — голуб
Мангуш — білий птах (в перекл. з грецької)
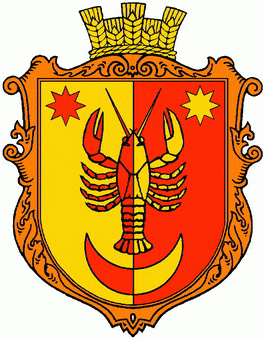
Раківчик — рак
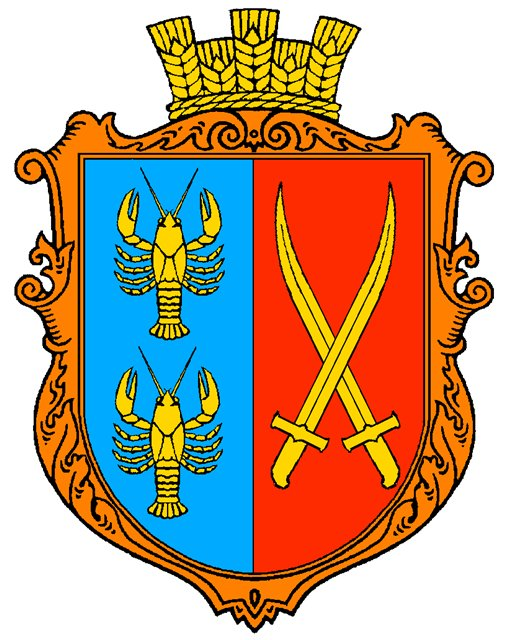
Рокосово — раки
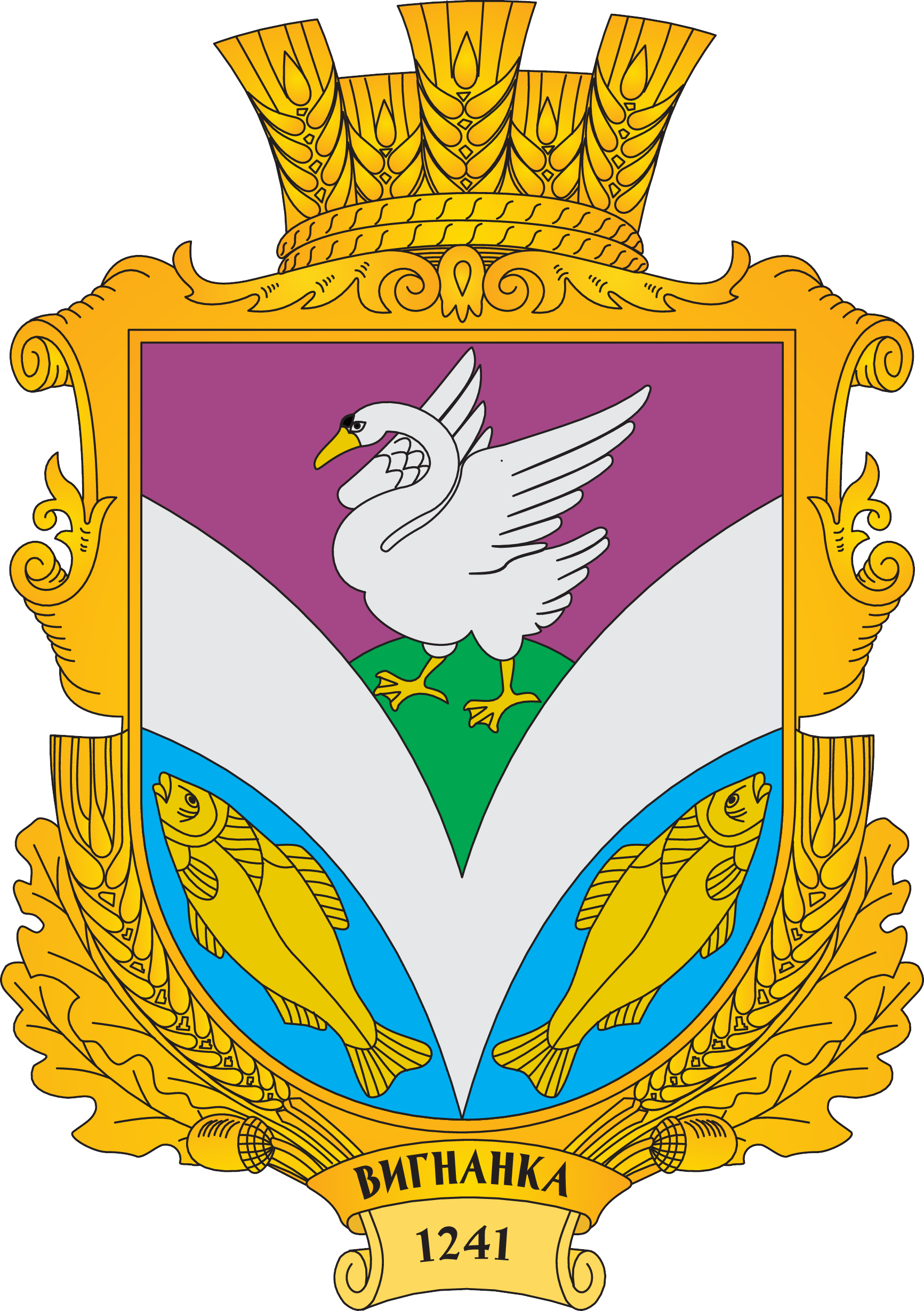
Вигнанка — вигін
Кам'янка-Бузька — коштовне каміння
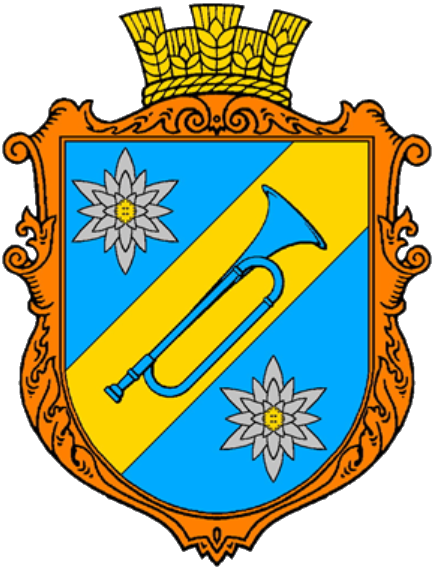
Трубиці — труба
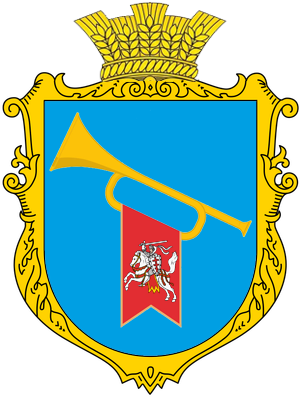
Зноб-Трубчевська — труба
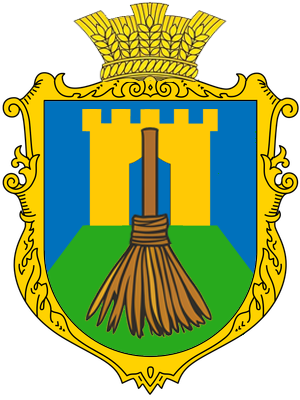
Змітнів — мітла
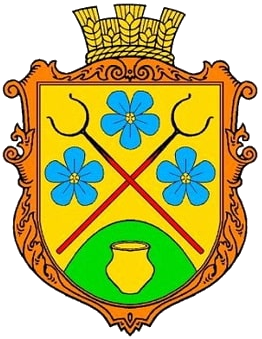
Рогачів — рогачі
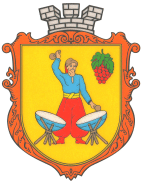
Козацьке — козак
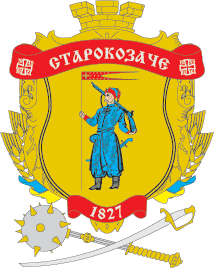
Старокозаче — козак
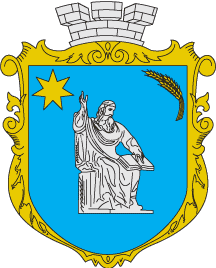
Тлумач — тлумач
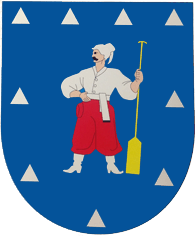
Лоцманська Кам'янка — лоцман
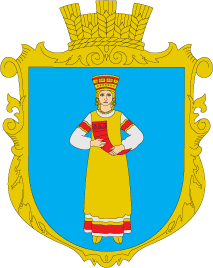
Макошине — богиня родючості Макош
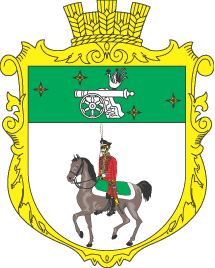
Гусарка — гусар
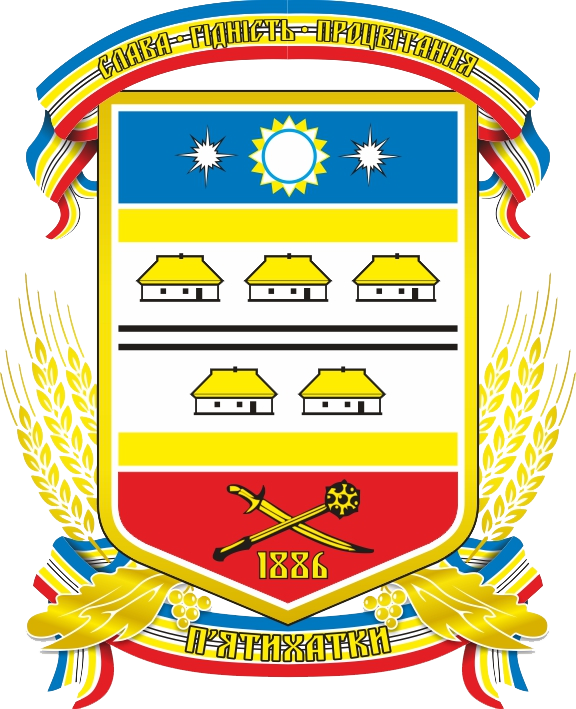
П'ятихатки — п'ять хат
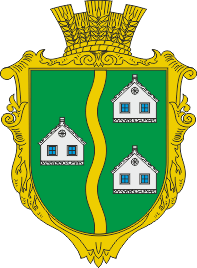
Трихатське — три хати
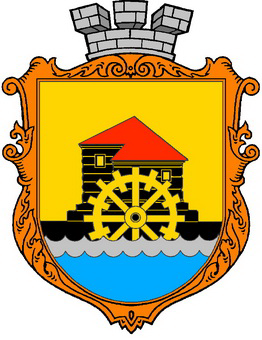
Млинів — млин
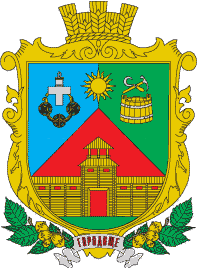
Городище — городище
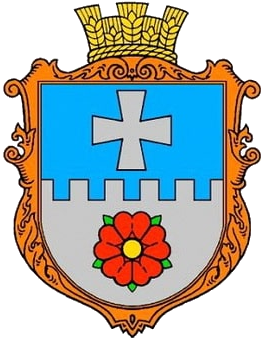
Бронники — оборонні споруди
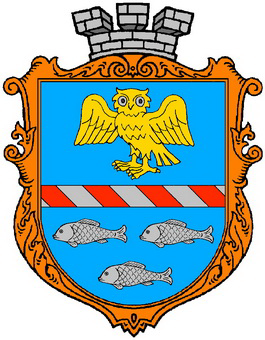
Герб Заставної — застава (смугастий шлагбаум)
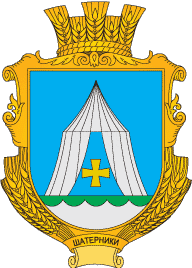
Шатерники — шатро
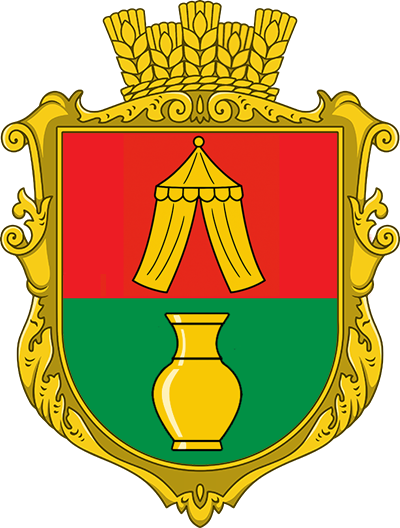
Шатрище — шатро
Демня — домни (доменні печі)
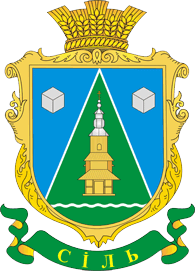
Сіль — сіль
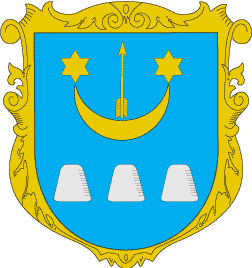
Стара Сіль — сіль
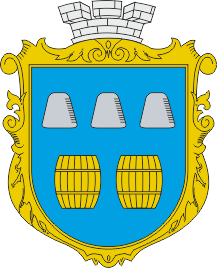
смт Солотвин — сіль
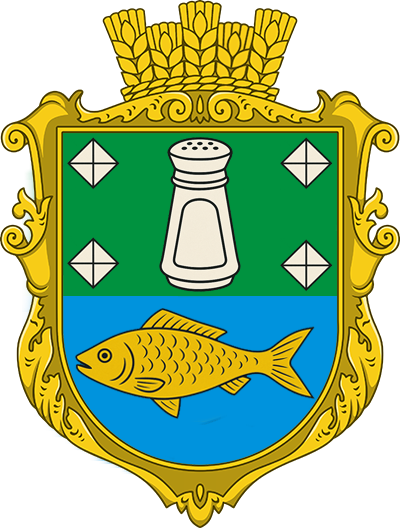
Дрібці — дрібка солі (кристали і сільничка)
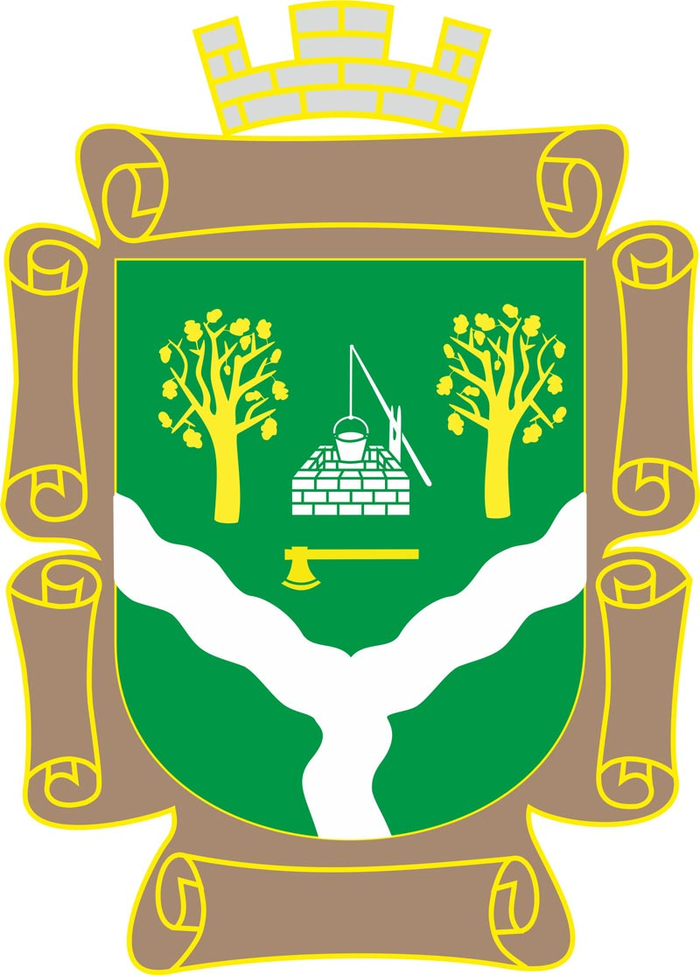
Сокирниця — сокира
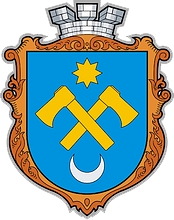
Сокиряни — сокири
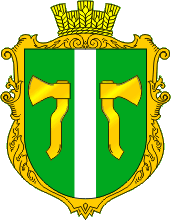
Сокиринці — сокири
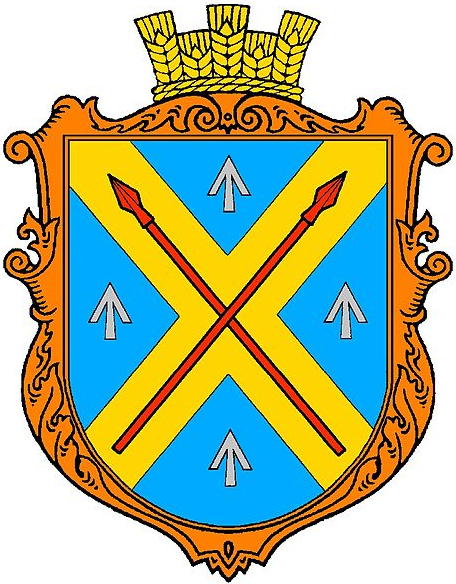
Пикуловичі — піки (різновид списа)
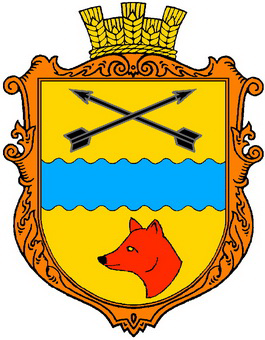
Стрілки — стріли
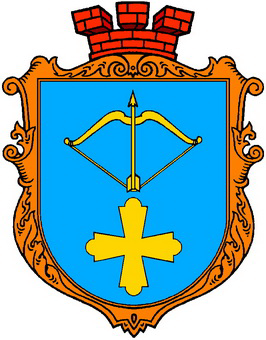
Лукім'я — лук
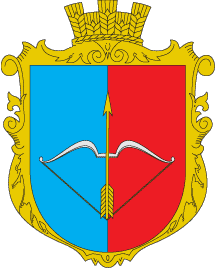
Луковиця — лук
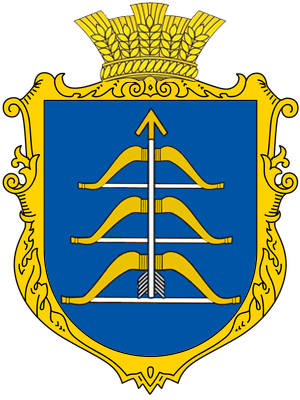
Лукнів — 3 лука
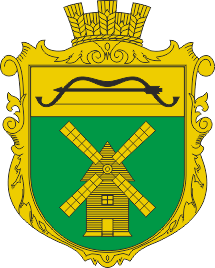
Тулуків — лук
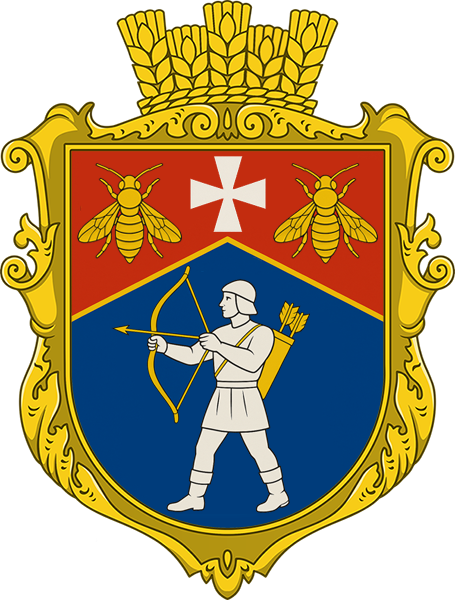
Лушники — лучник
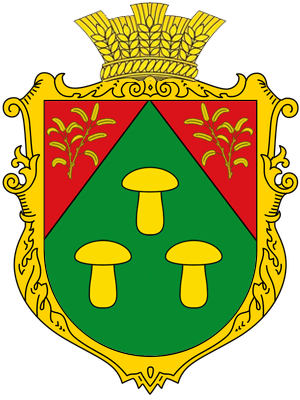
Грибанів — гриби
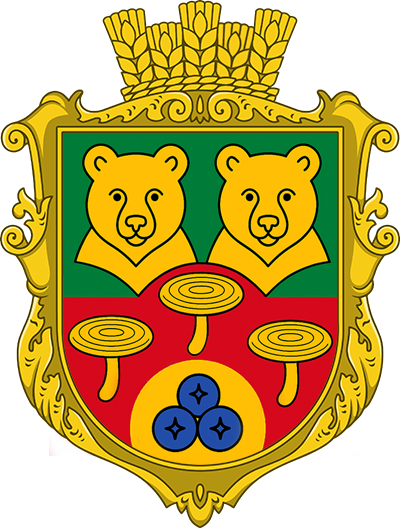
Рижки — гриби рижики
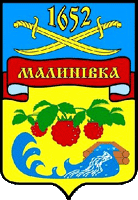
Малинівка — малина
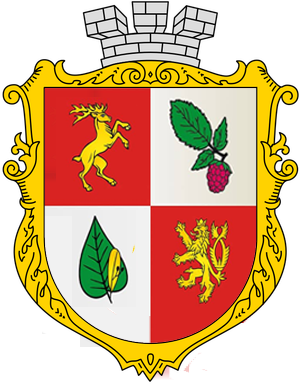
Малинівка — малина
Новий Калинів — калина
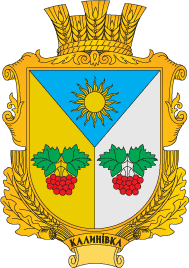
Калинівка — калина
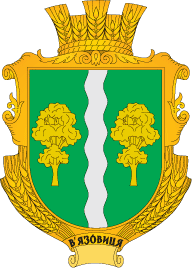
В'язовиця — два золоті в'язи
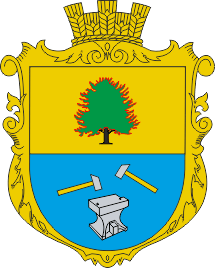
Тисменичани — тис
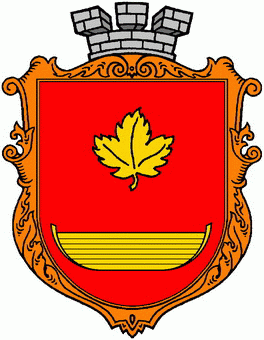
Яворів — золотий яворовий листок
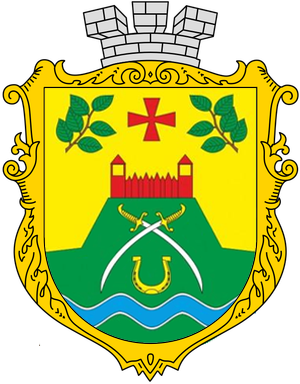
Грабів — гілочки грабу
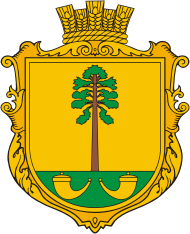
Соснівка — сосна
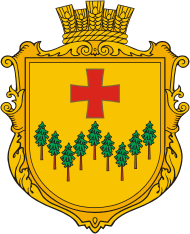
Бірки — бір
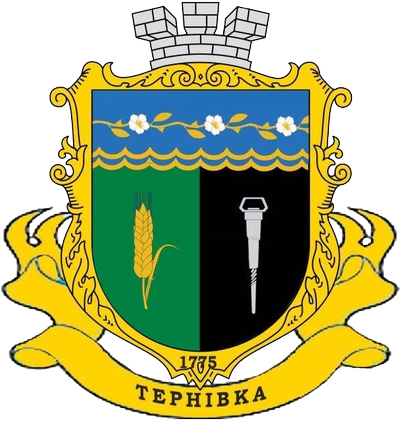
Тернівка — терен
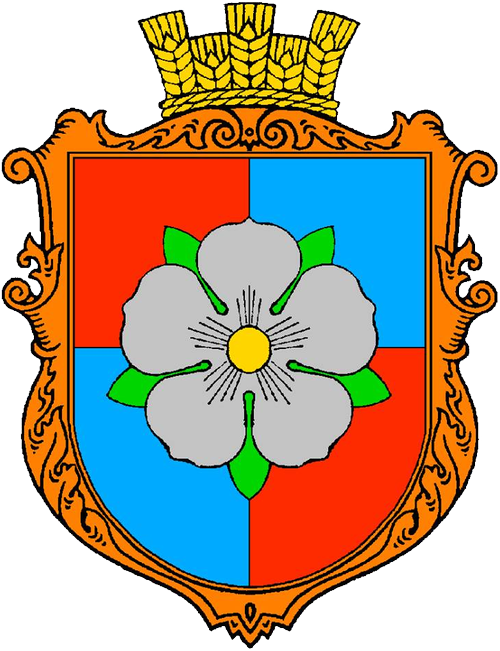
Тернопілля — квітка терену
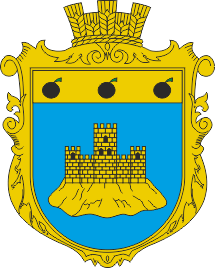
Тягинка — плоди терену (так перекладається назва з тюрських мов)
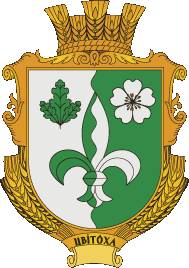
Цвітоха — цвіт
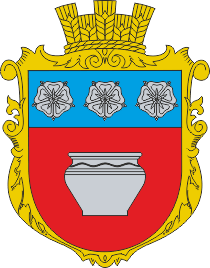
Цвітне — цвіт
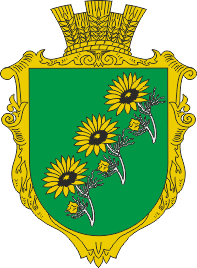
Весняна Квітка — золоті квітки весняного первоцвіту
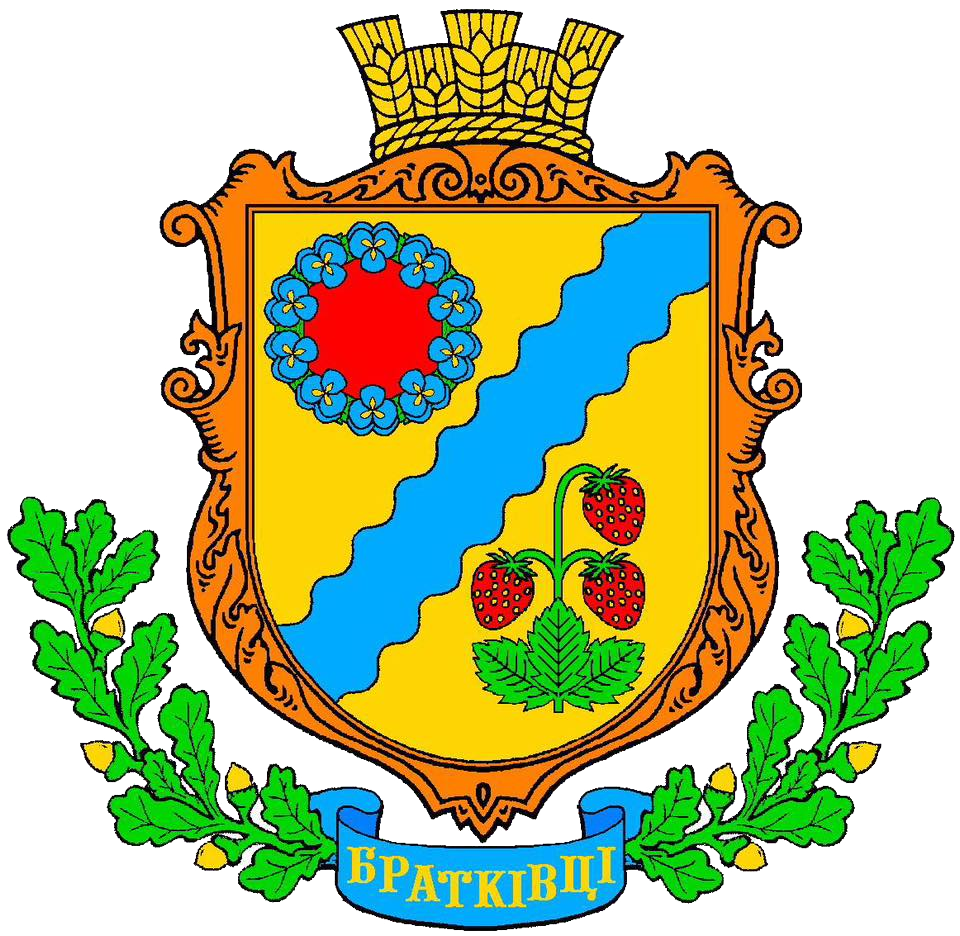
Братківці — братки
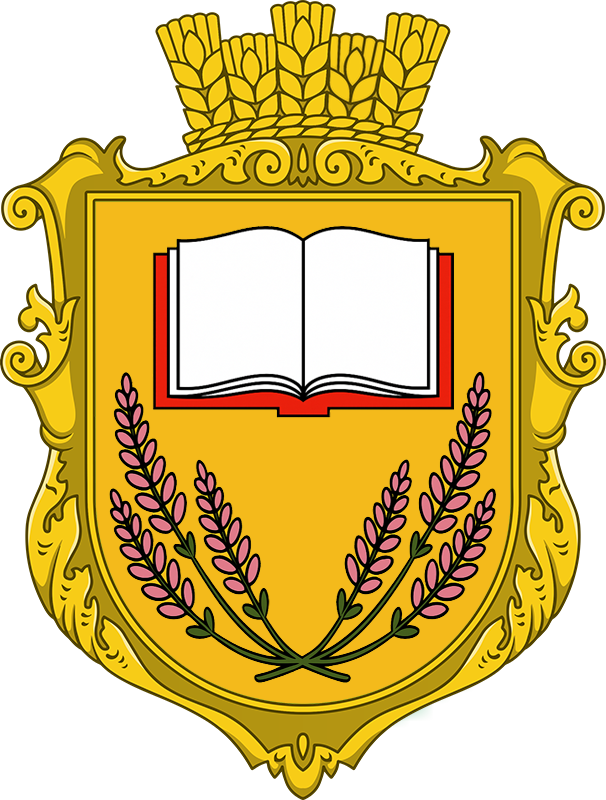
Вересневе — верес
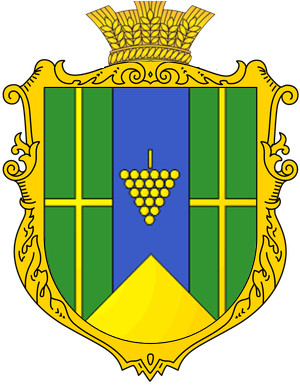
Виноград — виноград
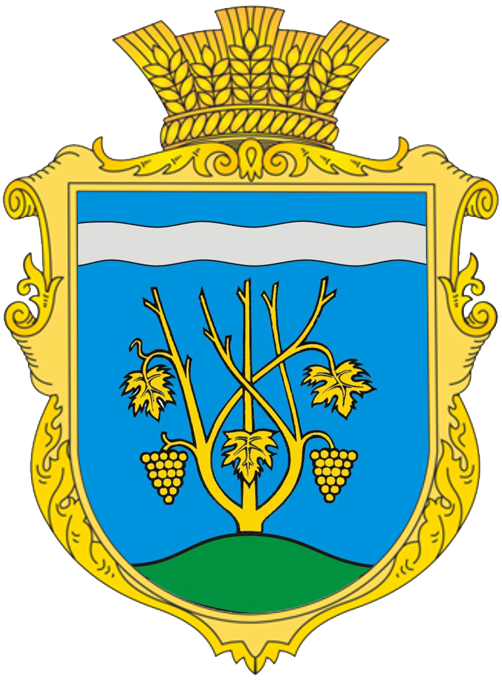
Лоза — виноградна лоза
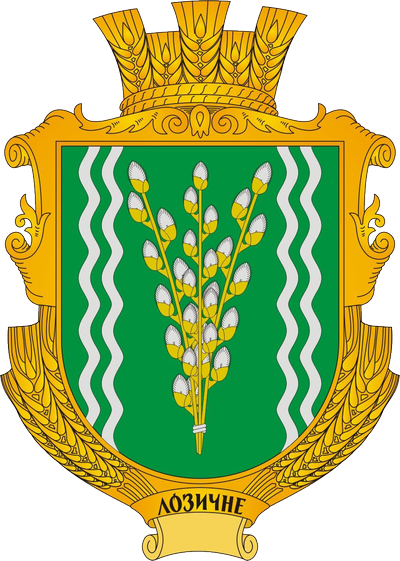
Лозичне — вербова лоза
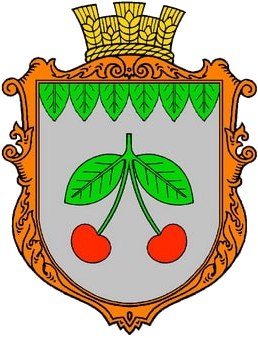
Вишнівка — вишні
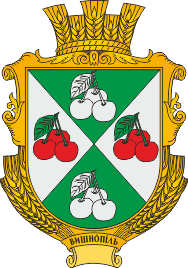
Вишнопіль — вишні
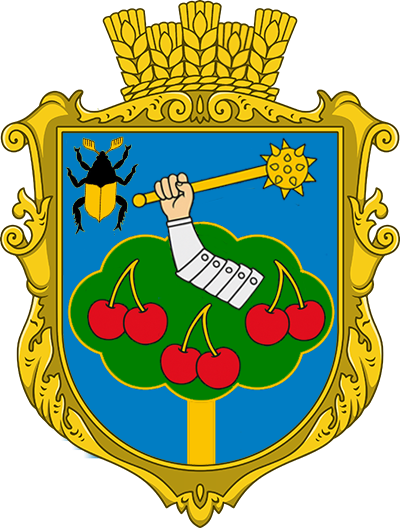
Вишеньки — вишні
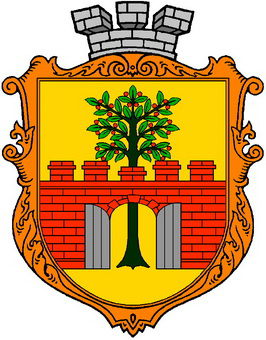
Судова Вишня — вишня
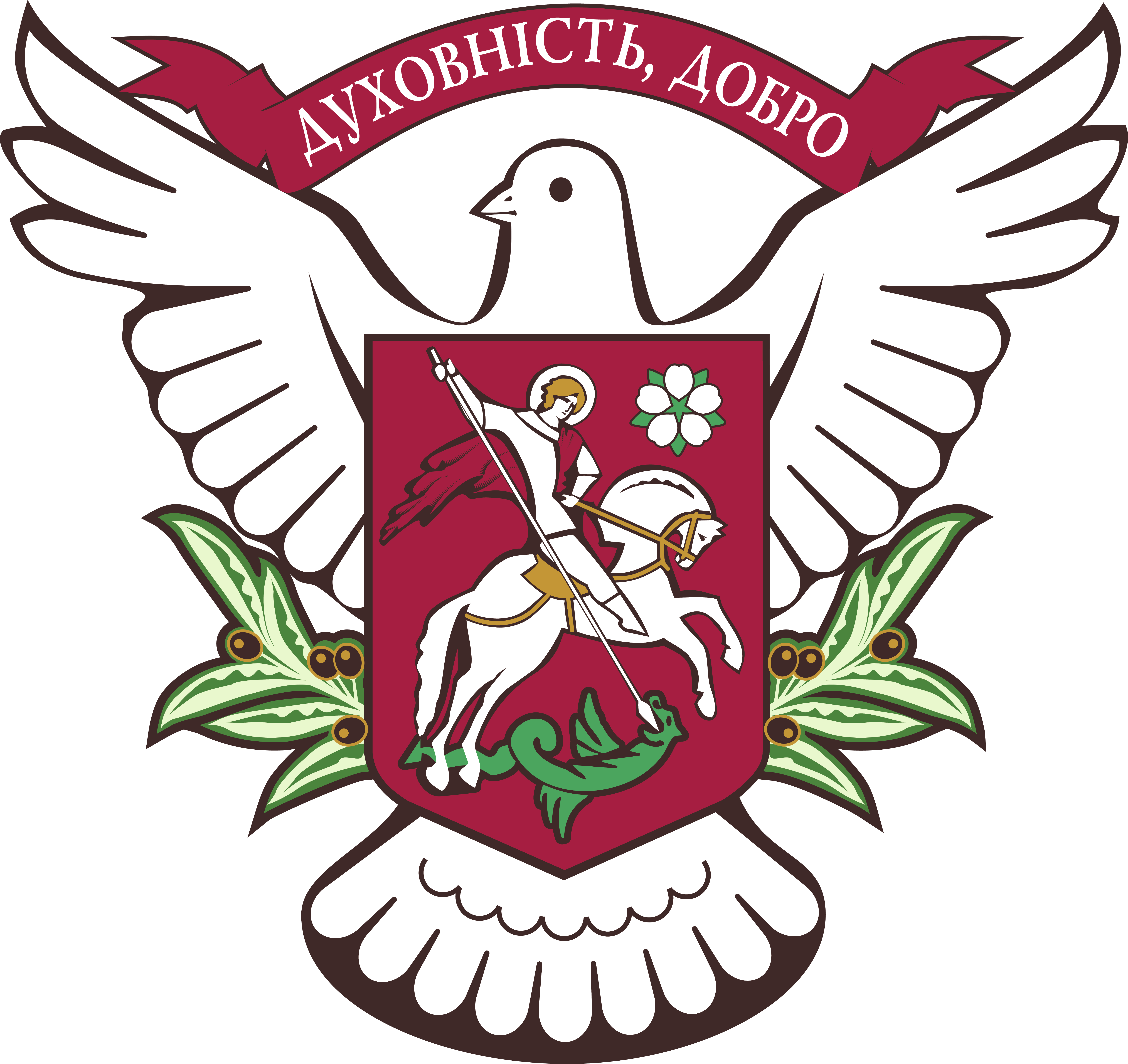
Вишневе — квітка вишні
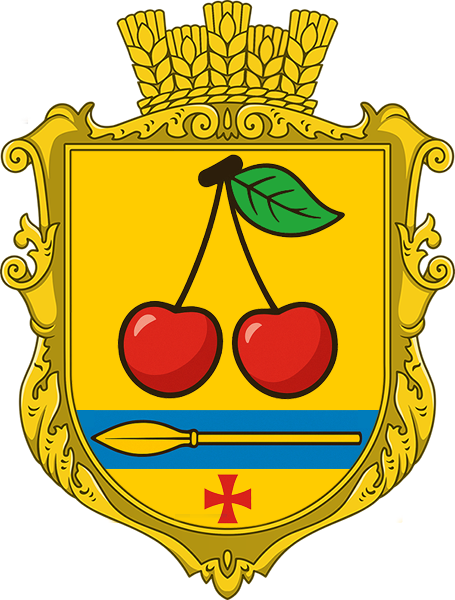
Черешеньки — черешні
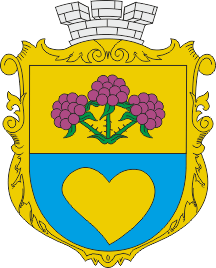
Оженин — ожина
Ясинувата — ясен
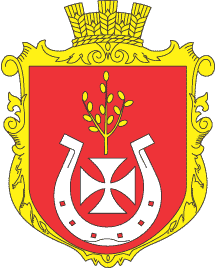
Вербовець — верба
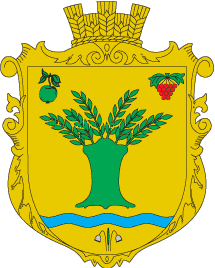
Верхній Вербіж — верба
Рокитне — рокита (верба)
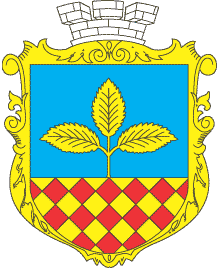
Берестечко — золотий берест із трьома листочками
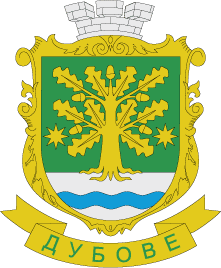
Дубове — дуб
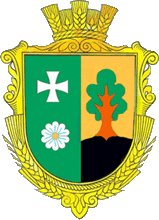
Дубечне — дуб
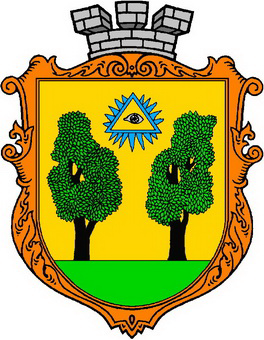
Дубляни — два дуба
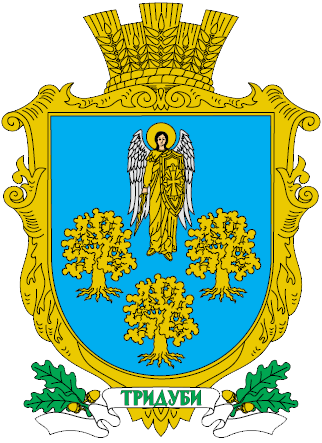
Тридуби — три дуба
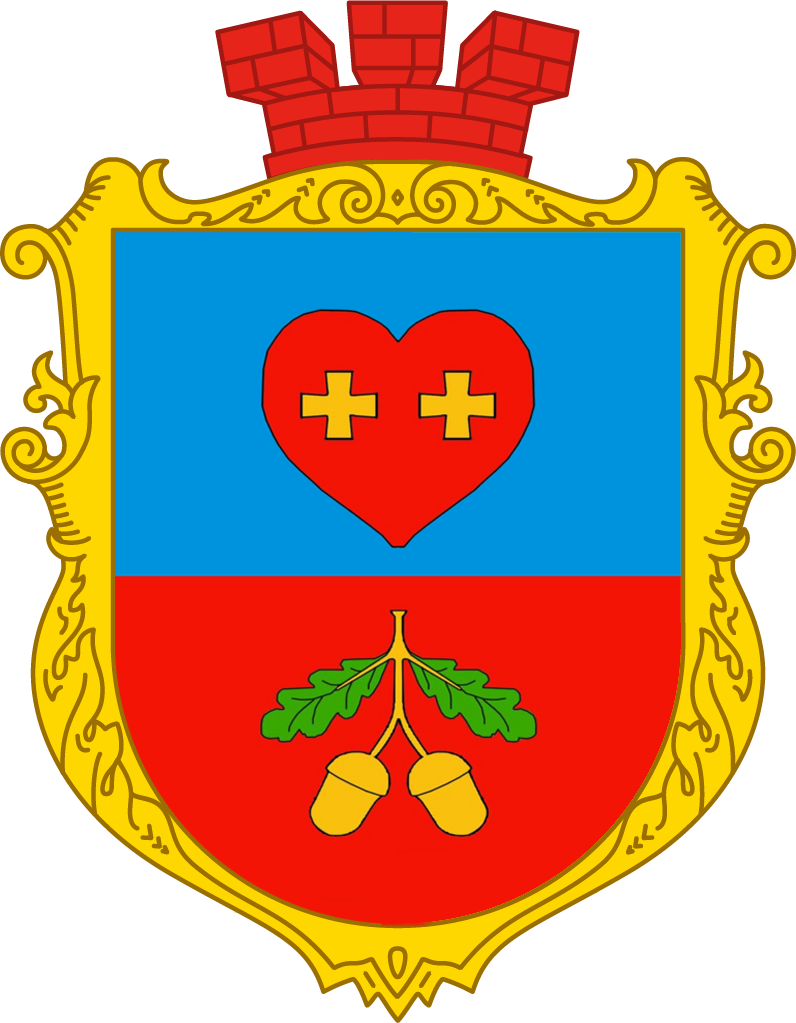
Дубовичі — дубова гілочка з жолудями
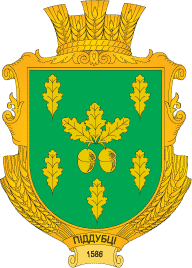
Піддубці — дубове листя і жолуді
Березань — береза
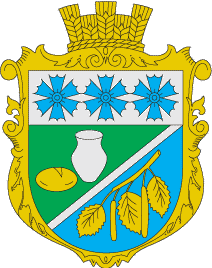
Березники — береза
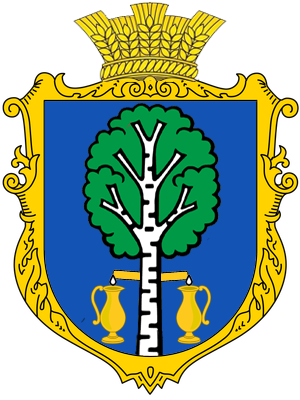
Велика Берізка — заготівля березового соку
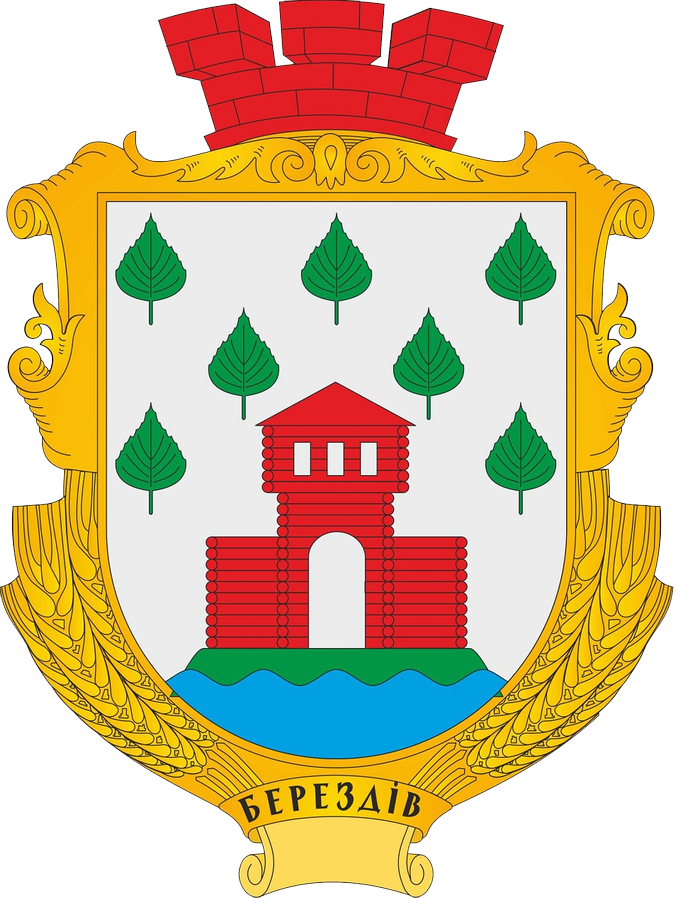
Берездів — березові листочки
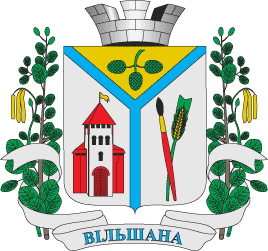
Вільшана — шишки вільхи
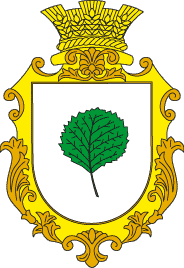
Мала Вільшанка — листочок вільхи
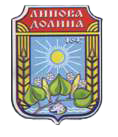
Липова Долина — липа
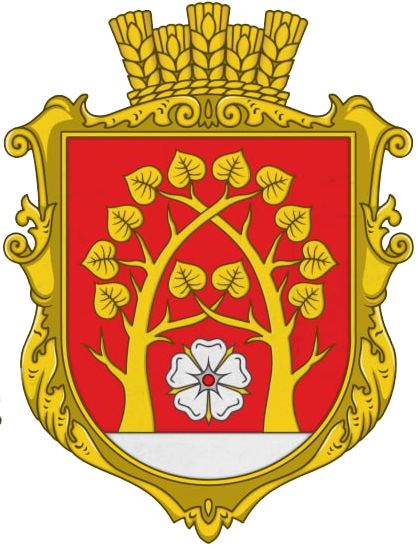
Липове — дві сплетені липи
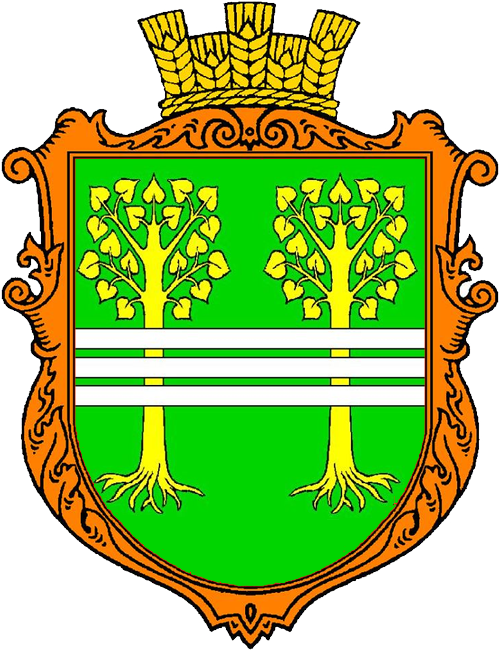
Липівка — дві липи
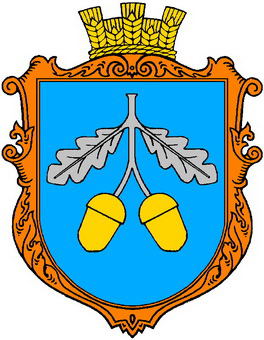
Великий Жолудськ — жолуді
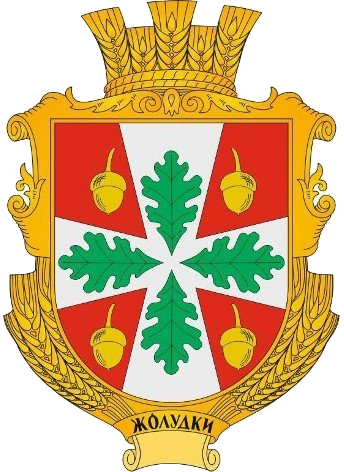
Жолудки — жолуді
Оріхів — горіх
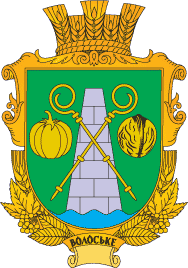
Волоське — волоський горіх
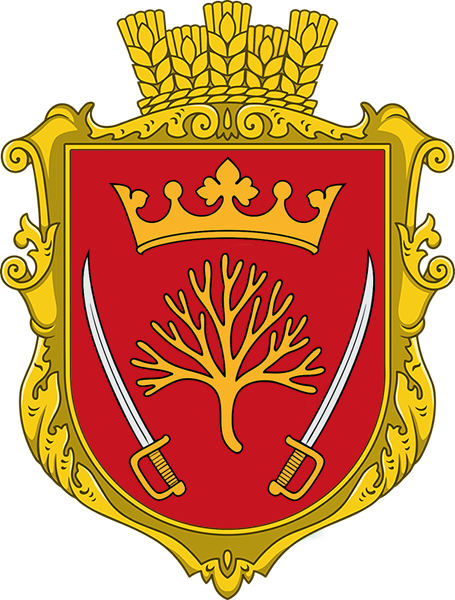
Мохове — мох
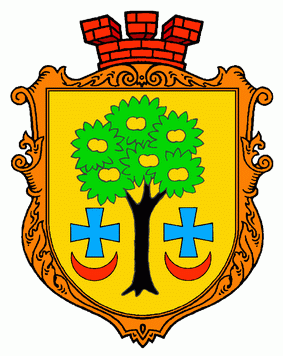
Яблуневе  — яблуня
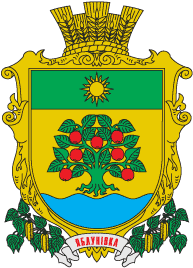
Яблунівка  — яблуня
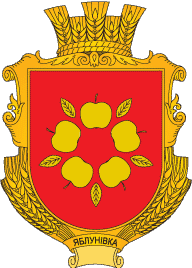
Яблунівка  — яблука
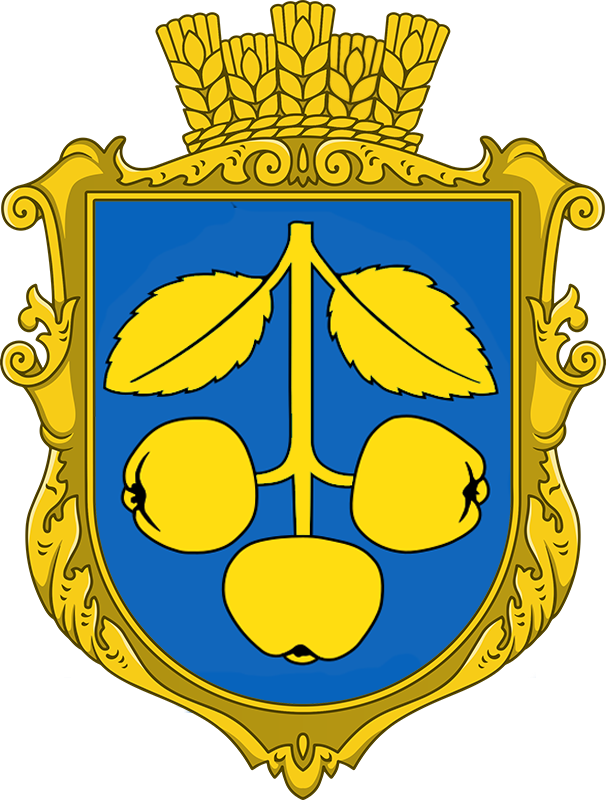
Антонівка  — яблука сорту Антонівка
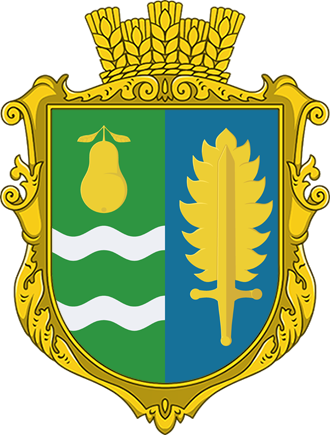
Грушово — груша
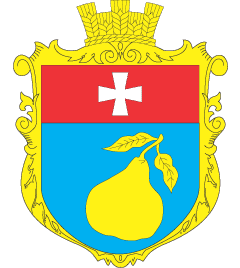
Грушвиця Перша — груша
Грушатичі — груші
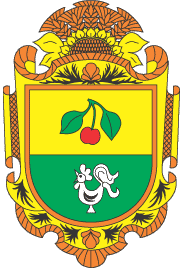
Вишнівка — вишня
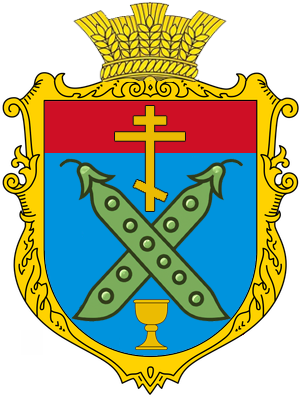
Горохове — горох
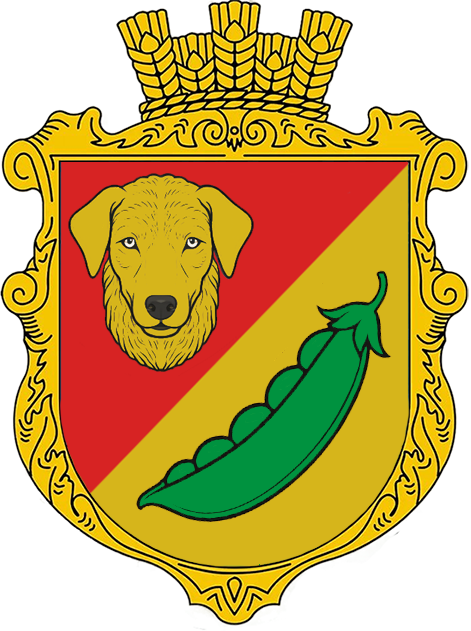
Горохове — горох
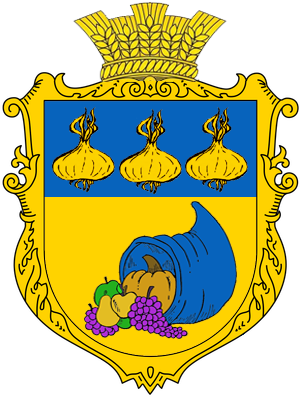
Цибуленки — цибуля
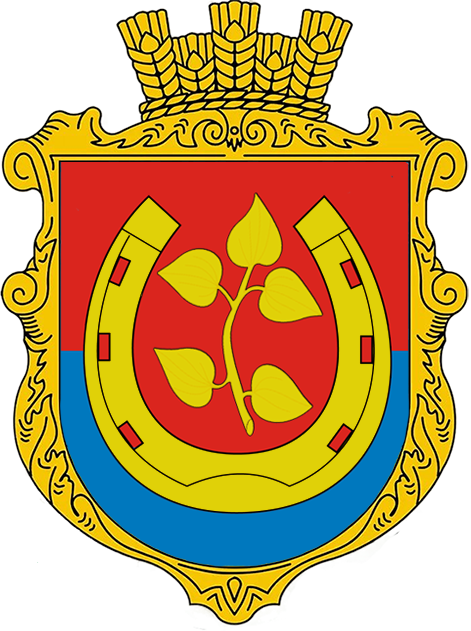
Свидня — гілочка свидини
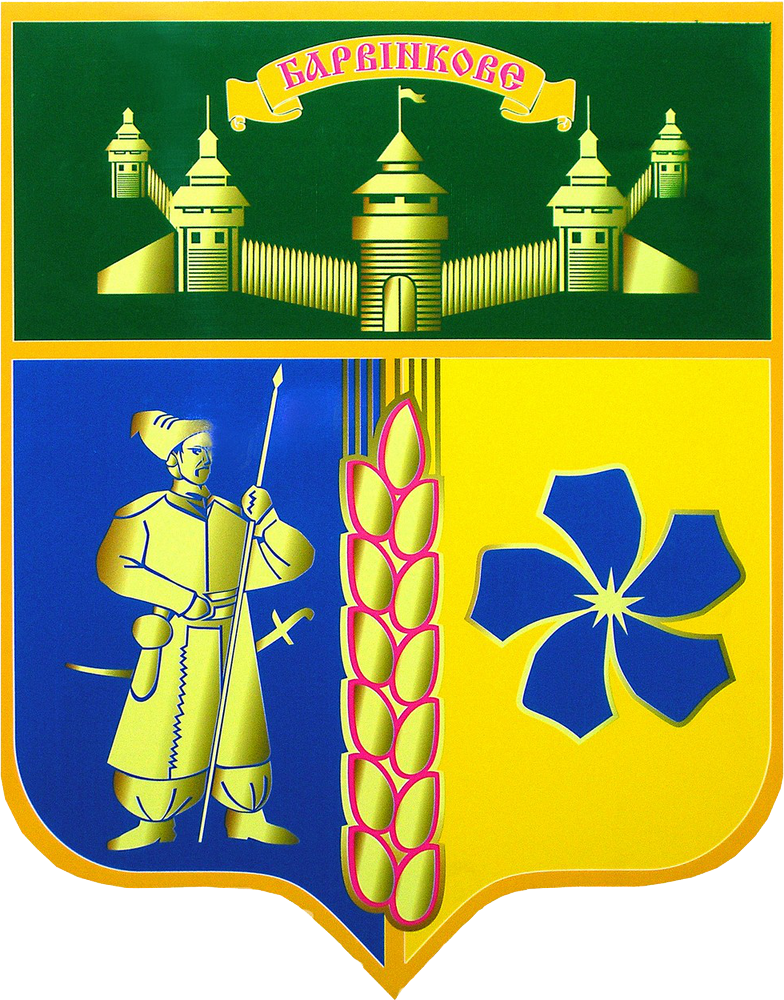
Барвінкове — квітка барвінку
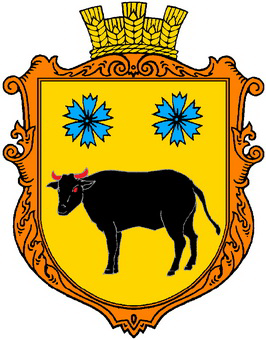
Волошиново — волошки
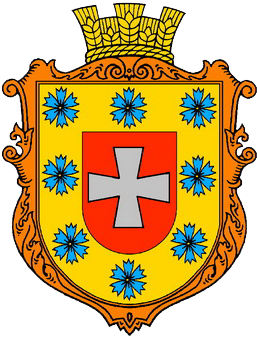
Волошки — волошки
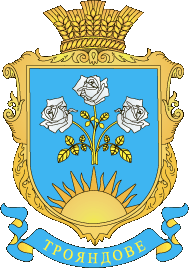
Трояндове — троянди
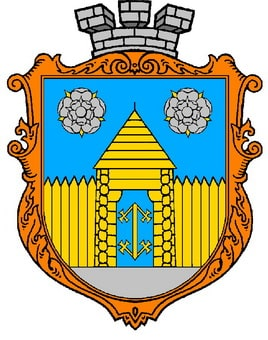
Ружин — геральдичні троянди (ружі)
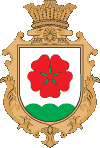
Рожівка — троянда (рожа)
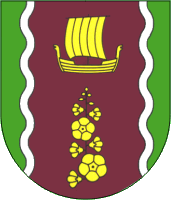
Рожів — рожа (мальва)
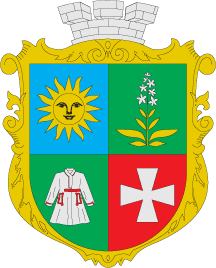
Чемерівці — чемериця
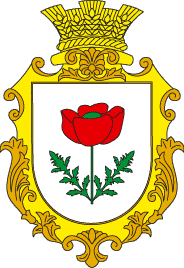
Макіївка — мак
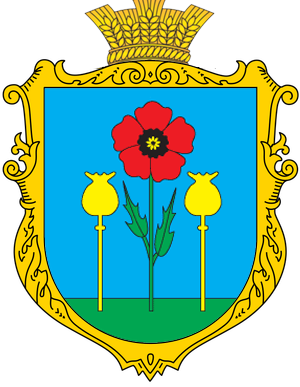
Маковище — мак
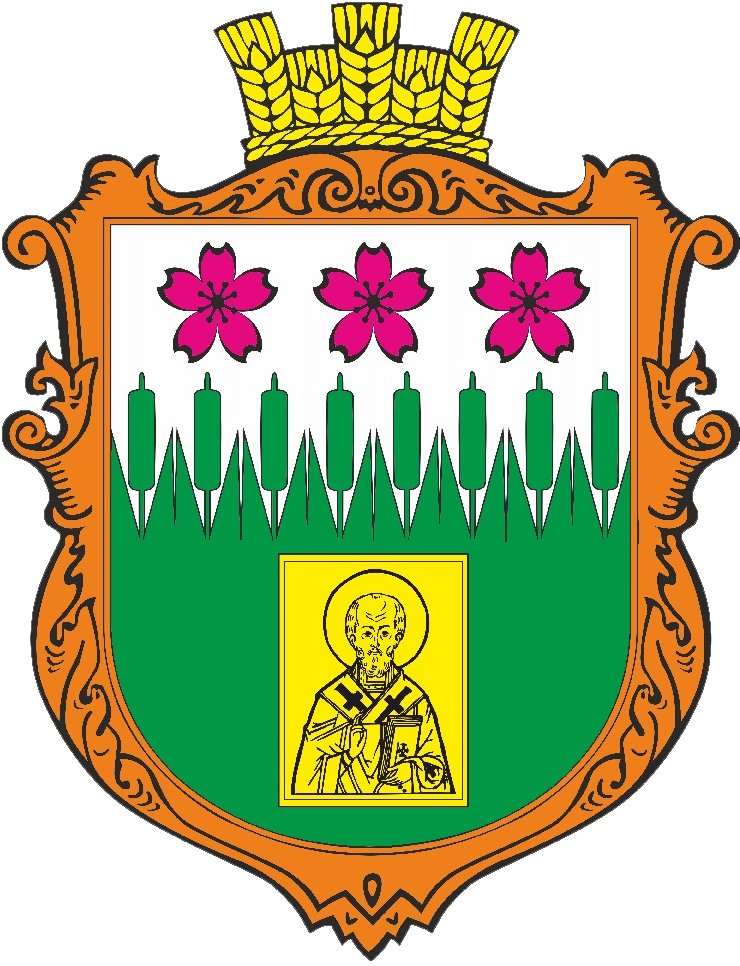
Мильники — квітки мильняку (собаче мило)
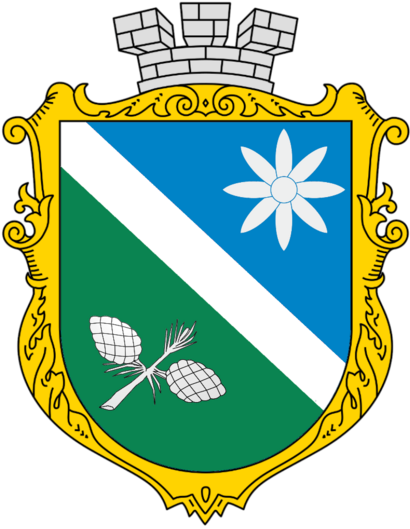
Проліски — квітка проліску
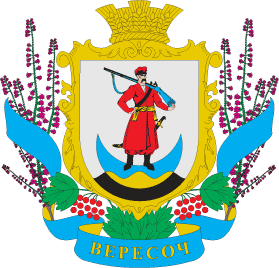
Вересоч — верес
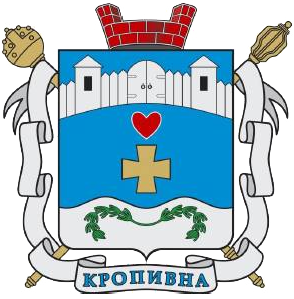
Кропивна — кропива водяна
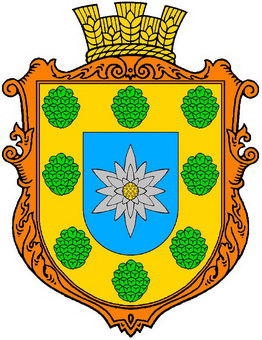
Кринтята — крин (латаття)
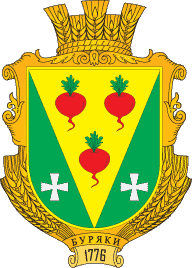
Буряки — буряки
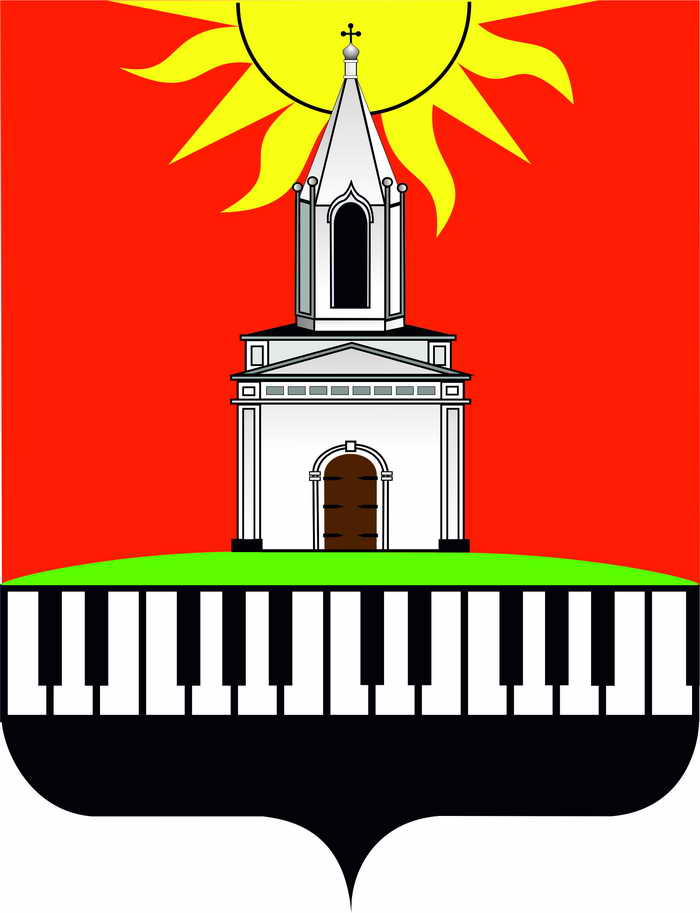
Сонцівка — сонце
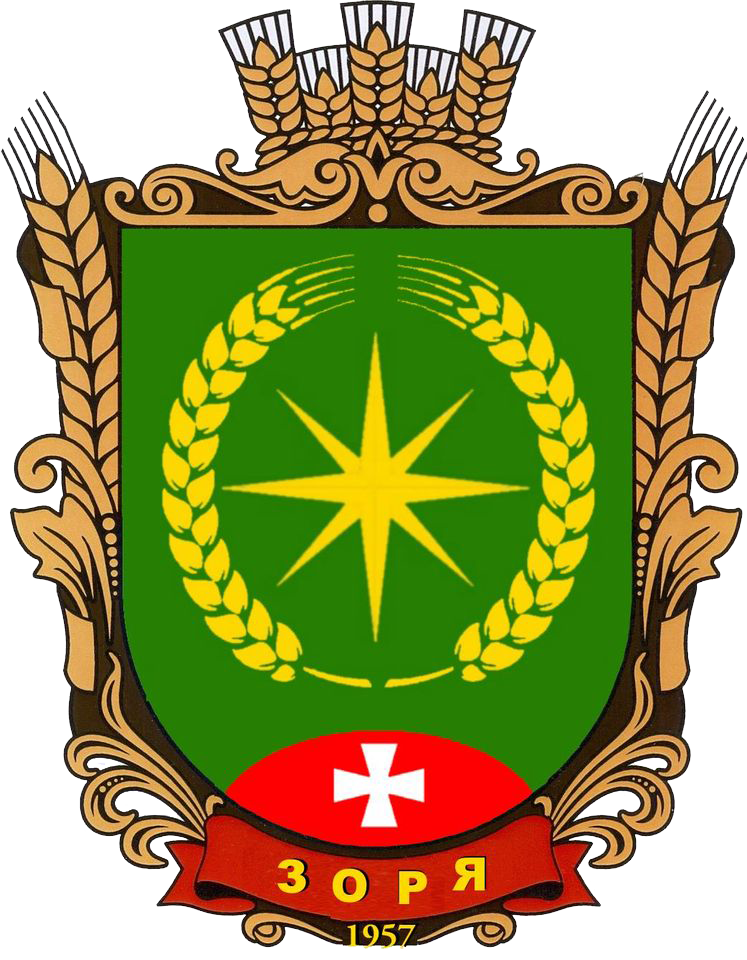
Зоря — зірка
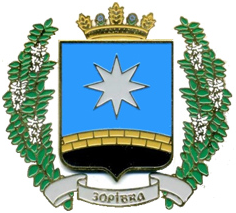
Зорівка — зірка
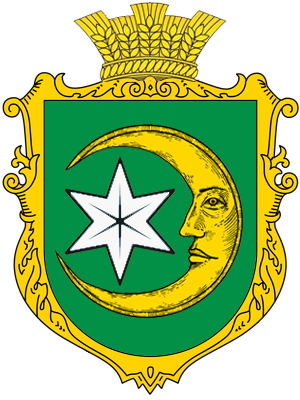
Зазірки — за зіркою місяць
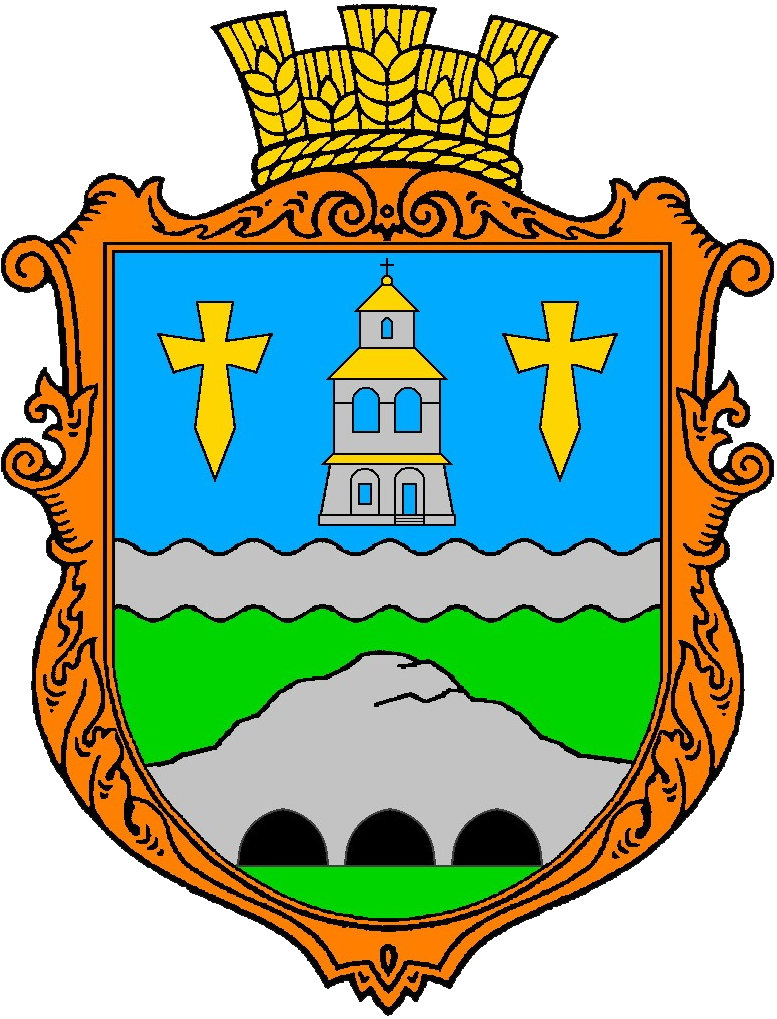
Підпечери — печери
Білогірськ — біла гора
Зеленогірське — зелена гора
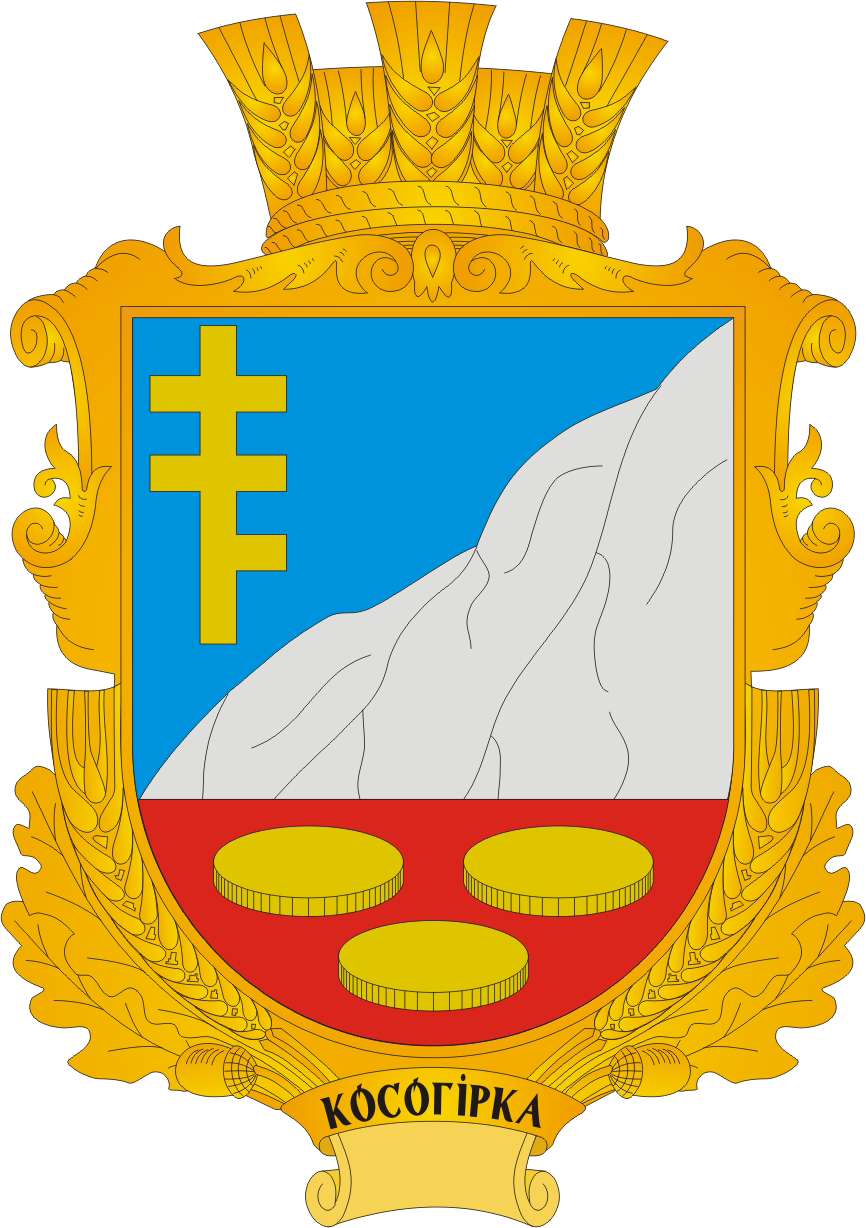
Косогірка — коса гора
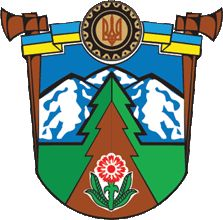
Верховина — верхи (гори)
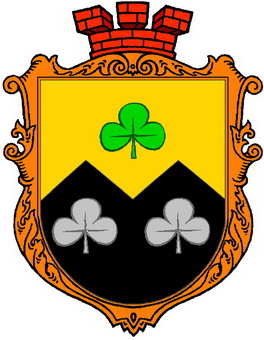
Хорів (Горів) — гори
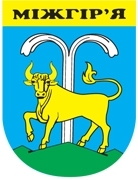
Міжгір'я — гори
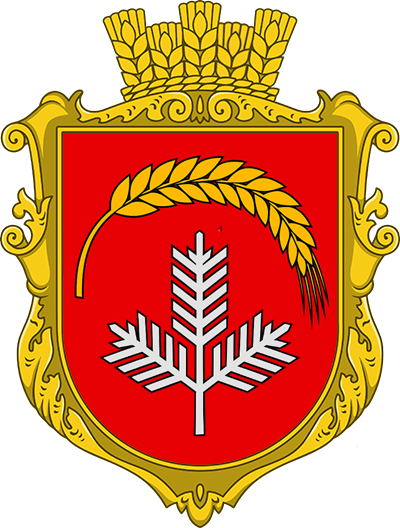
Підгірне — колосок тут гора
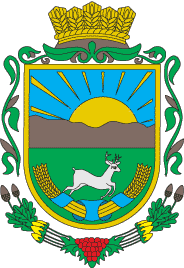
Новопідкряж — кряж
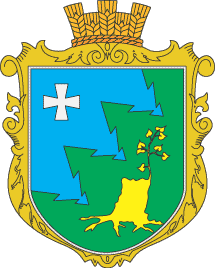
Пеньків — пеньок
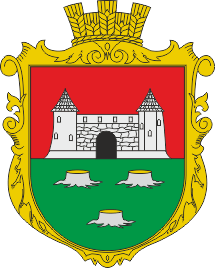
Пнів — пеньки
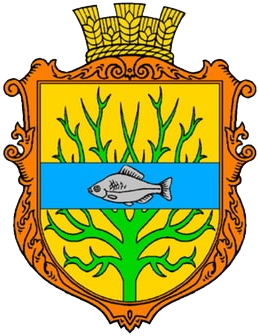
Корчів'я — корч
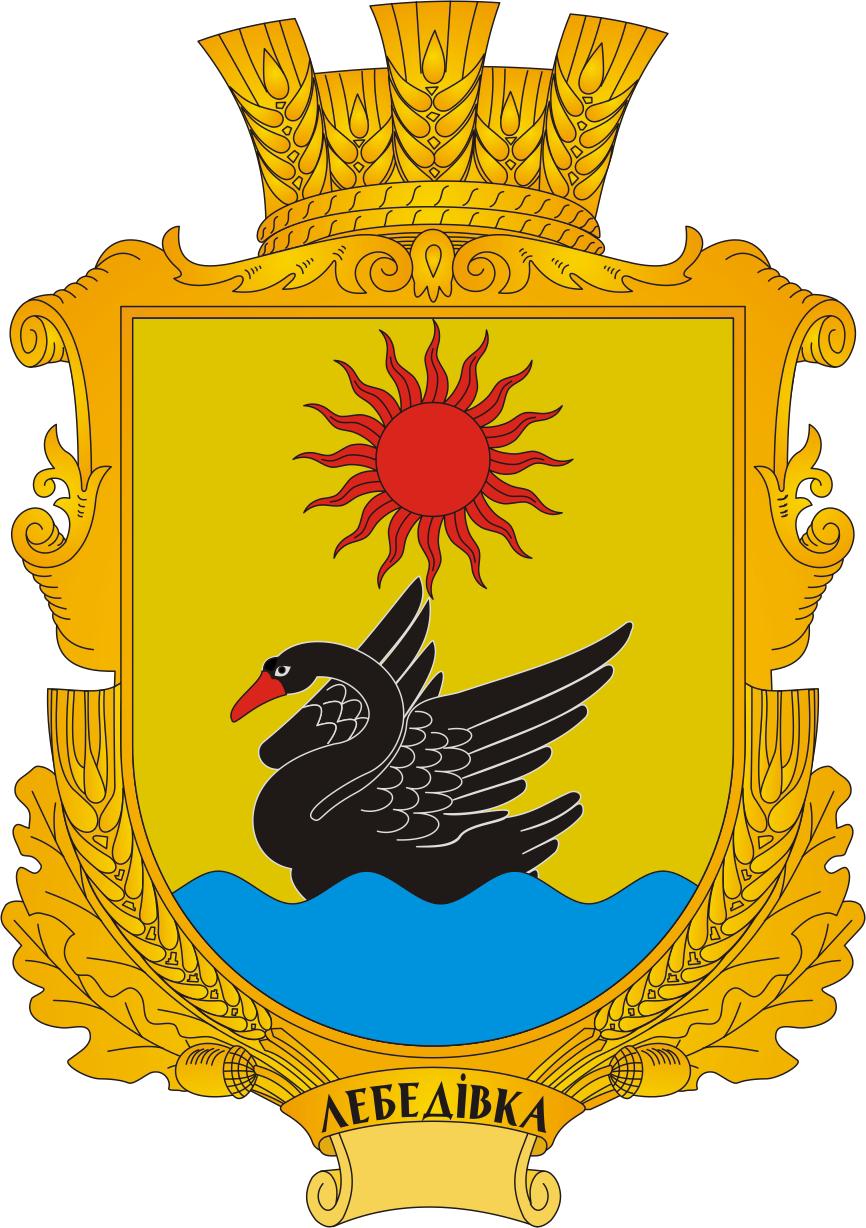
Лебедівка — лебідь
Сокаль — золотий сокіл
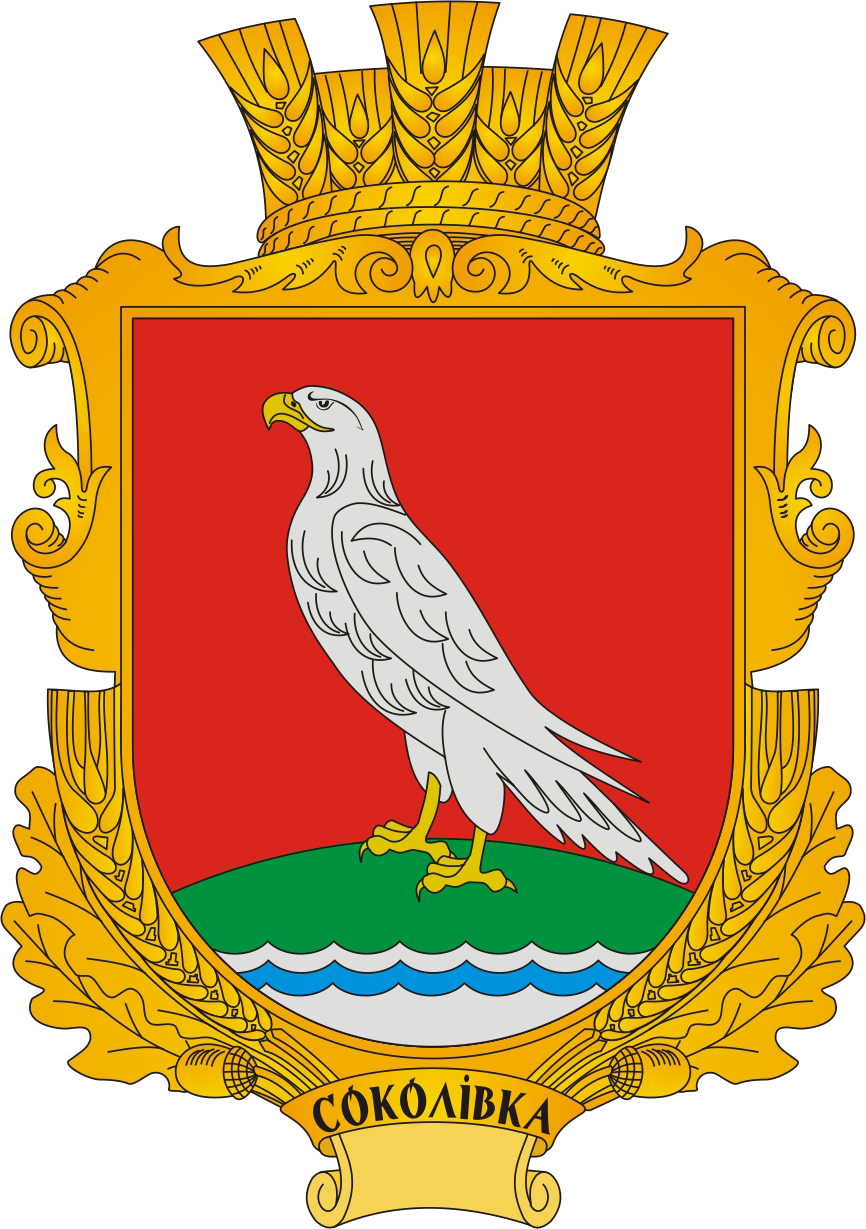
Соколівка — сокіл
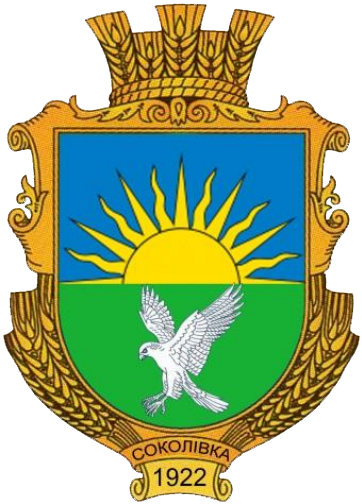
Соколівка — сокіл
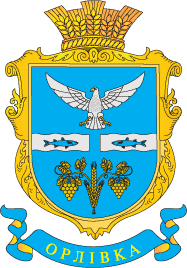
Орлівка — орел
Горлівка — горлиця
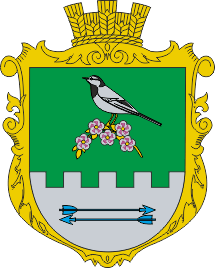
Плиски — плиска
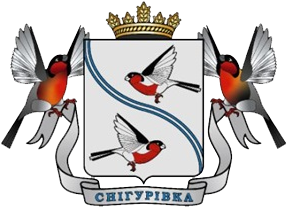
Снігурівка — снігурі
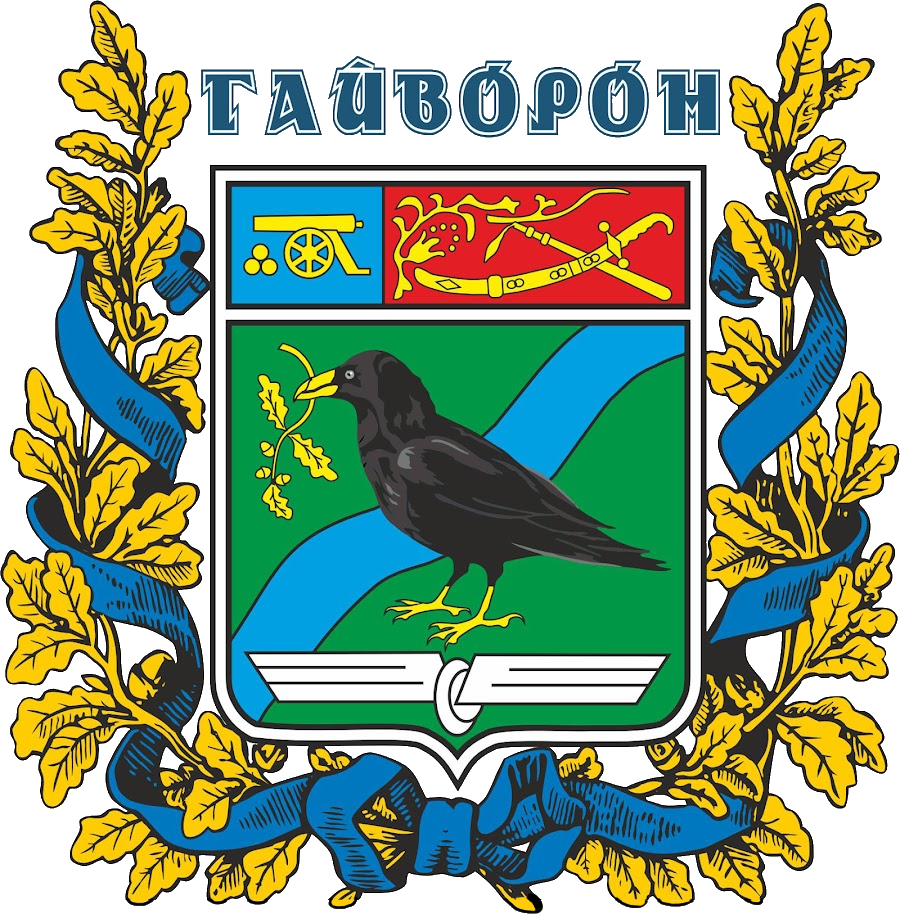
Гайворон — ворон
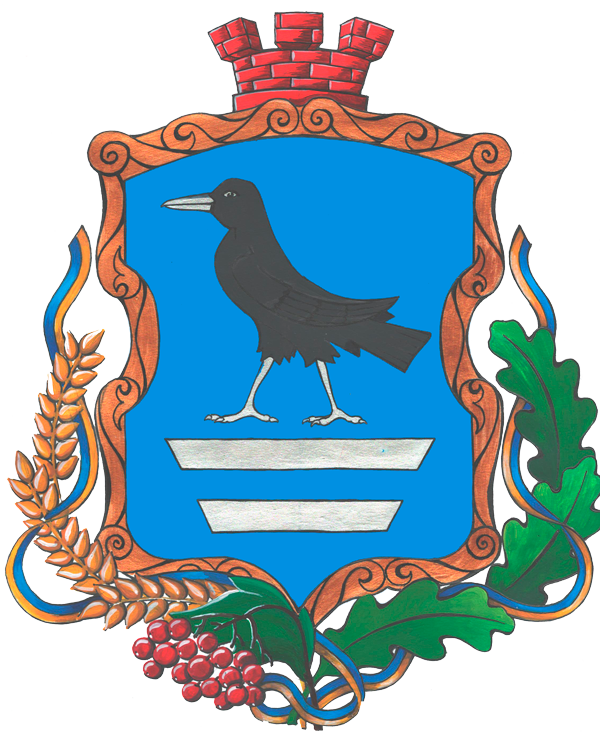
Вороніж — ворон
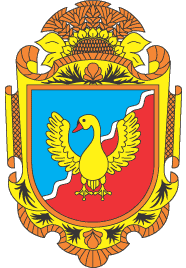
Гусинка — гуска
Журавки — журавлі
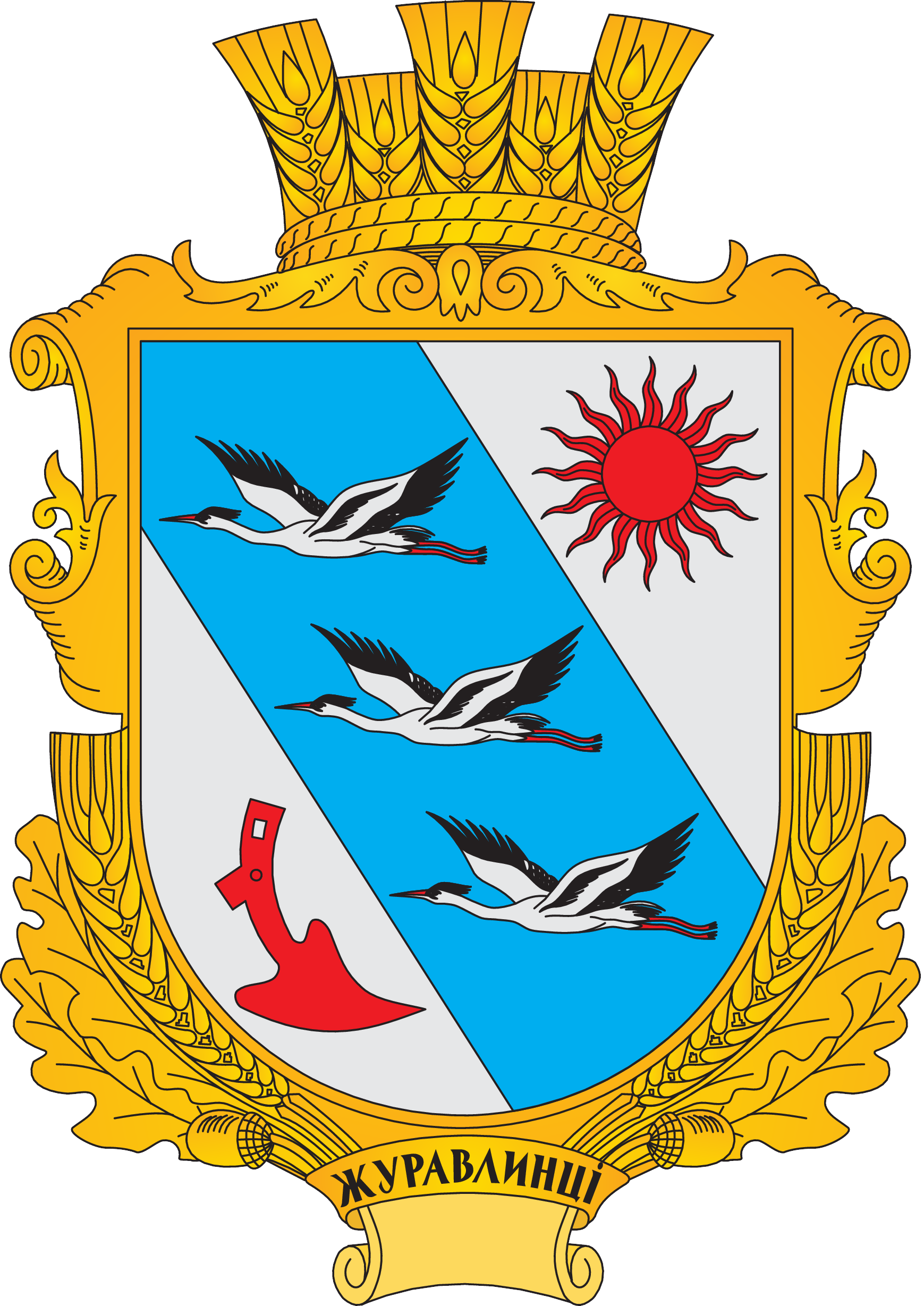
Журавлинці — журавлі
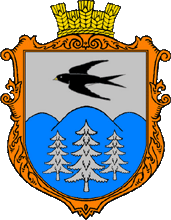
Ластівка — ластівка
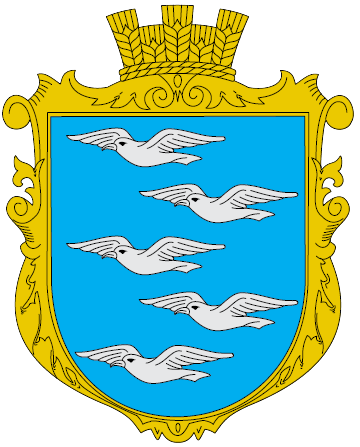
Чайківка — чайки
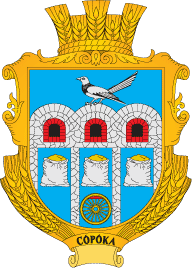
Сорока — сорока
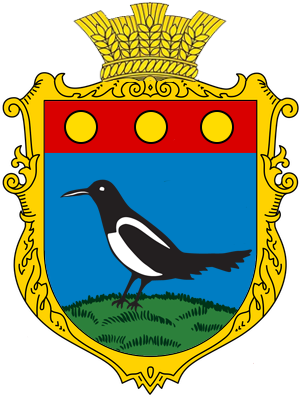
Сорокине — сорока
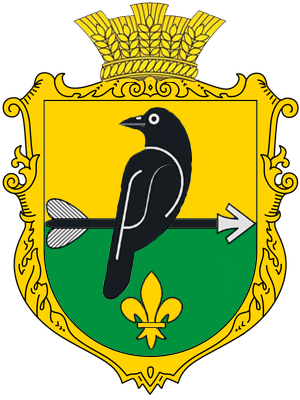
Галичівка — галка
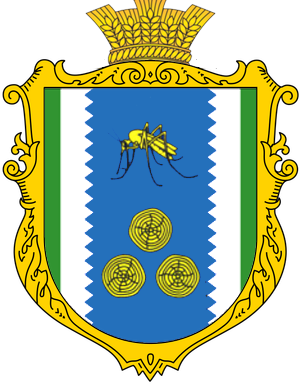
Комарівка — комар
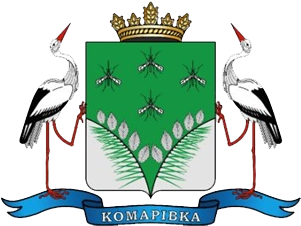
Комарівка — комарі
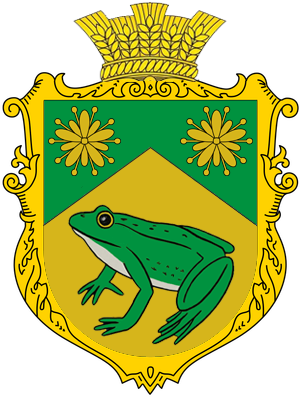
Жабкине — жаба
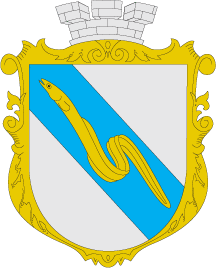
Угроїди — вугор
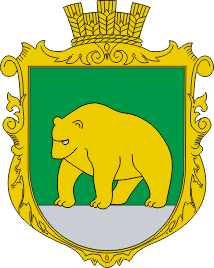
Медвежа — ведмідь
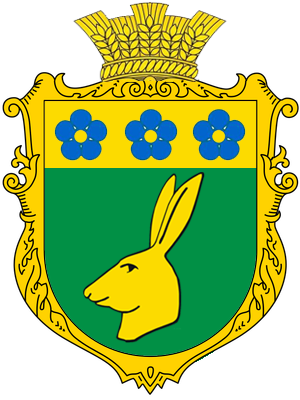
Зайцеве — заєць
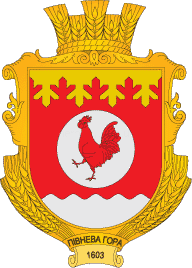
Півнева Гора — півень
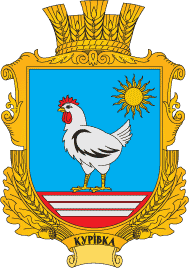
Курівка — курка
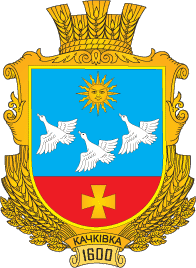
Качківка — качки
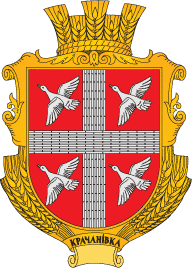
Крачанівка — крачан (качка)
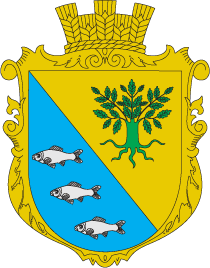
Линовиця — три лини
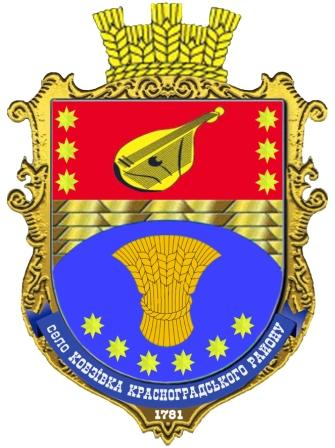
Кобзівка — кобза
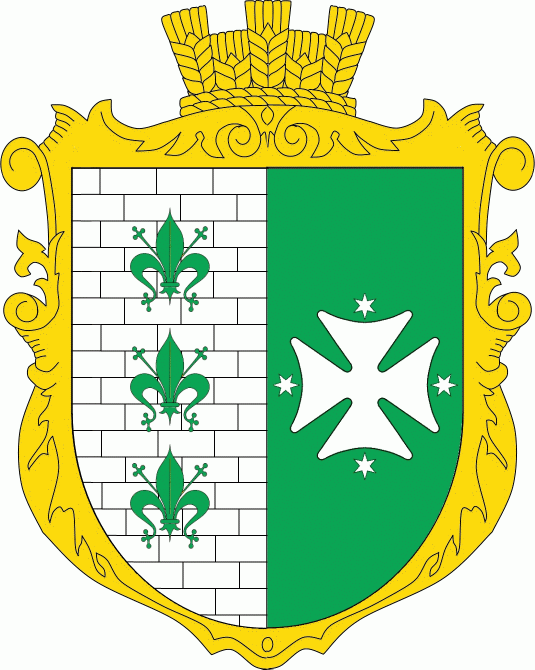
Муроване — мурування
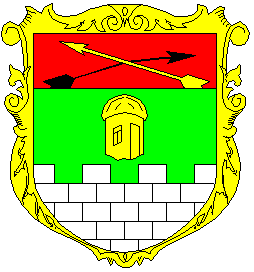
Муровані Курилівці — мур із зубцями
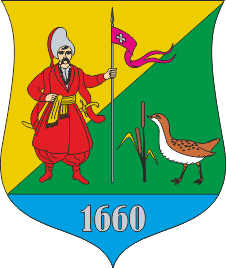
Дергачі — деркач
Дроздовичі — дрізд
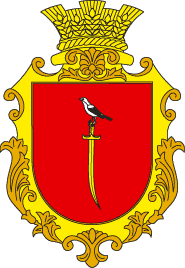
Дрозди — дрізд
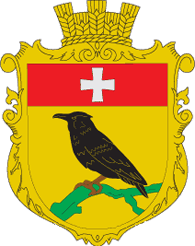
Малий Шпаків — шпак
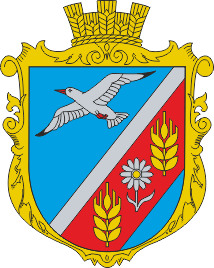
Чайківщина — чайка
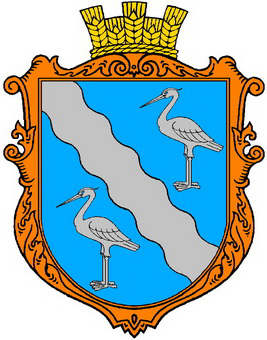
Чаплі — чаплі
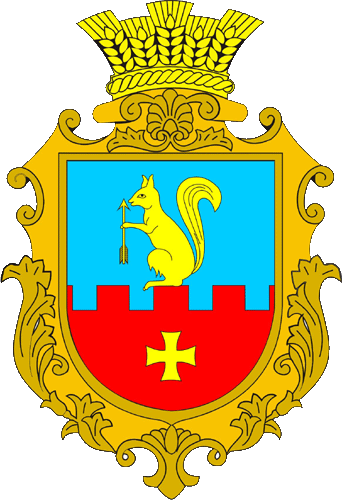
Білка — білка
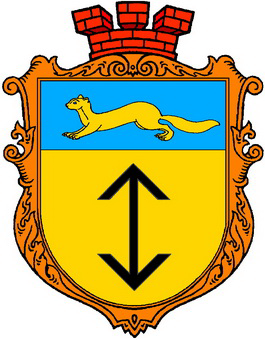
Кунів — куниця
Лисичанськ — лисиця
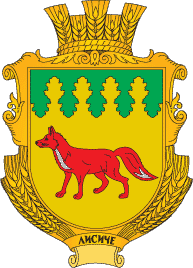
Лисиче — лисиця
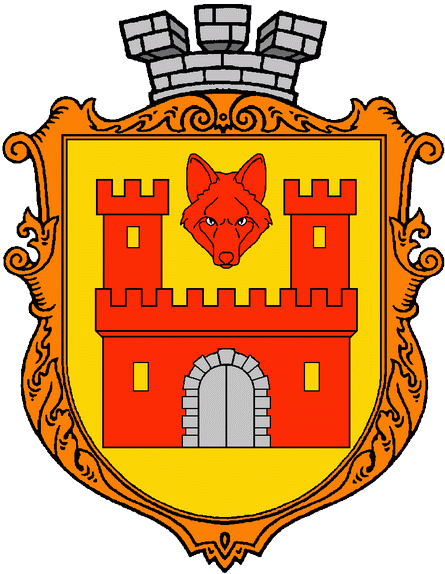
Лисець — лис
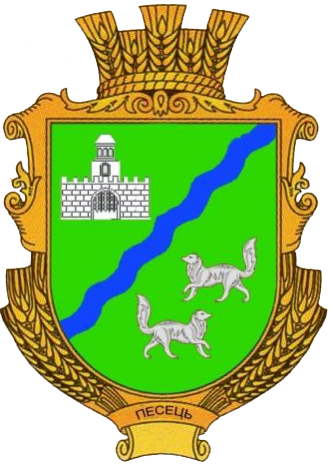
Песець — песець (полярна лисиця)
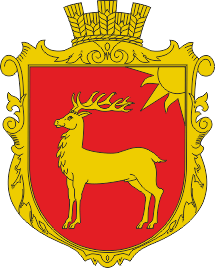
Оленьово — олень
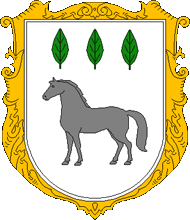
Конів — кінь
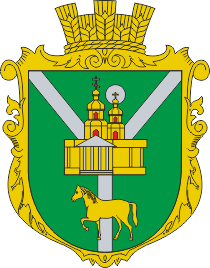
Кінські Роздори — кінь
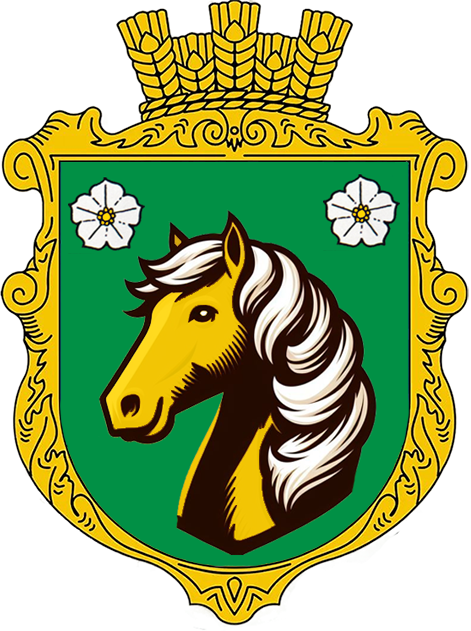
Білогриве — біла грива
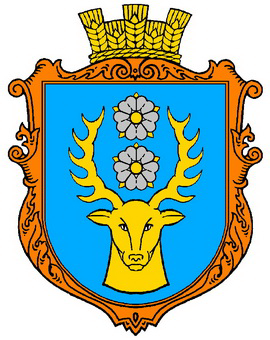
Головське — голова оленя
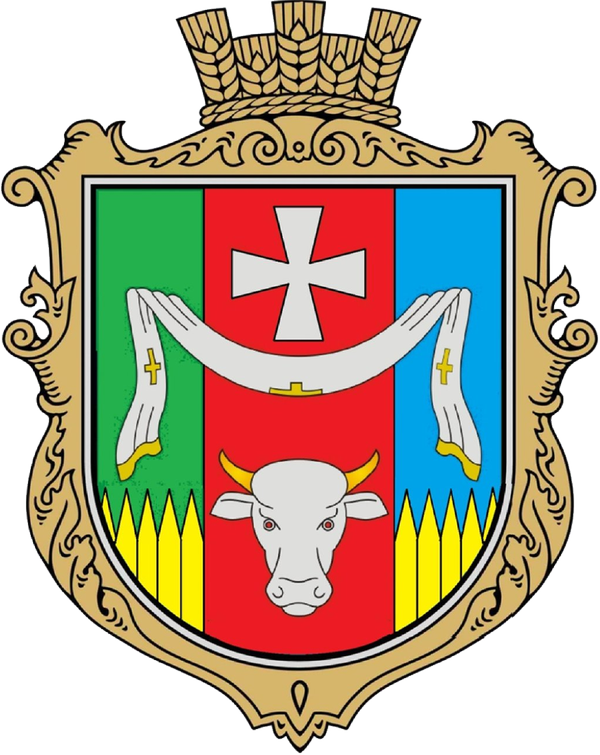
Бичаль — бик
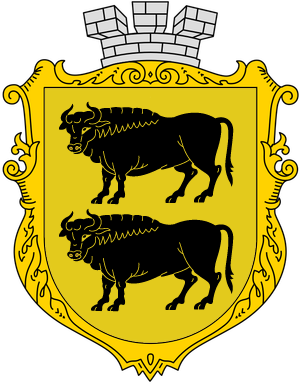
Великий Бичків — бики
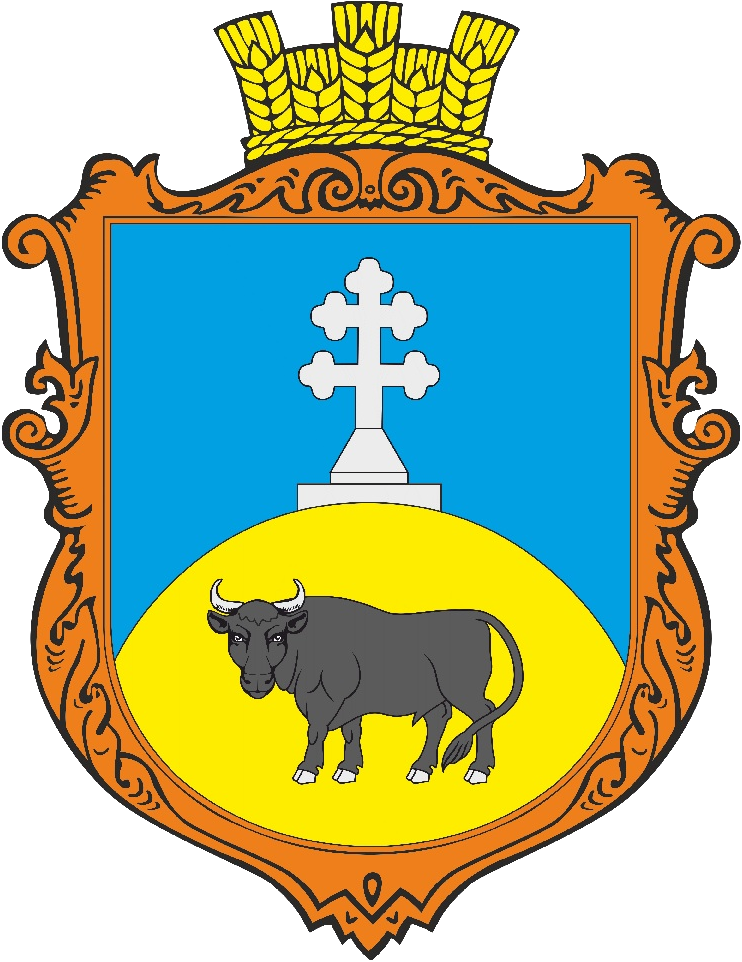
Бичківці — бик
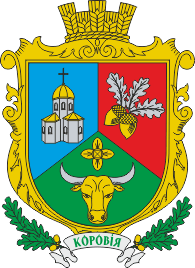
Коровія — корова
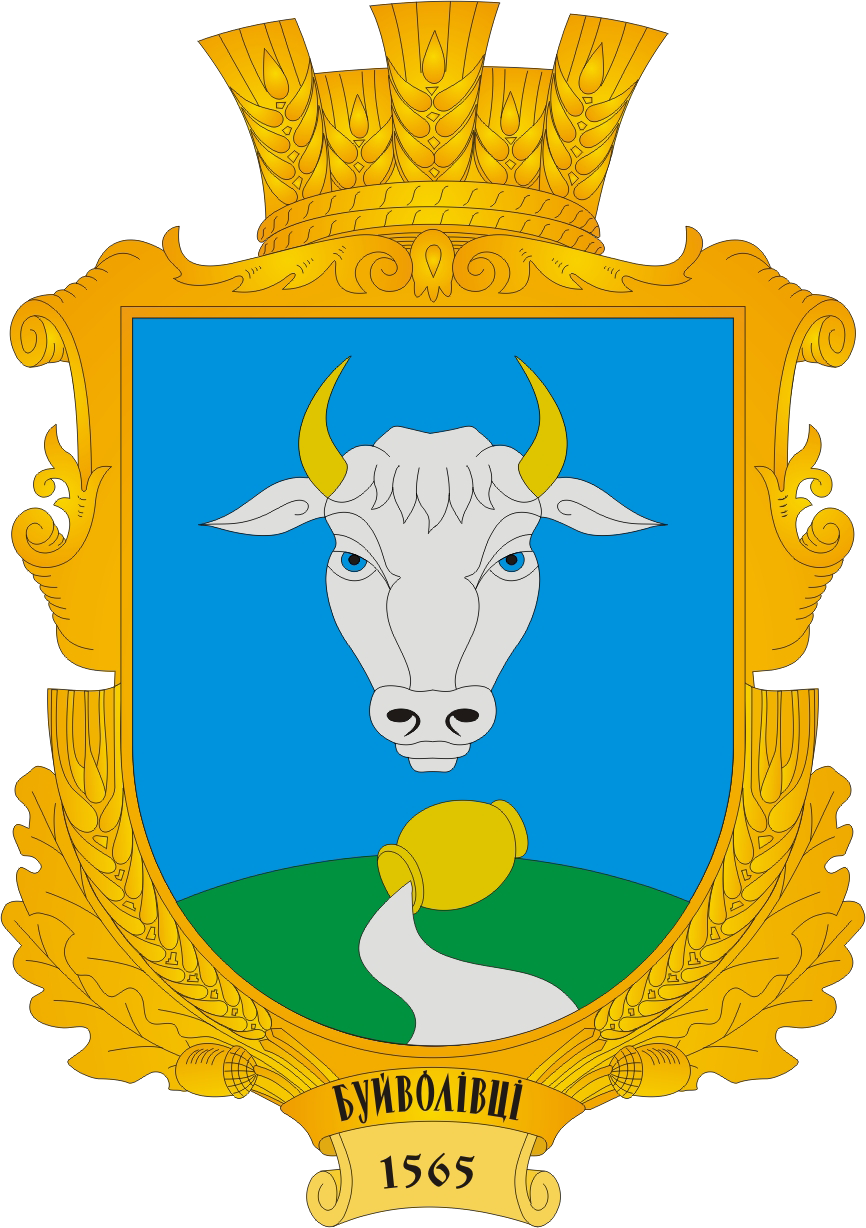
Буйволівці — буйвіл
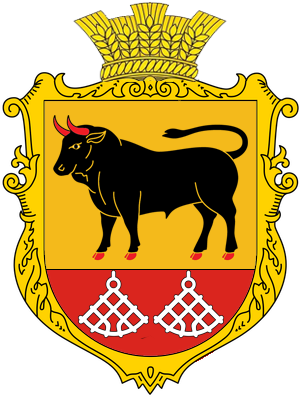
Буйвалове — буйвіл
Турка — тур
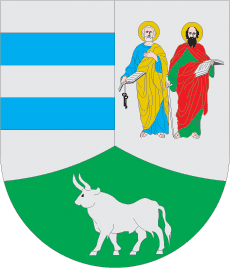
Туриця — тур
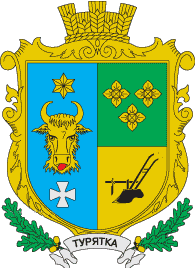
Турятка — тур
Тур'є — голови турів
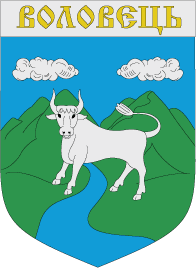
Воловець — віл
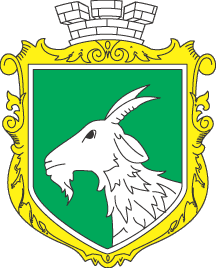
Козова — коза
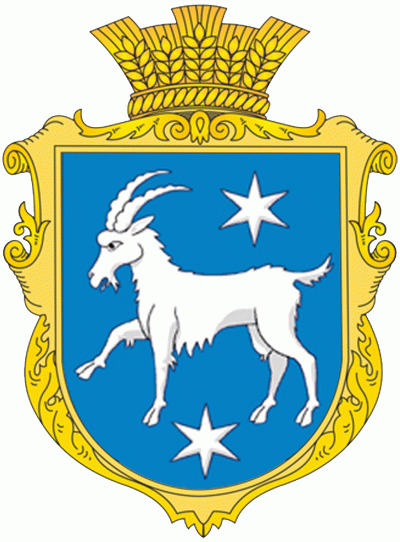
Козин  — коза
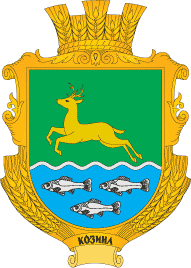
Козина — коза
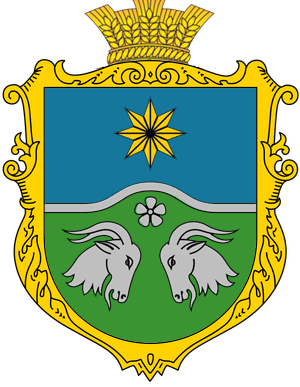
Козичанка — кози
Зубра — зубр
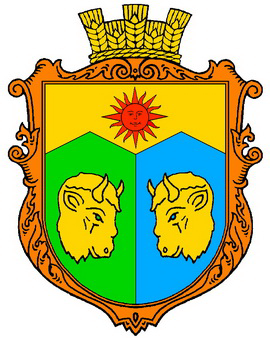
Зубриця — зубри
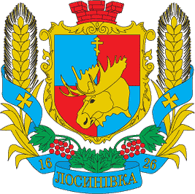
Лосинівка — лось
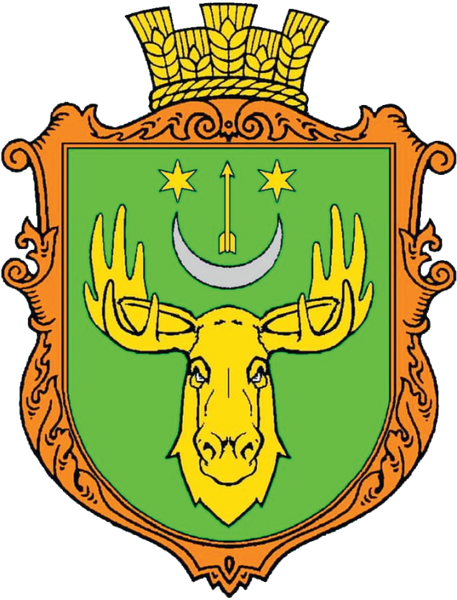
Лосинець — лось
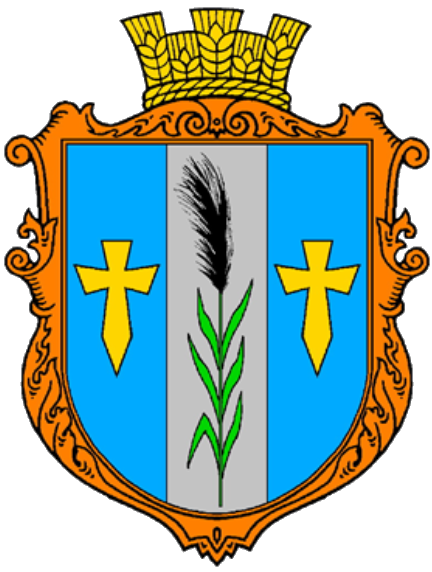
Тростянець — тростина (очерет)
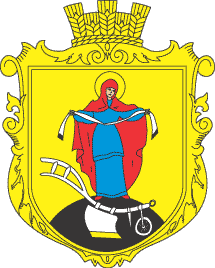
Лемешівка — плуг із золотим лемешем
Гірник — гірнича лампа
Жорнівка — чапля тримає правою лапою синє жорно
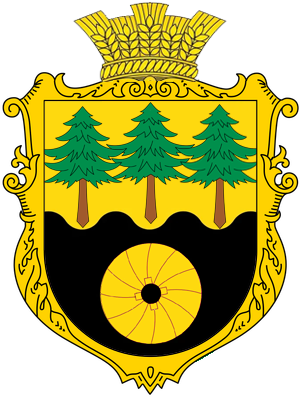
Жернівка — жорно
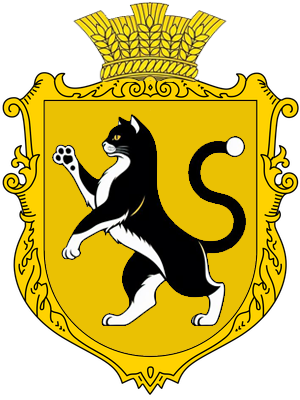
Лапшине — котяча лапа
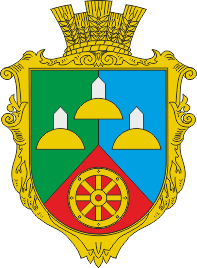
Герб села Три Копці — три копці (пагорби)
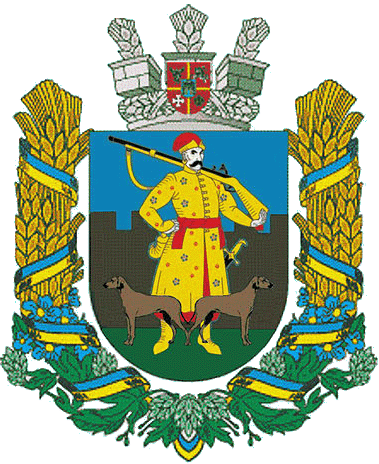
Парипси — пара псів (собак)
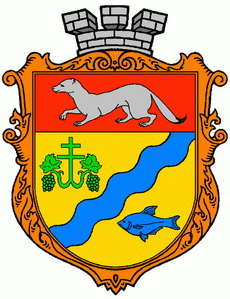
Горностаївка — горностай
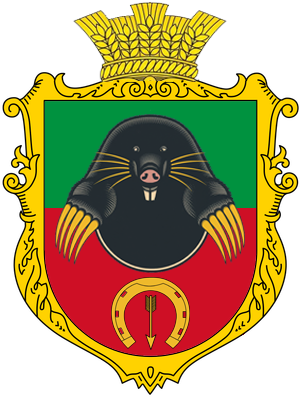
Нориця — норець (кріт)
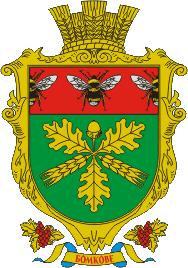
Бомкове — бомка (джміль)
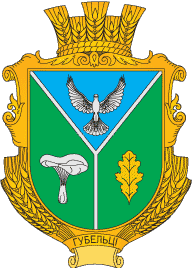
Губельці — губа (срібна сироїжка)
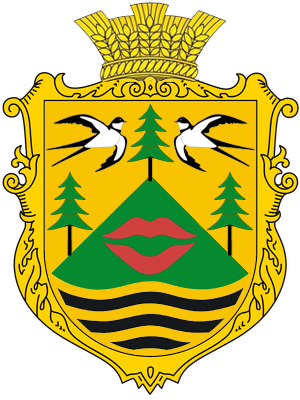
Губарівщина — губи
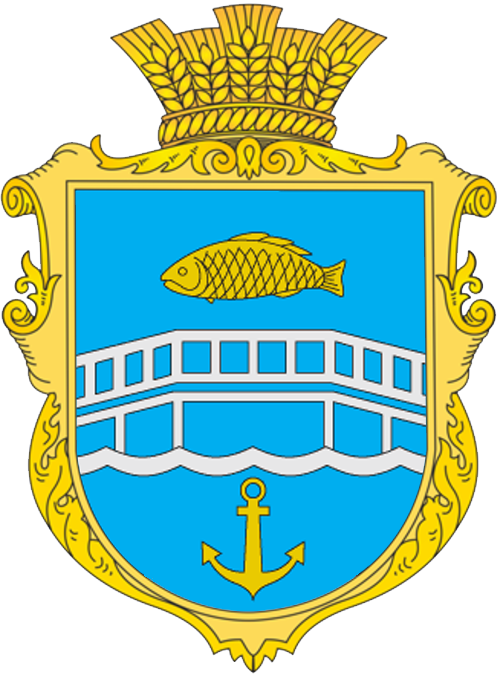
Мостище — міст
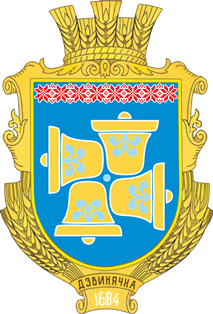
Дзвинячка — дзвони
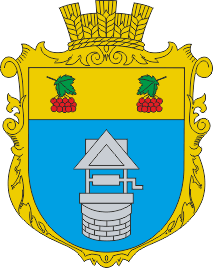
Біла Криниця — біла криниця
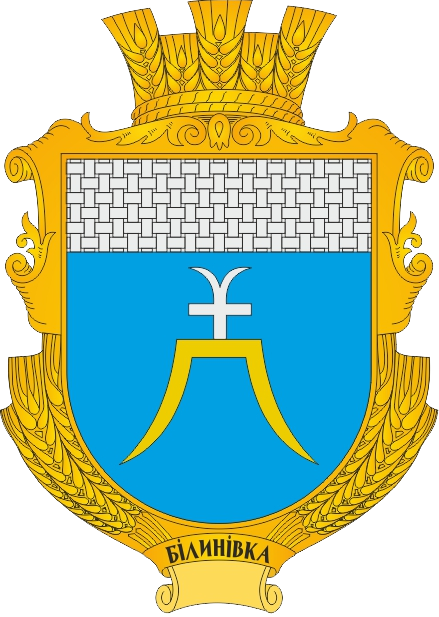
Білинівка — відбілене полотно
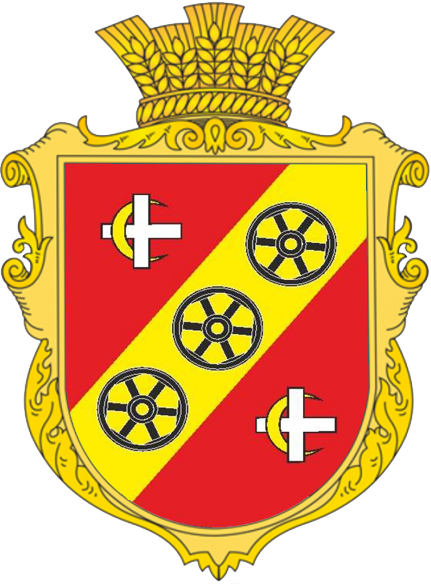
Велика Дорога — перев'яз із колесами символізує дорогу
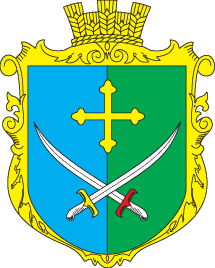
Шабельня — шаблі
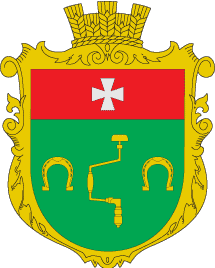
Коловерти — коловерт
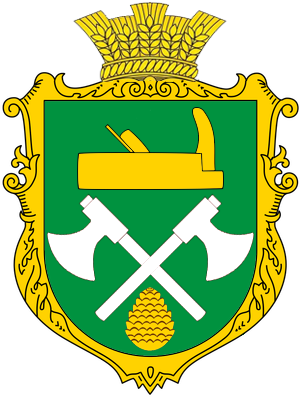
Рубанників — рубанок
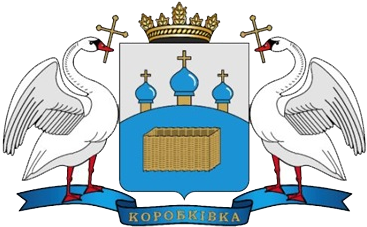
Коробівка — плетений короб з липової кори
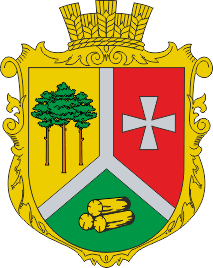
Колоденка — колоди
Шоломинь — шоломи
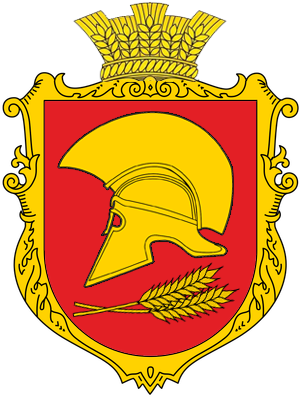
Нова Спарта — спартанський шолом
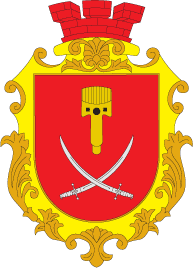
Гребінки — гребінець
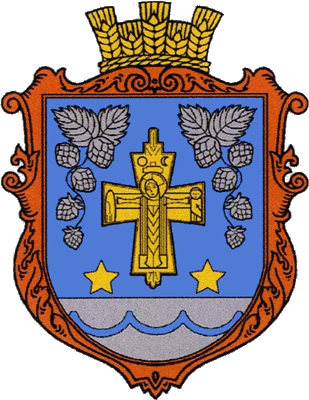
Хмільниця — хміль
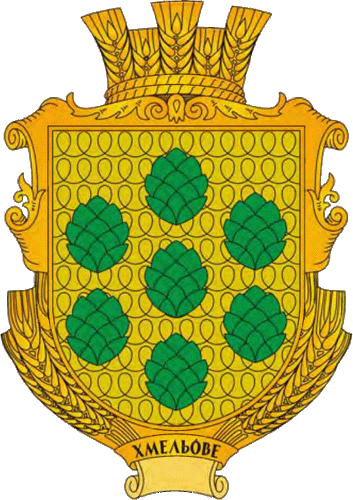
Хмельове — шишки хмелю
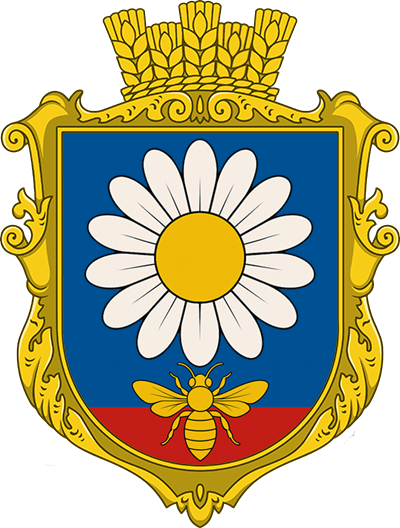
Ромашкове — квітка ромашки
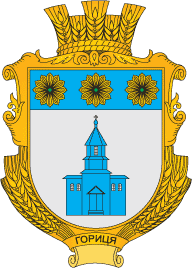
Гориця — квіти горицвіту
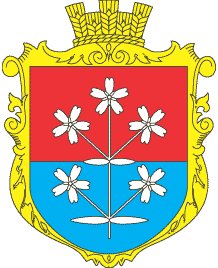
Мокрець — мокрець
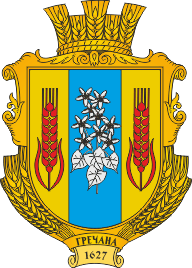
Гречана — гречка
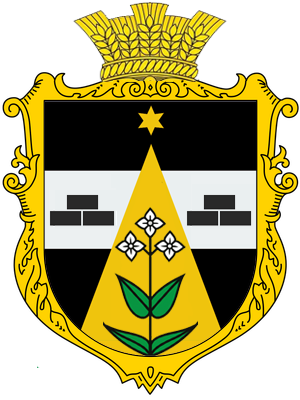
Гречки — гречка
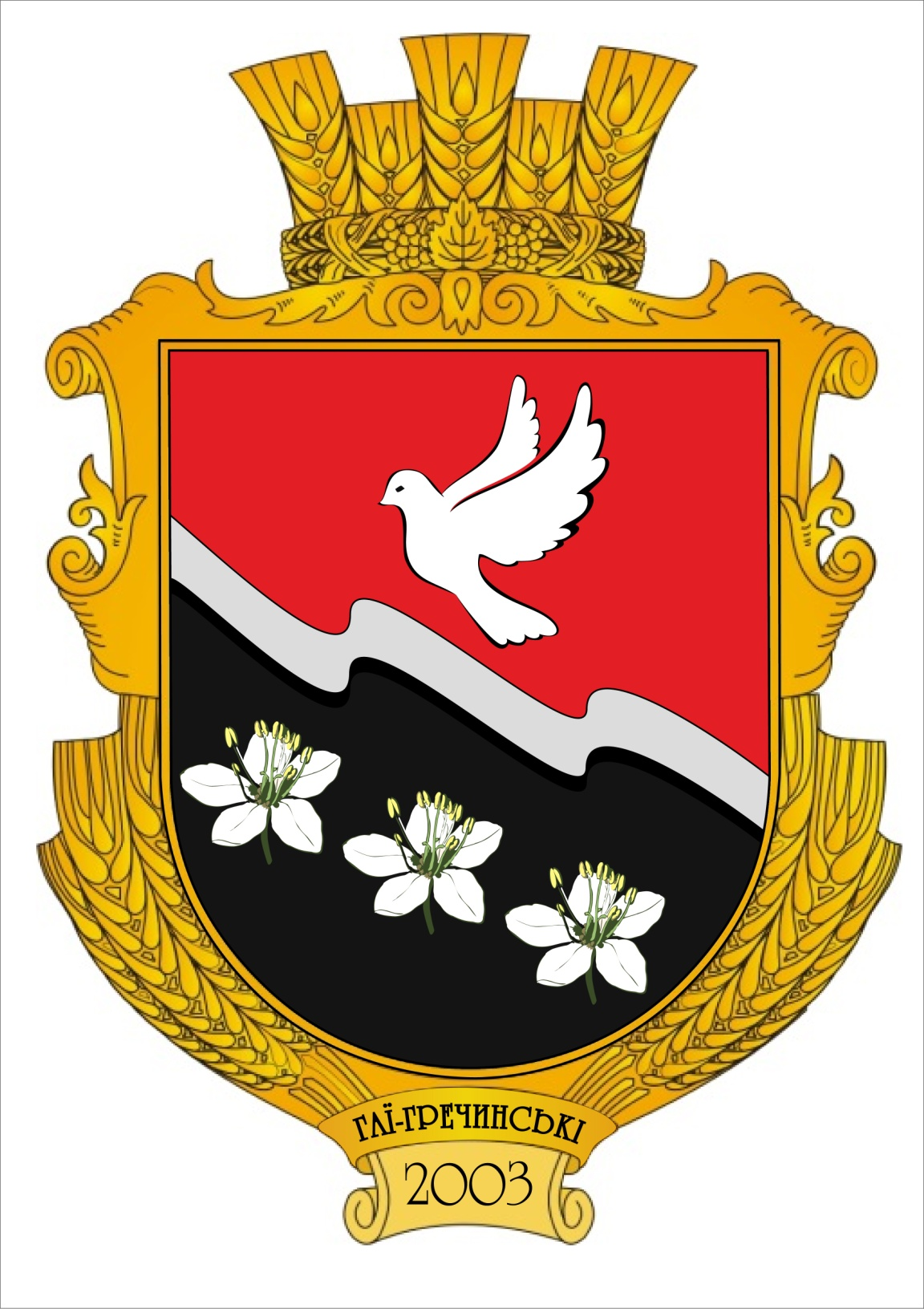
Гаї-Гречинські — гречка
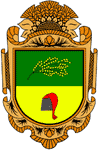
Просянка — просо
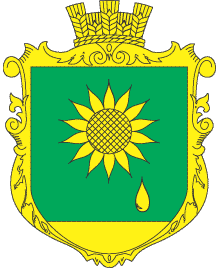
Олійникова Слобода — олія
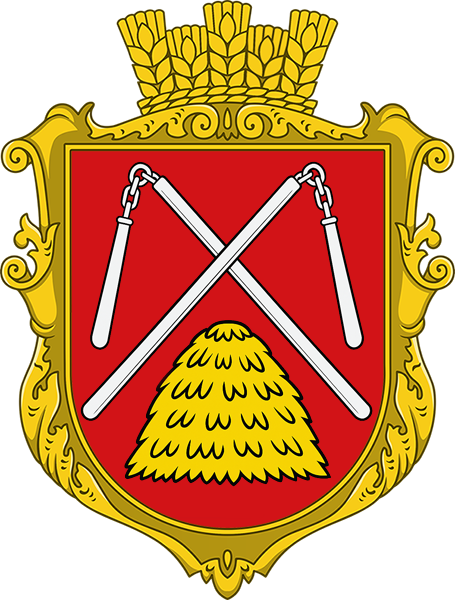
Соломашине — стіг соломи
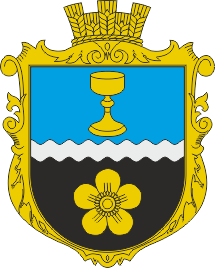
Келихів — келих
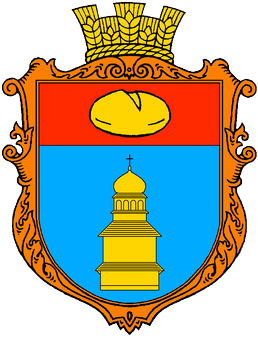
Хлібичин — хліб
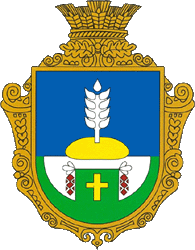
Паляничинці — паляниця
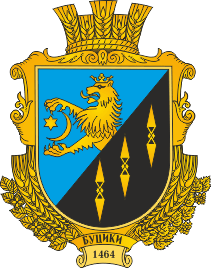
Буцики — три золотих печива-буцики
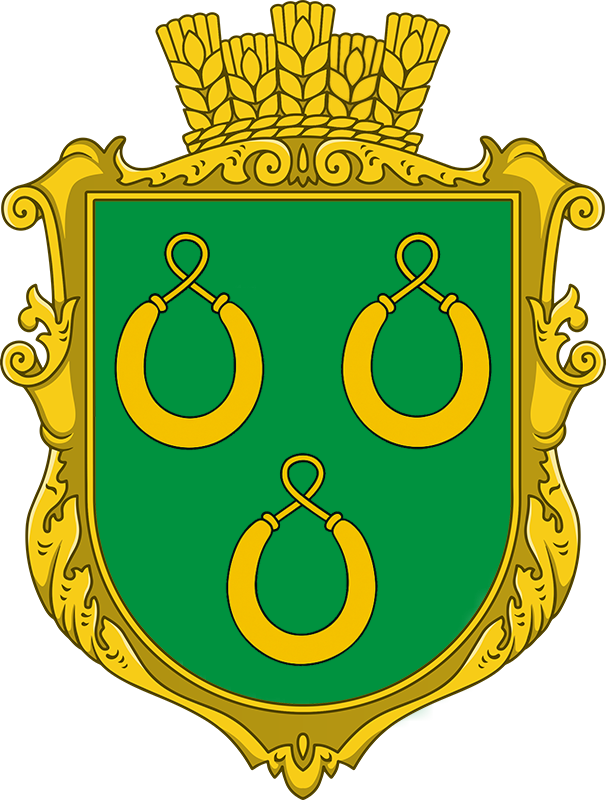
Ковбасине — ковбаса
Солонка — сільничка
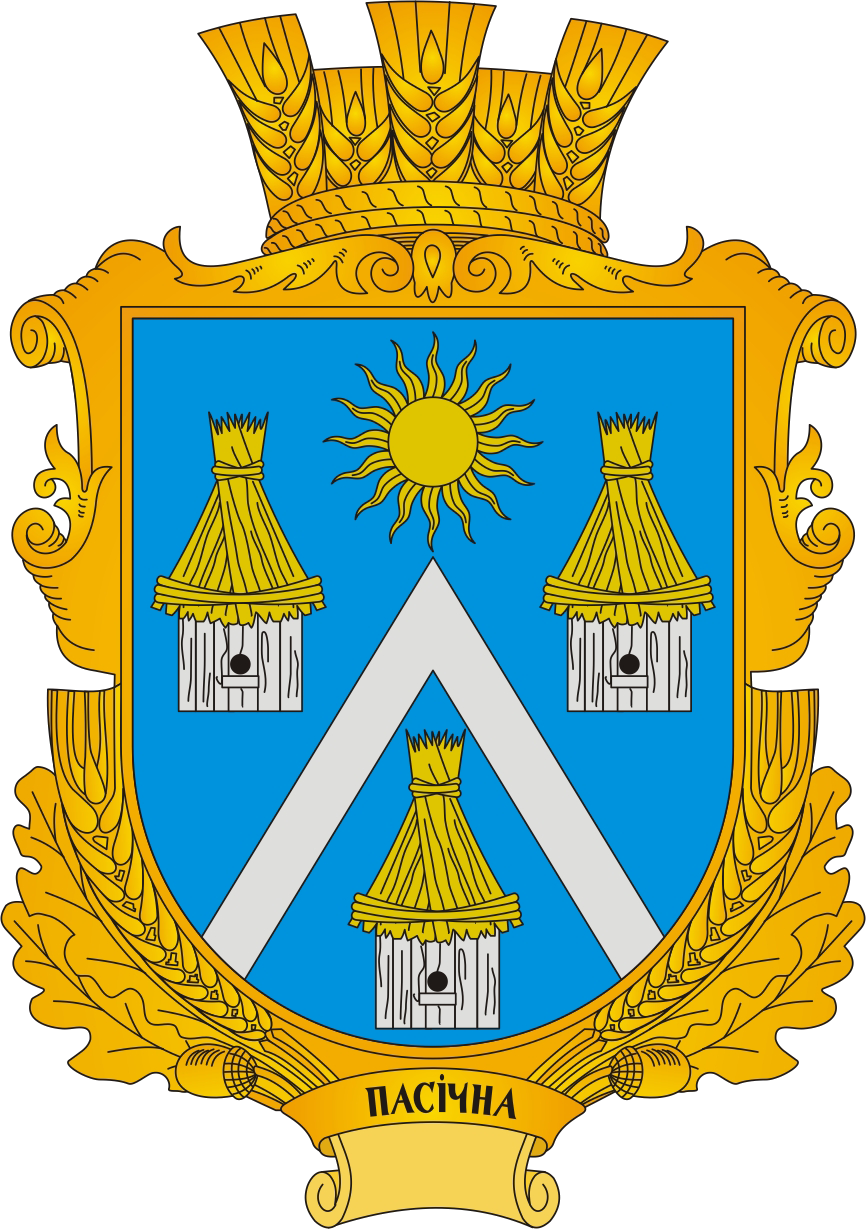
Пасічна — пасіка
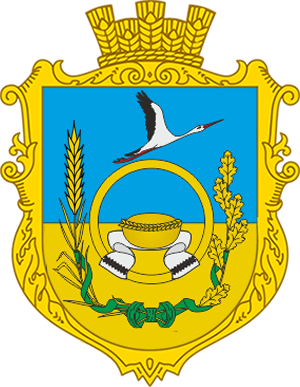
Ободівка — обід
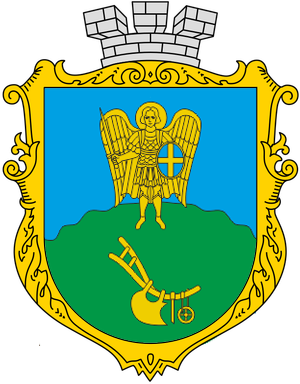
Плужне — плуг
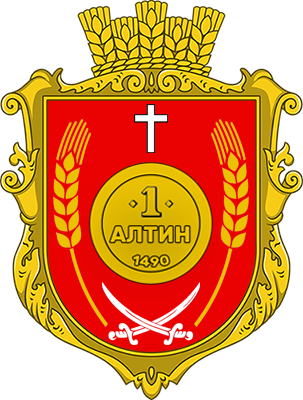
Алтинівка — монета Алтин
Соледар — алхімічний символ солі
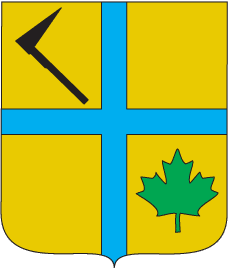
Хрестівка — хрест
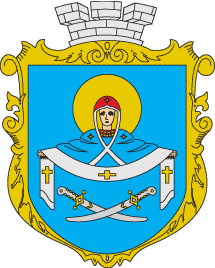
Покровське — образ Покрови Пресвятої Богородиці
Покровськ — покров Пресвятої Богородиці
Петропавлівська Борщагівка — святі Петро і Павло
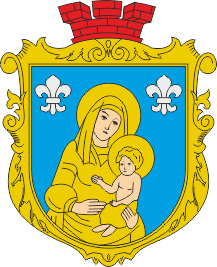
Маріямпіль — Діва Марія
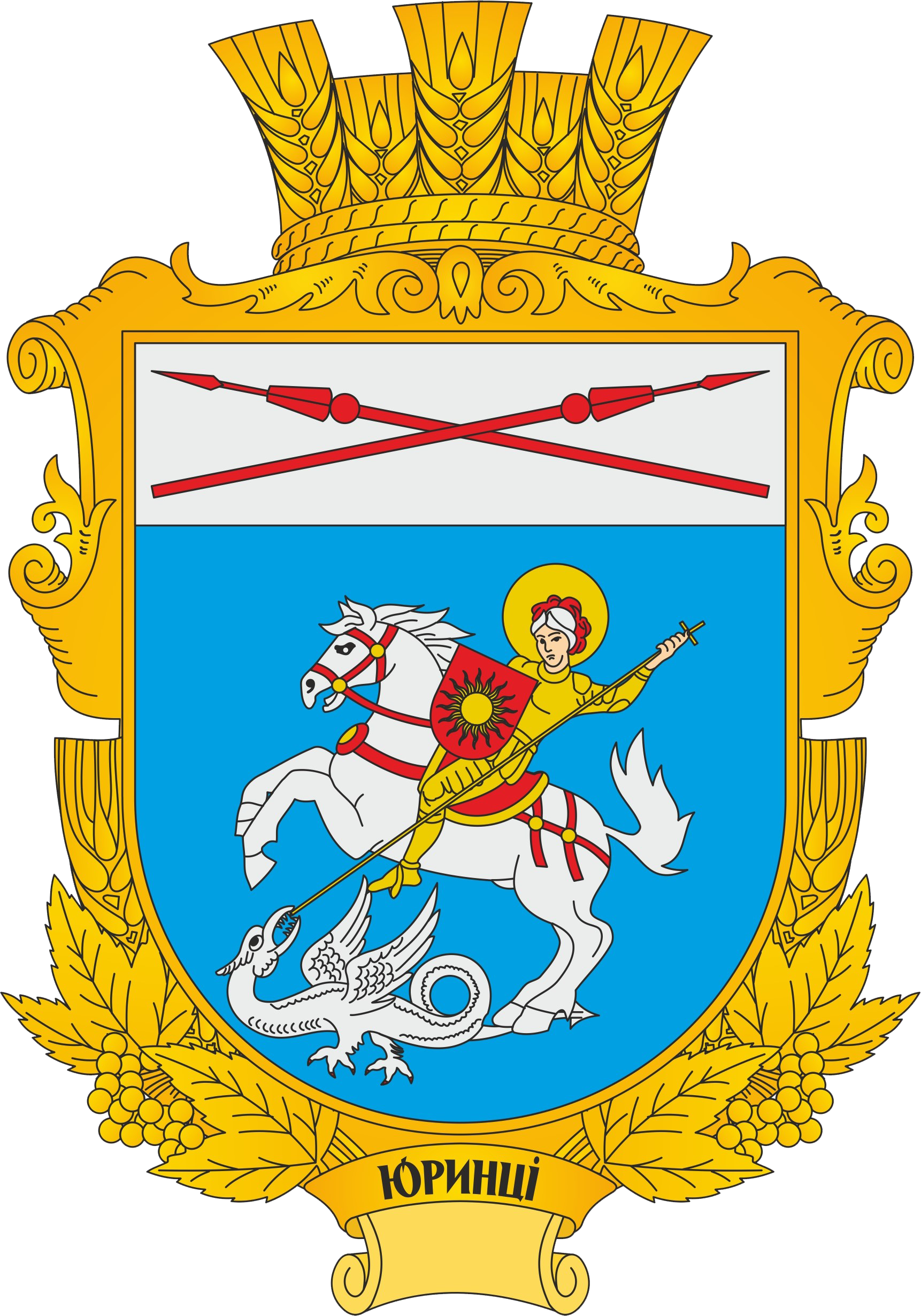
Юринці — Святий Юрій
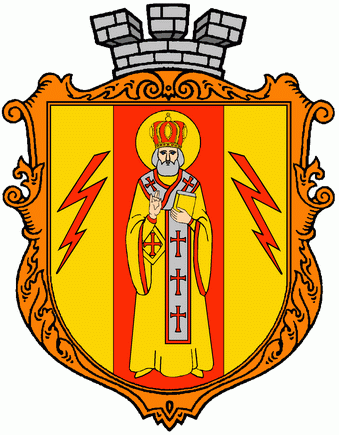
Миколаївка — Святий Миколай
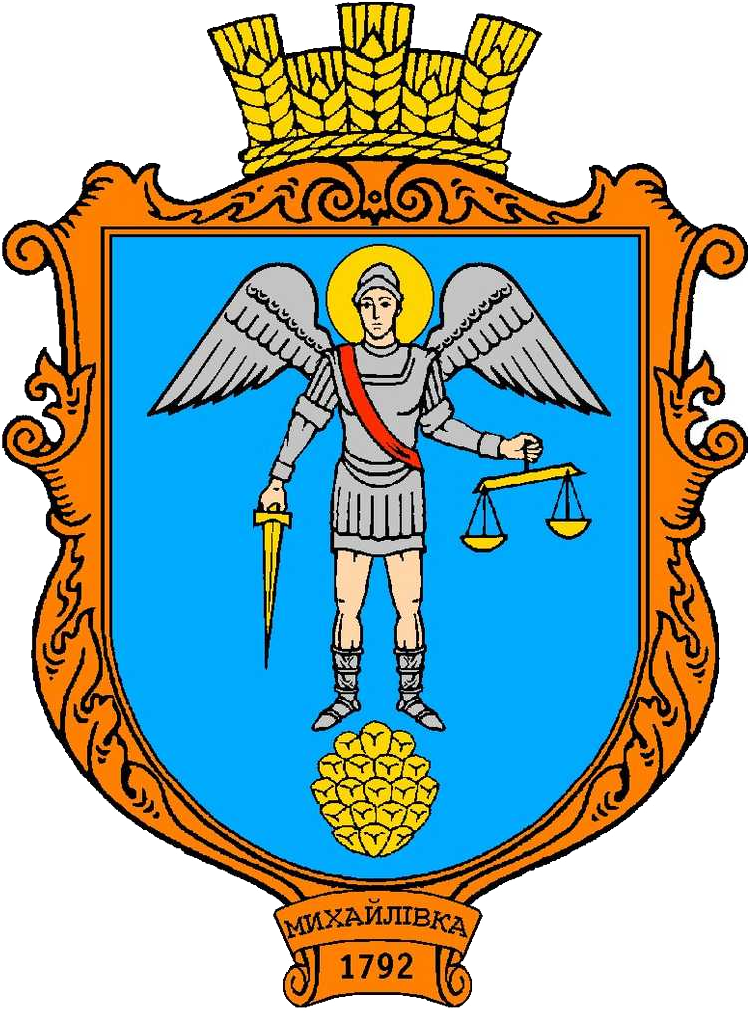
Михайлівка — Архістратиг Михаїл
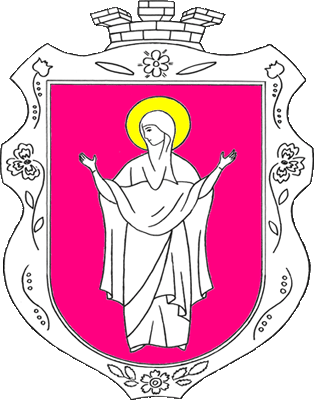
Софіївка — Свята Софія
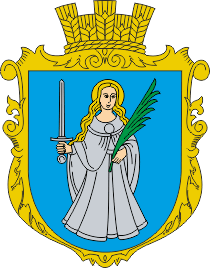
Варваринці — Свята Варвара
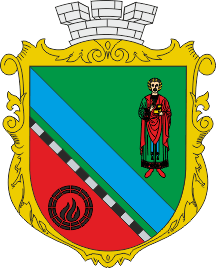
Пантелеймонівка — Святий Пантелеймон
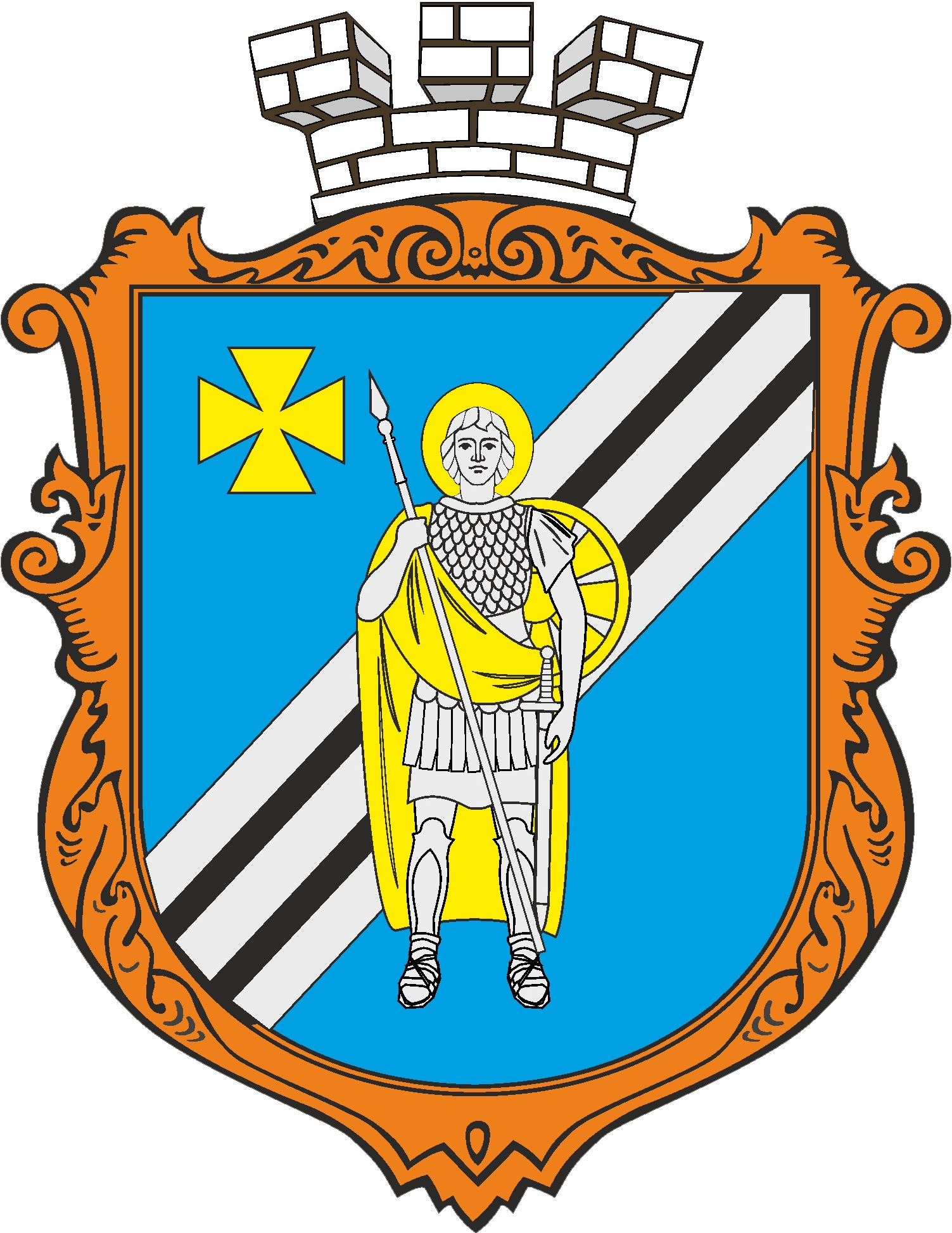
Дмитрівка — Святий Димитрій Солунський
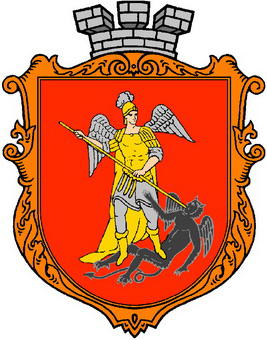
Гадяч — гад (диявол)
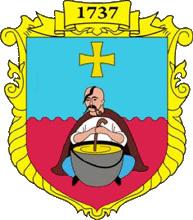
Карнаухівка — козак Карнаух з казаном зливаної каші, яку варять лише тут
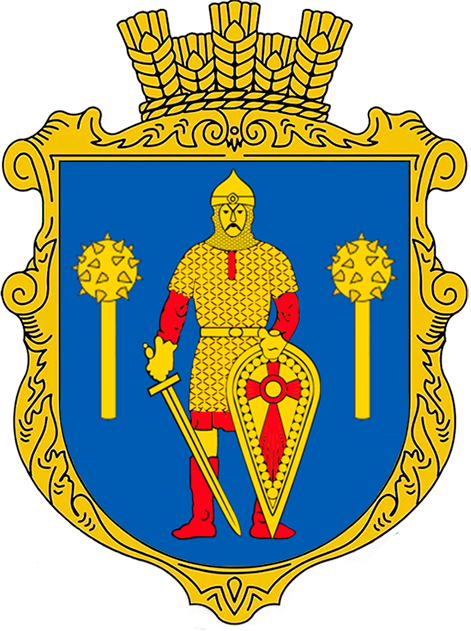
Ярославець — Чернігівський князь Ярослав Всеволодович
Бурштин — два бурштини
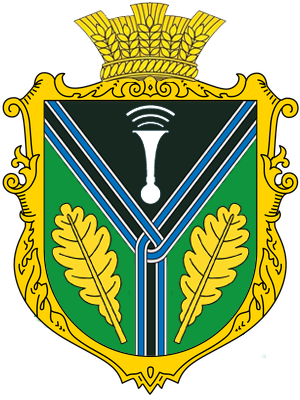
Гудівщина — гудок
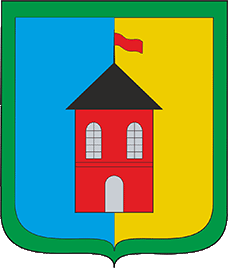
Ратуш — ратуша
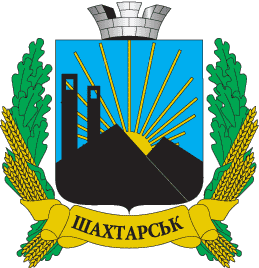
Шахтарськ — шахта
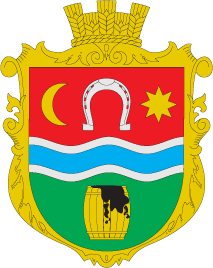
Смолянка — смола
Приморський — море
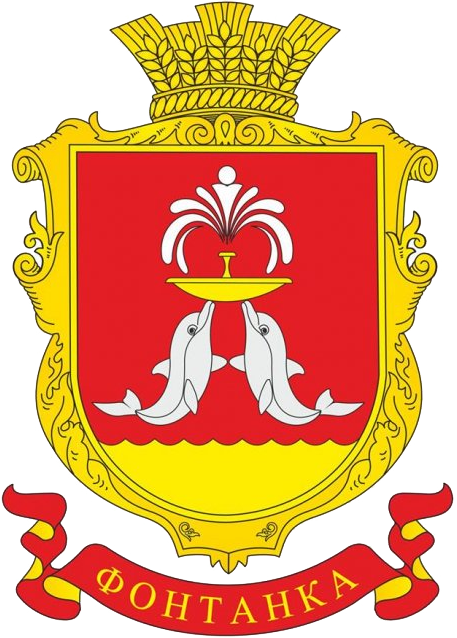
Фонтанка — фонтан
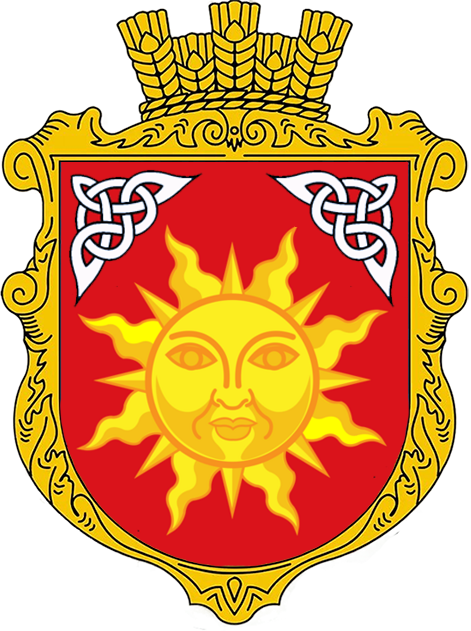
Божок — бог слов'ян Ярило
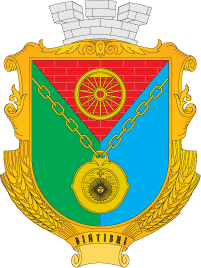
Війтівці — знак подільського війта
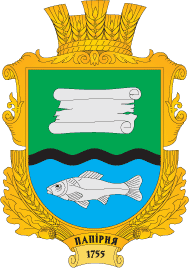
Папірня — папір
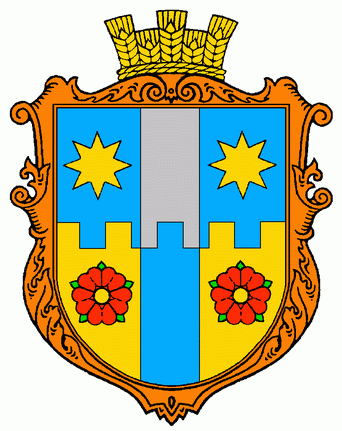
Зубів — зубці
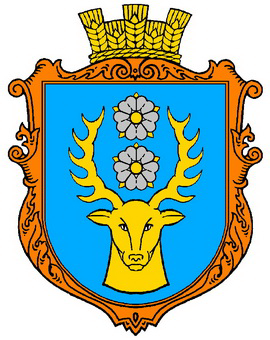
Головське — голова оленя
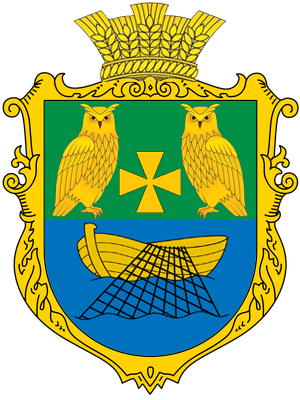
Остроушки — гострі вушка пугачів
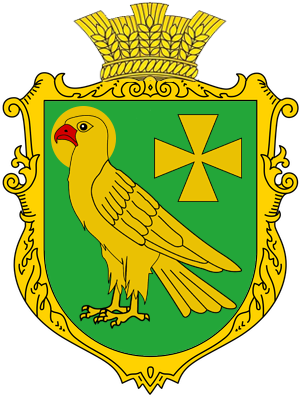
Кривоносівка — кривий ніс (дзьоб) сокола
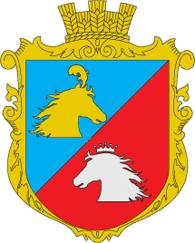
Жеребки — жеребці (коні)
Гніздичів — гніздо
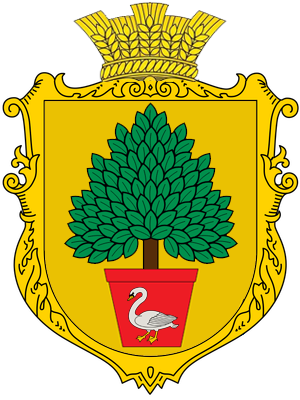
Кустине — кущ у горщику
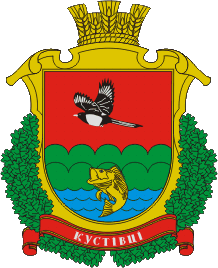
Кустівці — кущі верболозу
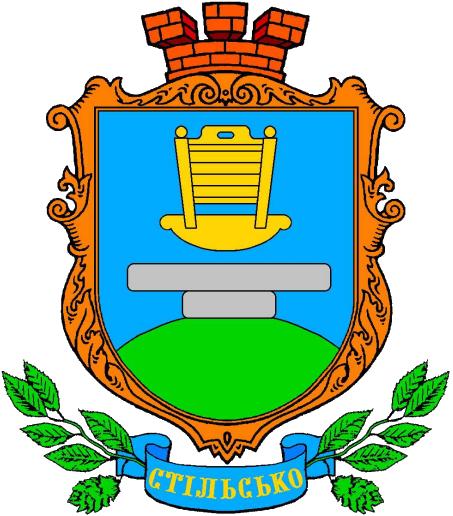
Стільсько — мегалітичний стіл
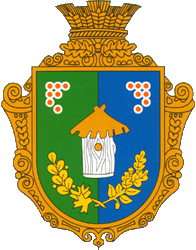
Бортники — борть (примітивний вулик)
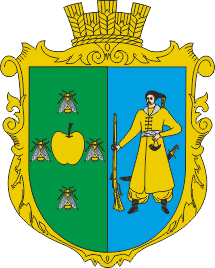
Роїще — рій бджіл
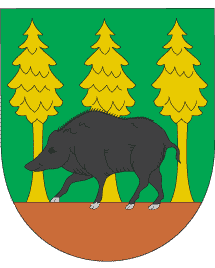
Ратне — ратиці
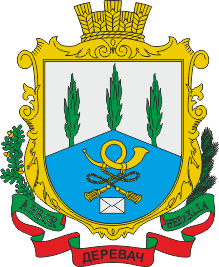
Деревач — дерева
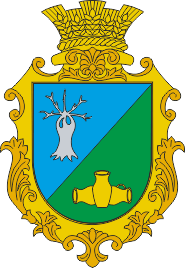
Суховерхів — сухе дерево без листя
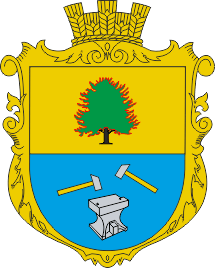
Тисменичани — тис
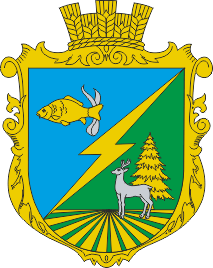
Карасин — карась
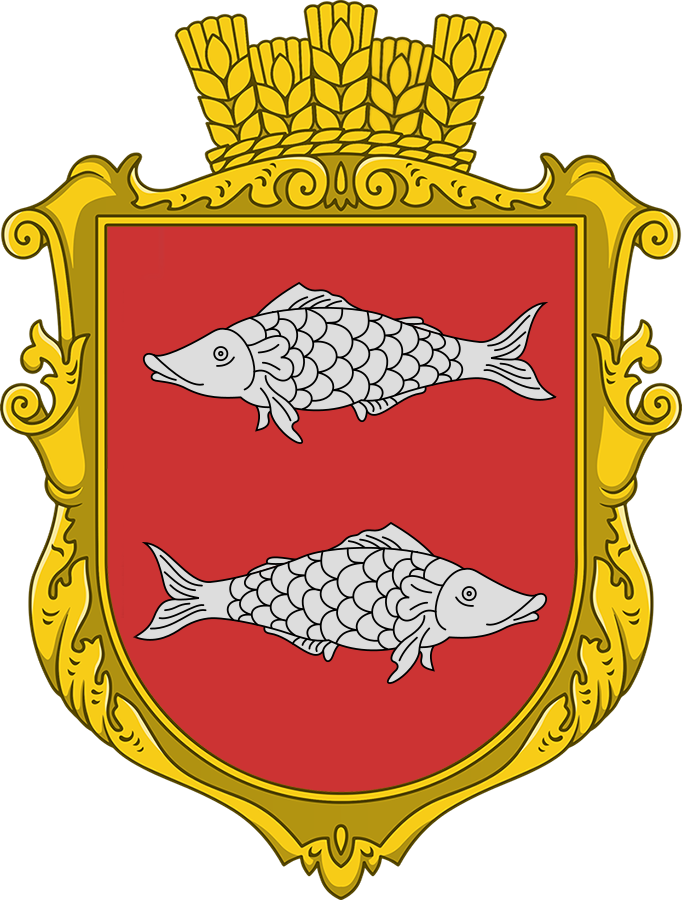
Соломоново — Salmo trutta (струмкова форель)
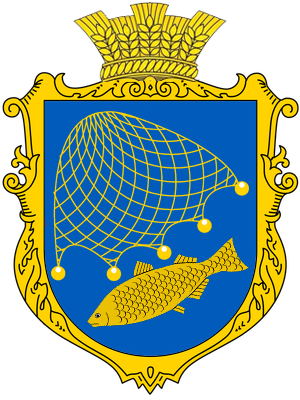
Ситне (історична назва Сітне) — сіть
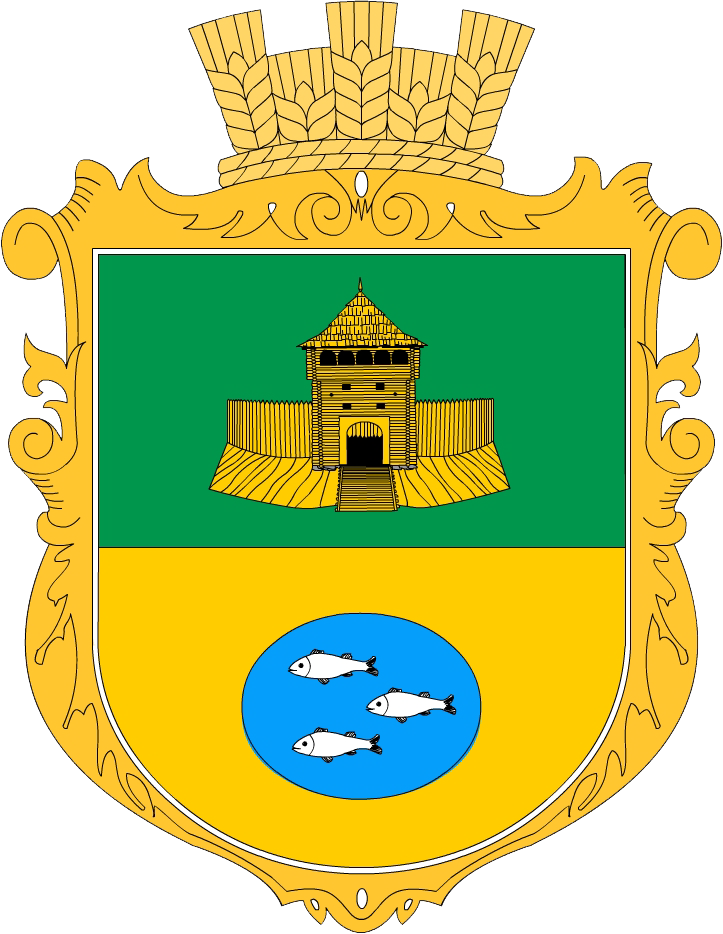
Саджавка — саджавка (невелика штучна водойма для розведення риби)
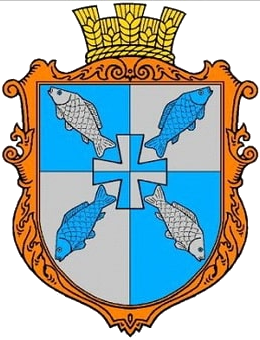
Ставки — ставки
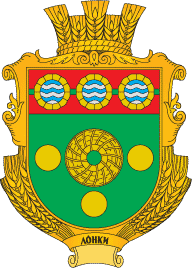
Лонки — три джерела («лунки»)
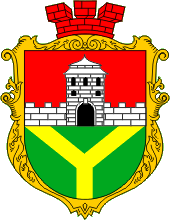
Меджибіж — знак злиття двох річок - Бужка і Південного Бугу
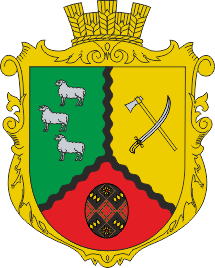
Чорний Потік — чорний потік
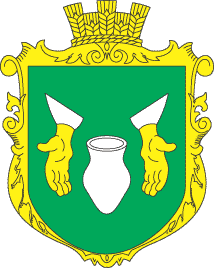
Гончари — гончар
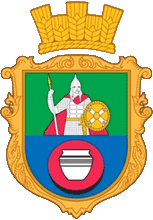
Гончарівське (раніше Гончарів круг) — гончарний круг
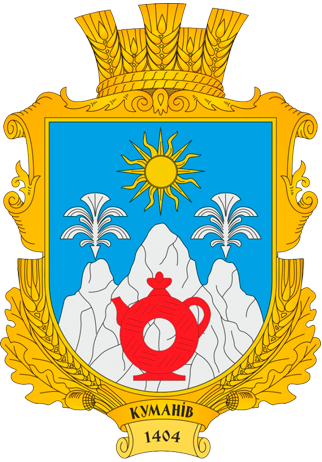
Куманів — куманець
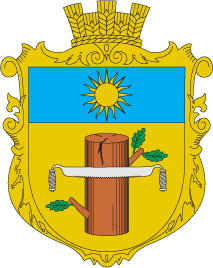
Струга — срібна пилка (струг)
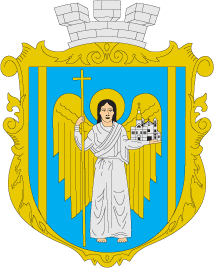
Монастириська — архангел Гавриїл тримає монастир
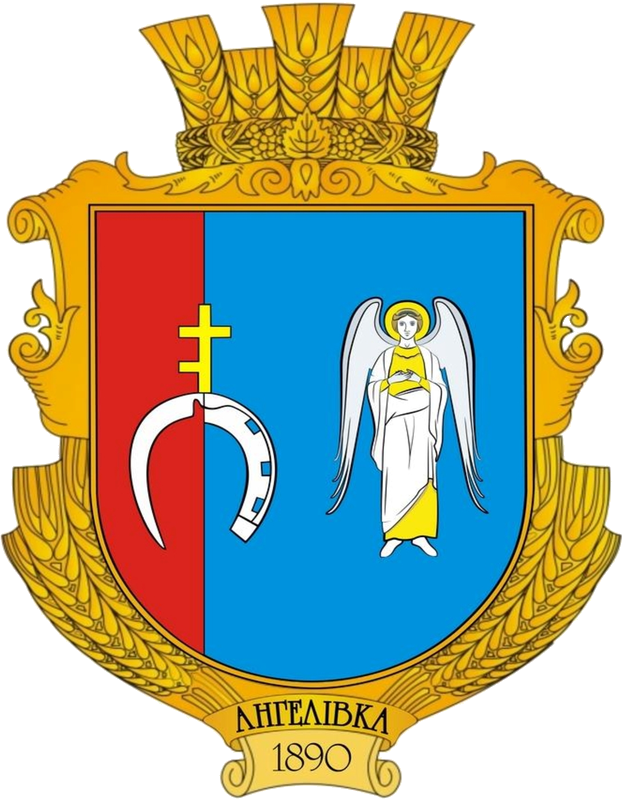
Ангелівка — ангел (янгол)
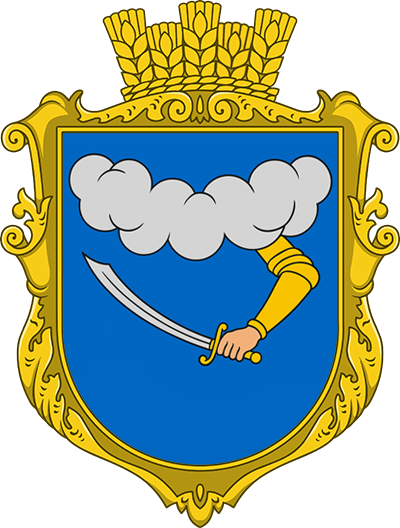
Карильське — божа кара
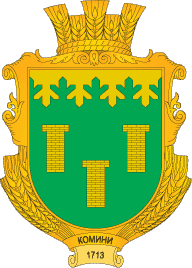
Комини — комини (димарі)
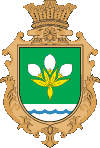
Пухівка — пух
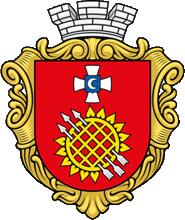
Ситківці — сито-сонях
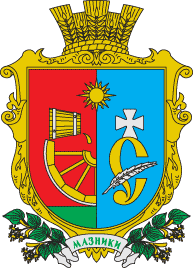
Мазники — золота перекинута діжка-мазниця
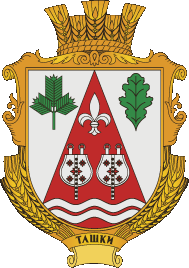
Ташки — сумки-ташки
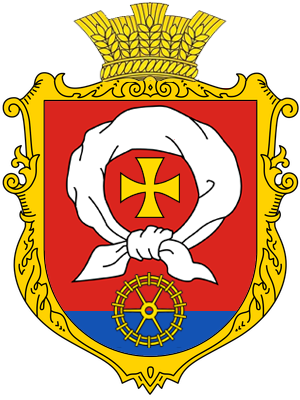
Шалимівка — шаль
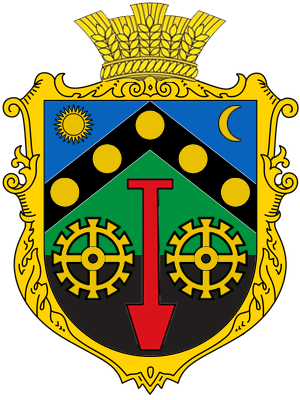
Накот — тип даху накот
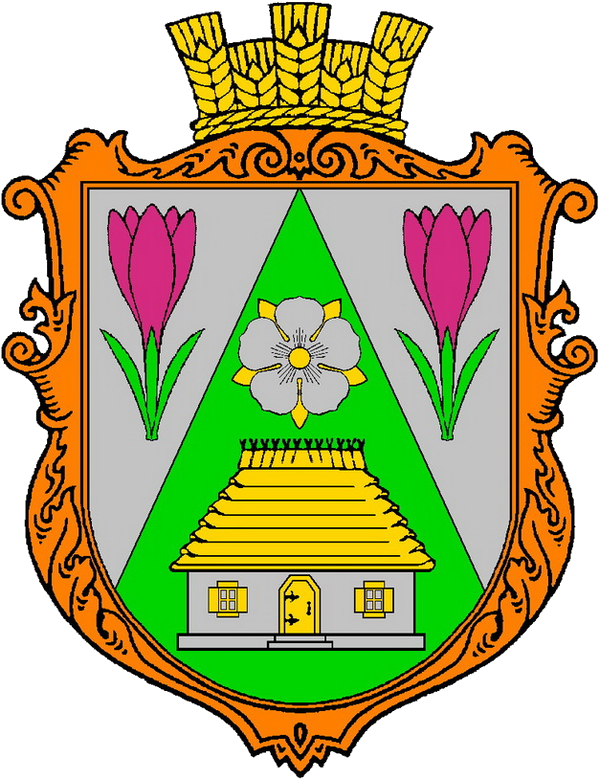
Хижа — хижа
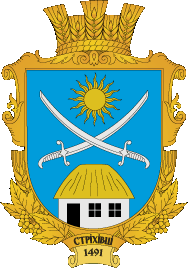
Стріхівці — хата під стріхою
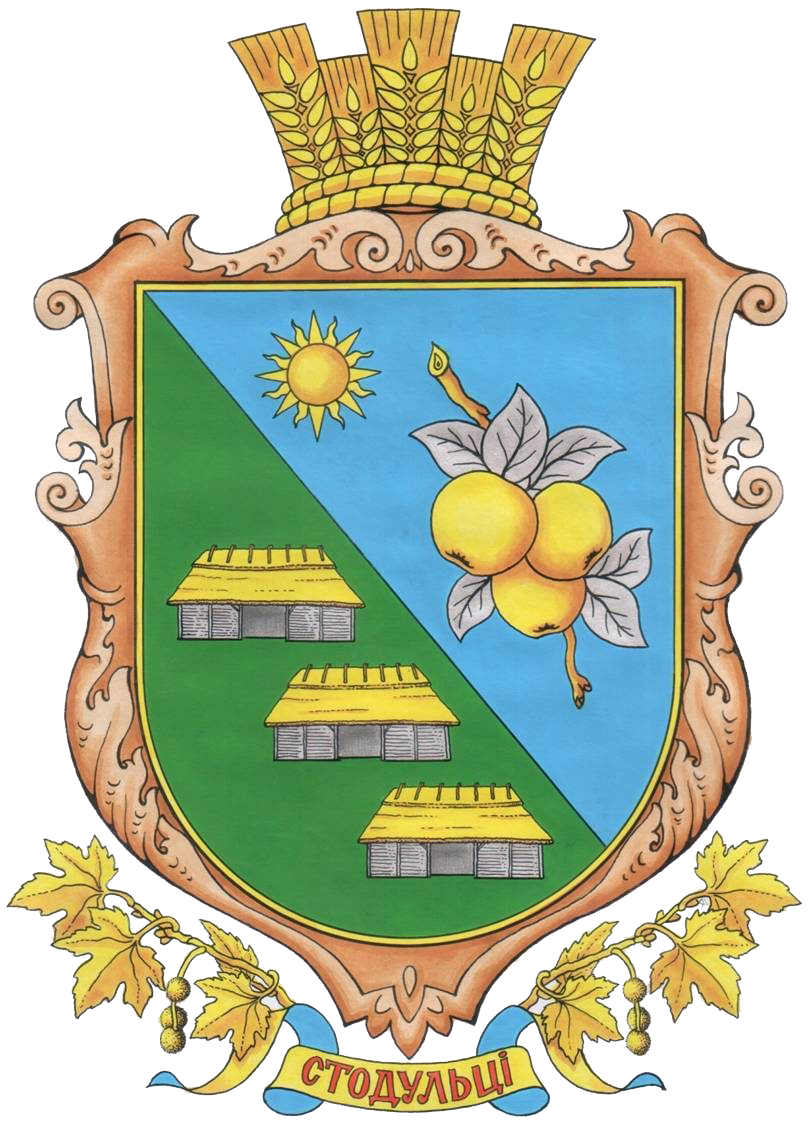
Стодульці - три стодоли
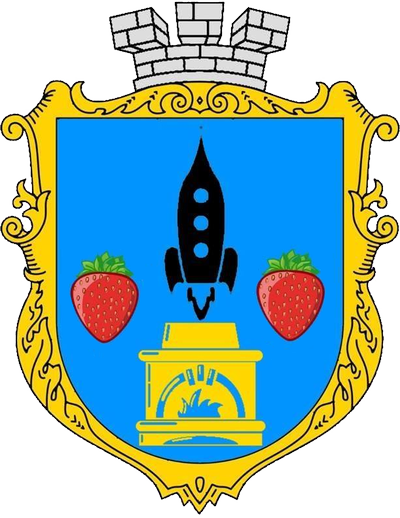
Висока Піч - піч
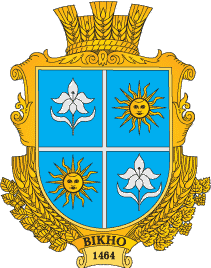
Вікно — вікно
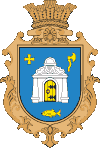
Погреби — срібний погрібник (надбудова над погребом)
Лісники — ліс
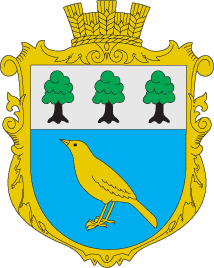
Гаї — гай
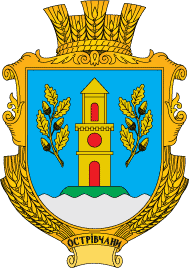
Острівчани — острів
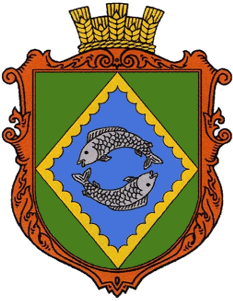
Новий Став — ставок
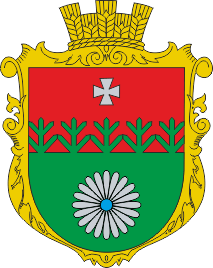
Новостав — серцевиною ромашки є ставок
Ставчани — ставок
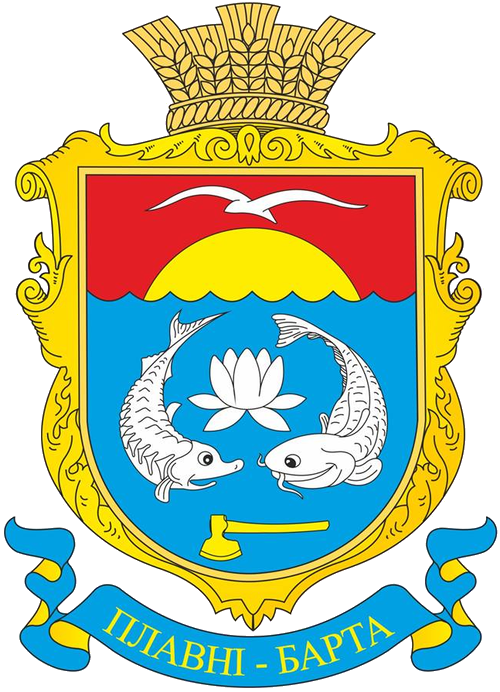
Плавні — плавні
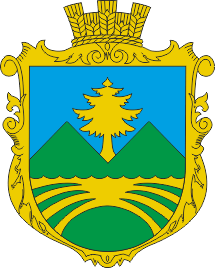
Розтоки — річка розтікається на окремі русла
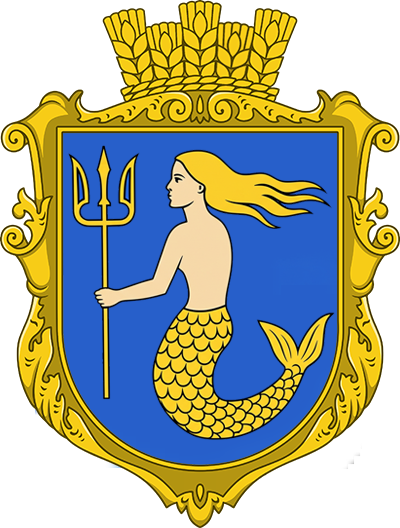
Чигин — русалка чигає на непрохних гостей
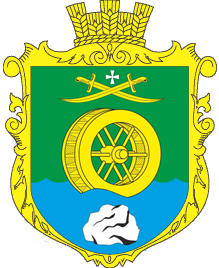
Камінь — камінь
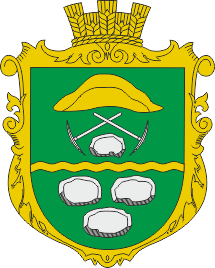
Кам'яна — каміння
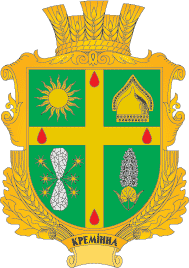
Кремінна — кремінь
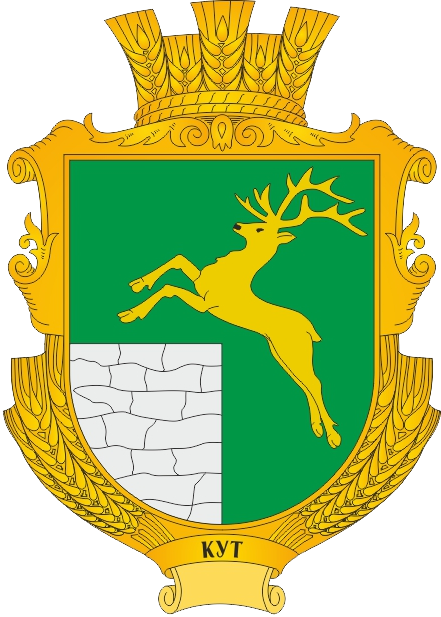
Кут — кут
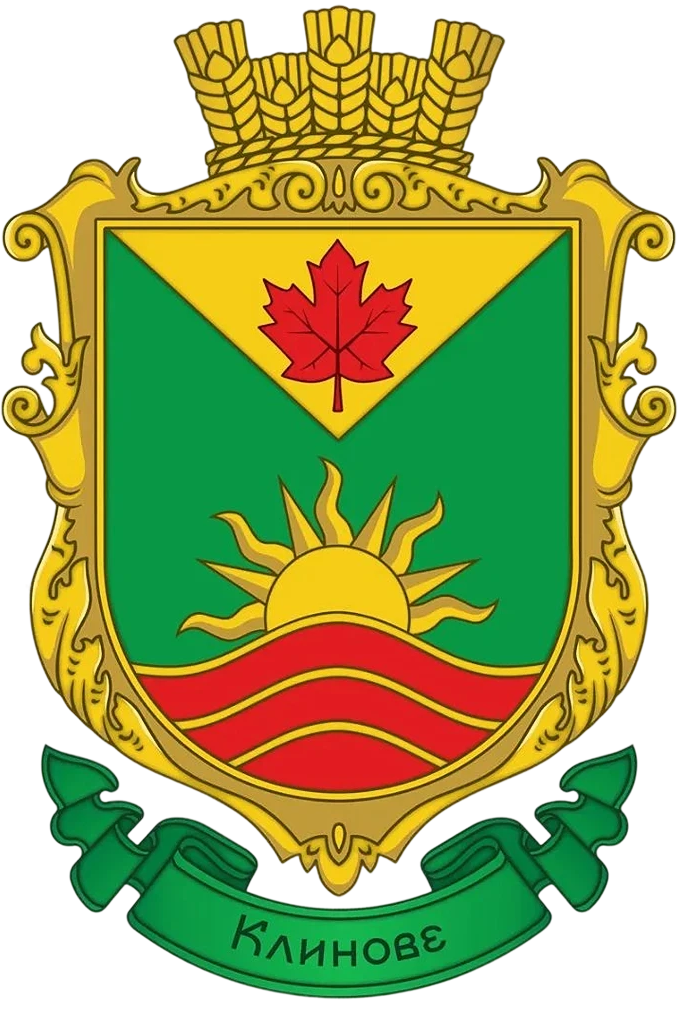
Клинове — золоте перекинуте вістря у формі клину
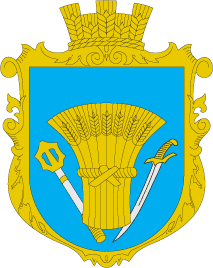
Великий Житин — сніп жита
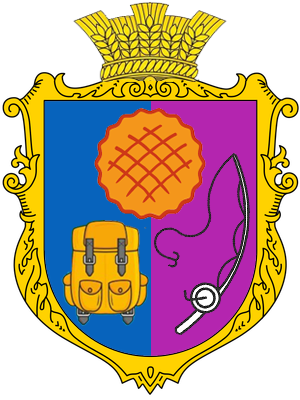
Пирогівка — пиріг
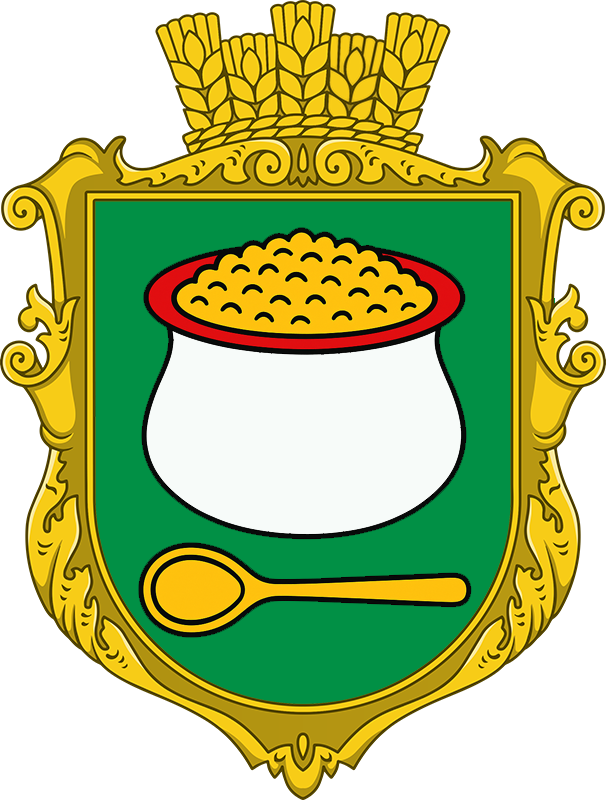
Кащенкове — каша
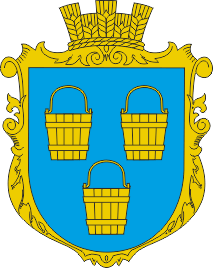
Трипутня — три путня (відра)
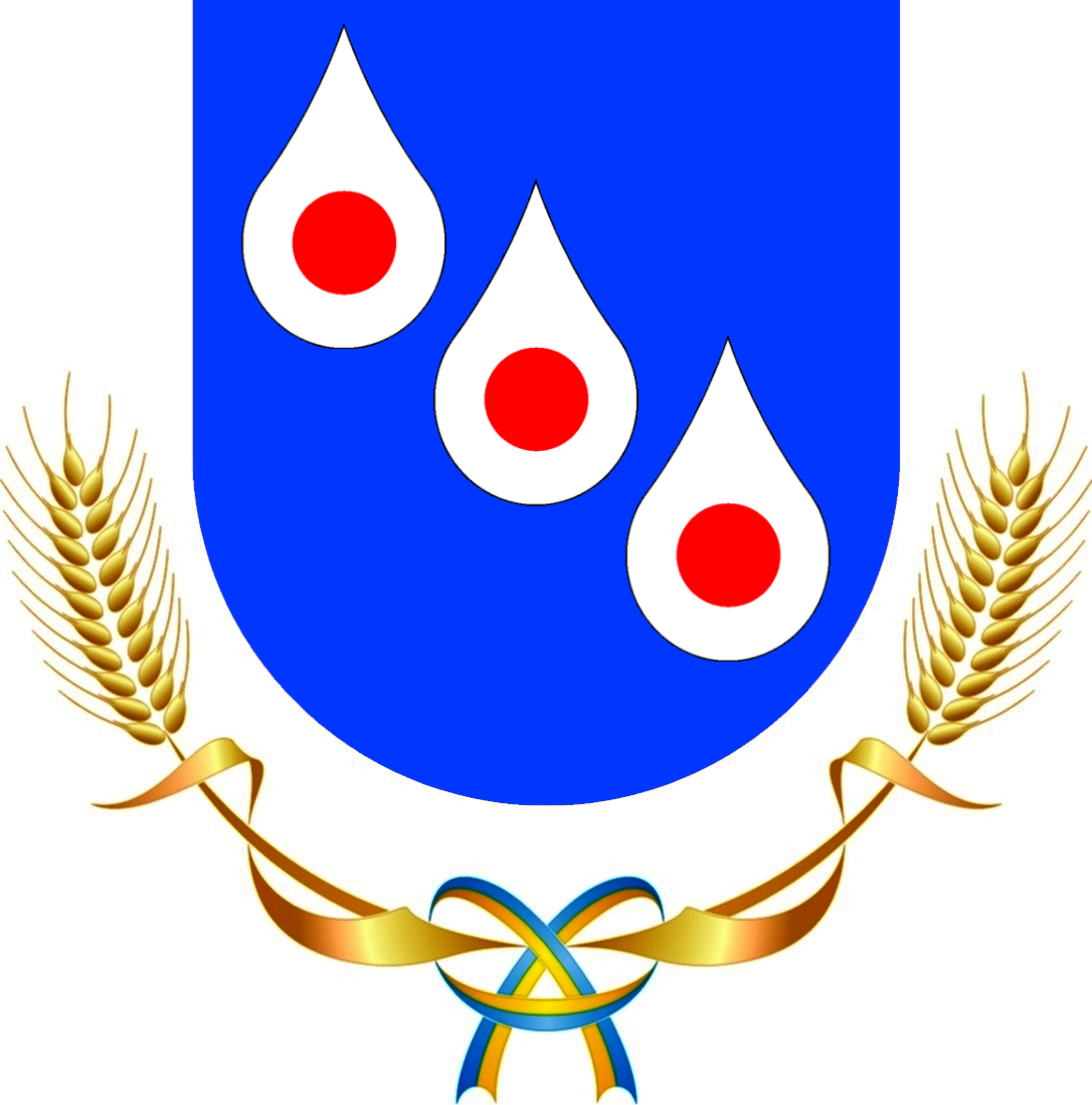
Росава — роса
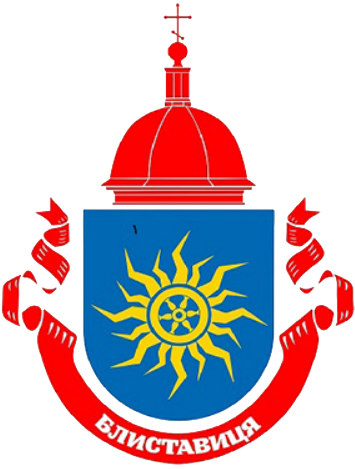
Блиставиця — блискавки
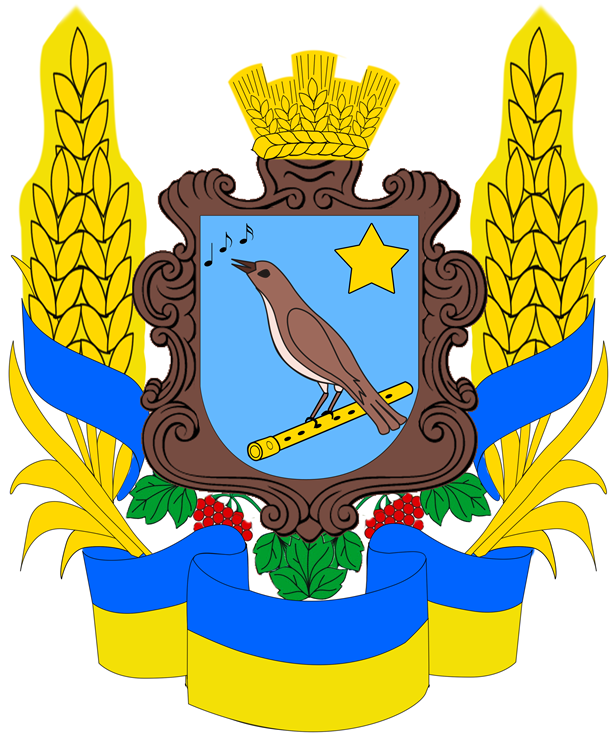
Півці — пташка співає
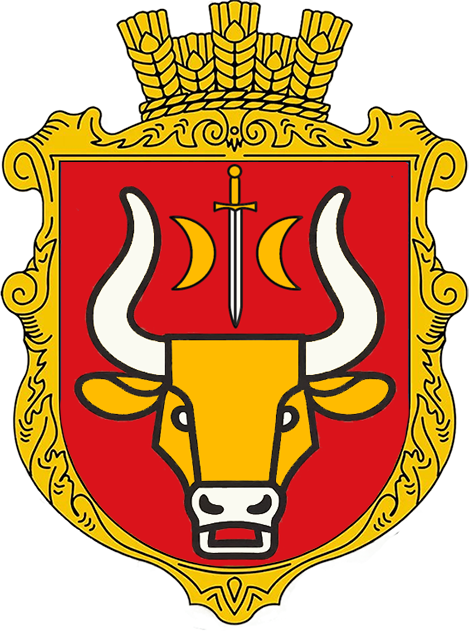
Реутинці — корова реве
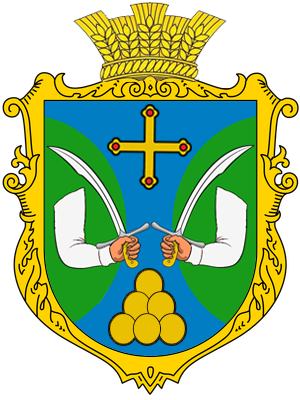
Собичі — міжусобиці
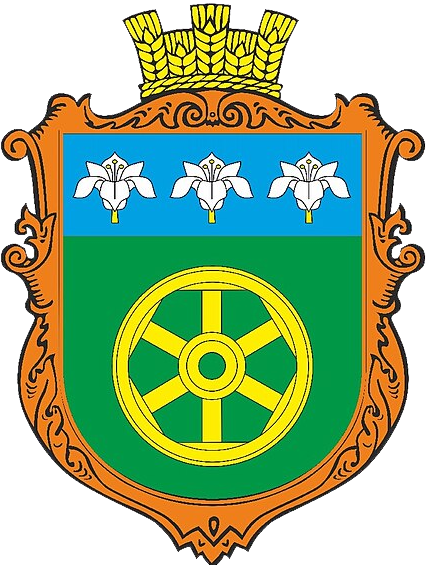
Колісники — колесо
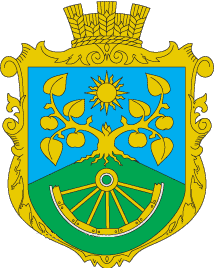
Шпичинці — половина колеса від воза зі спицями (шпицями)
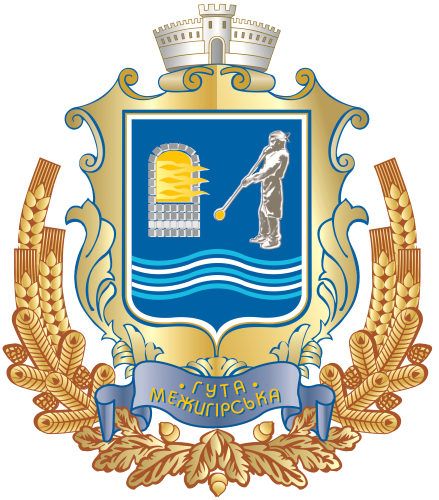
Гута-Межигірська — виробництво гутного скла
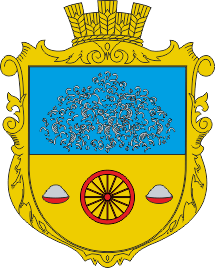
Парище — пара
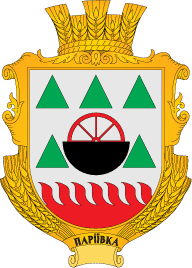
Паріївка — випарювання ободів коліс для возів
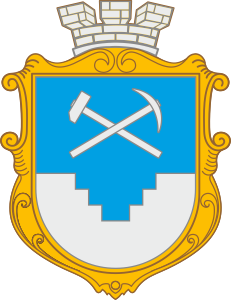
Гранітне — гранітний кар'єр
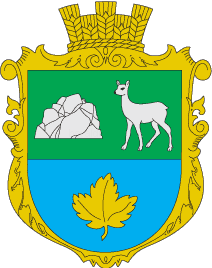
Рудня-Іванівська — срібна брила руди
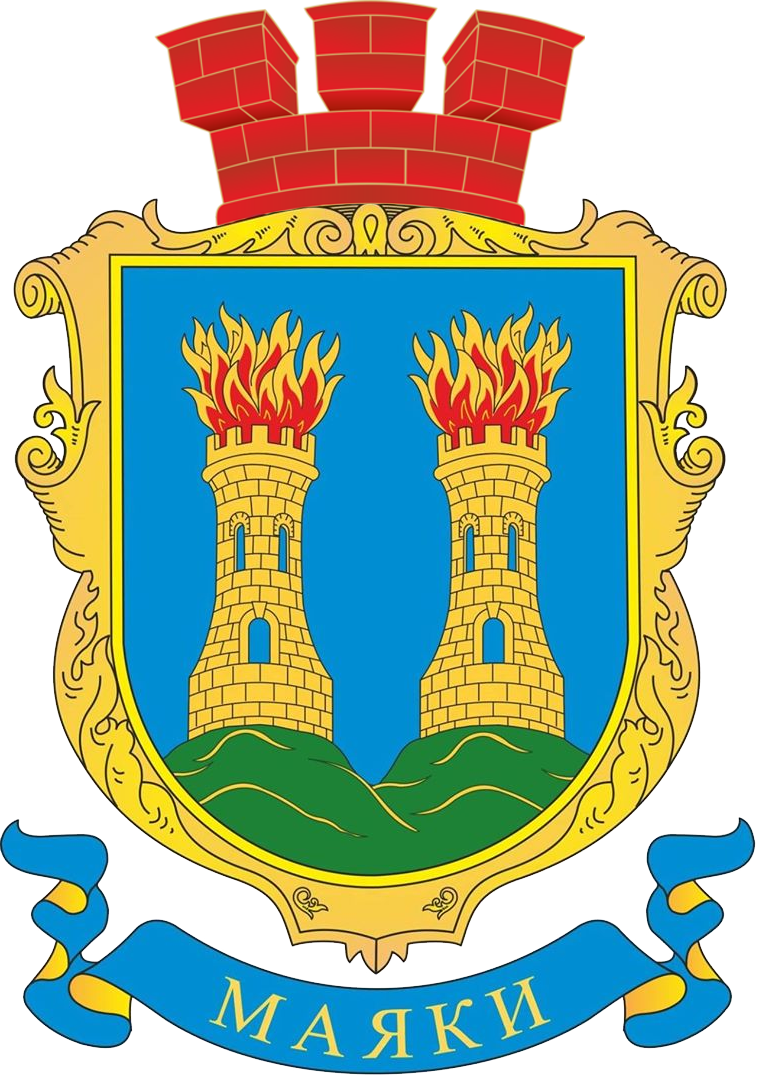
Маяки — маяки
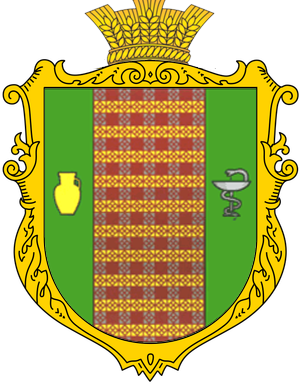
Плахтянка — плахта
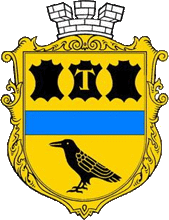
Тисмениця — синя тасьма
Обертин — мечі обернуті золотою стрічкою
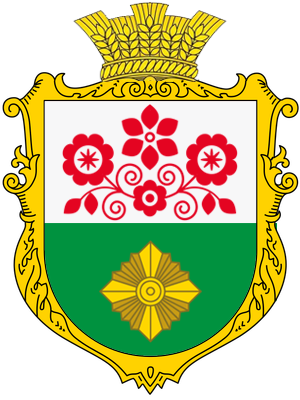
Майорівка — зірочка з погона майора
Передільниця — ділення щита (переділ)
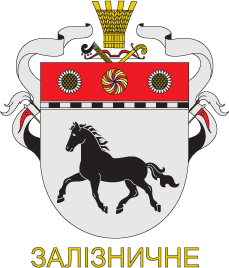
Залізничне — залізниця
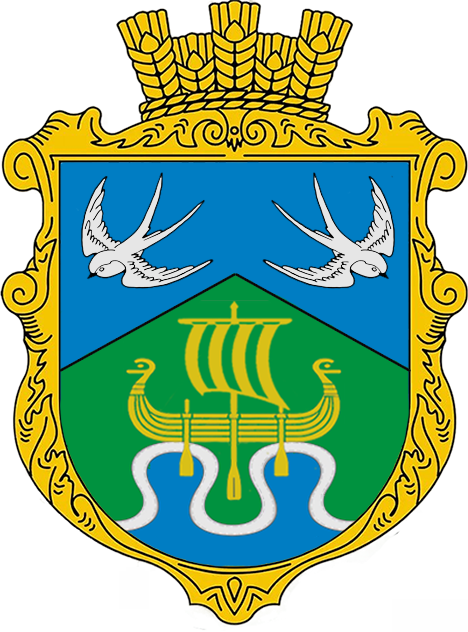
Розльоти — ластівки розлітаються
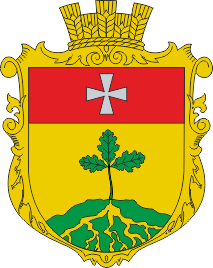
Корнин — корінь
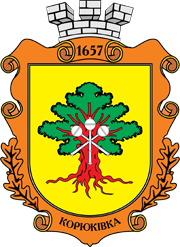
Корюківка — слово «корюка» асоціюється з корою, корінням
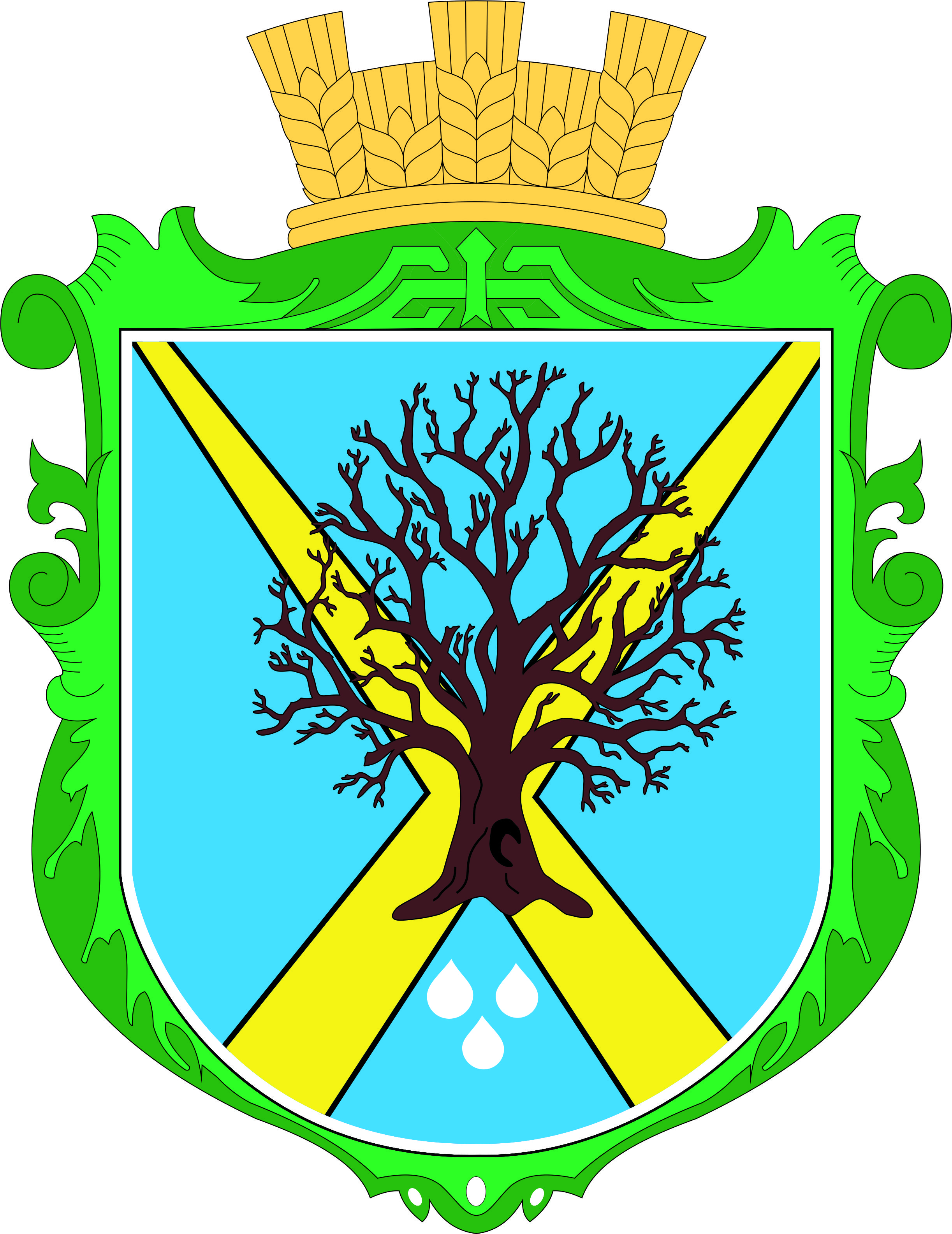
Перерісль — дуб, що переріс
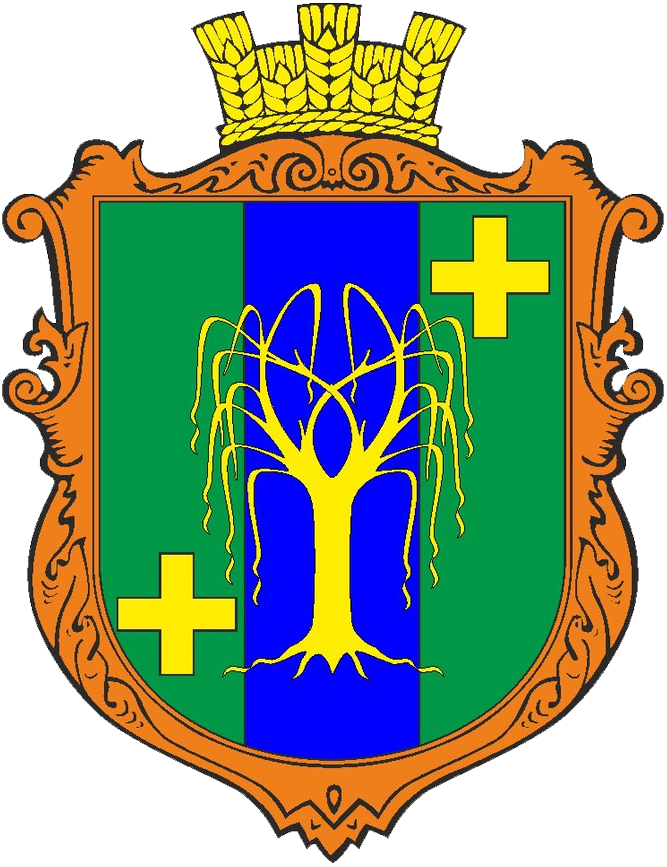
Росохач — золоте росохате дерево
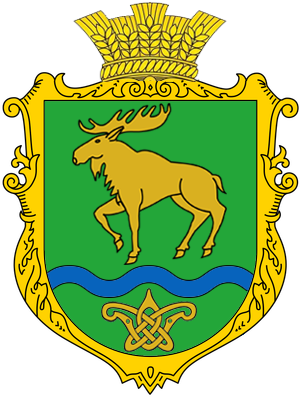
Сохачі — сохач (лось)
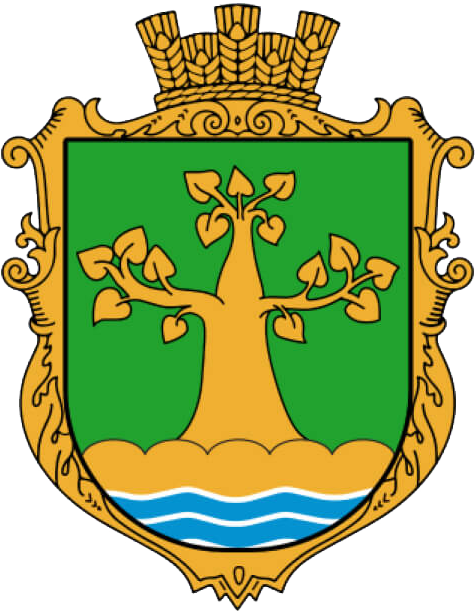
Товста — товста липа
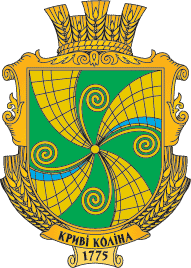
Криві Коліна — коліна річки
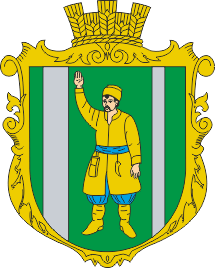
Кархівка — чоловік «прикархнув»
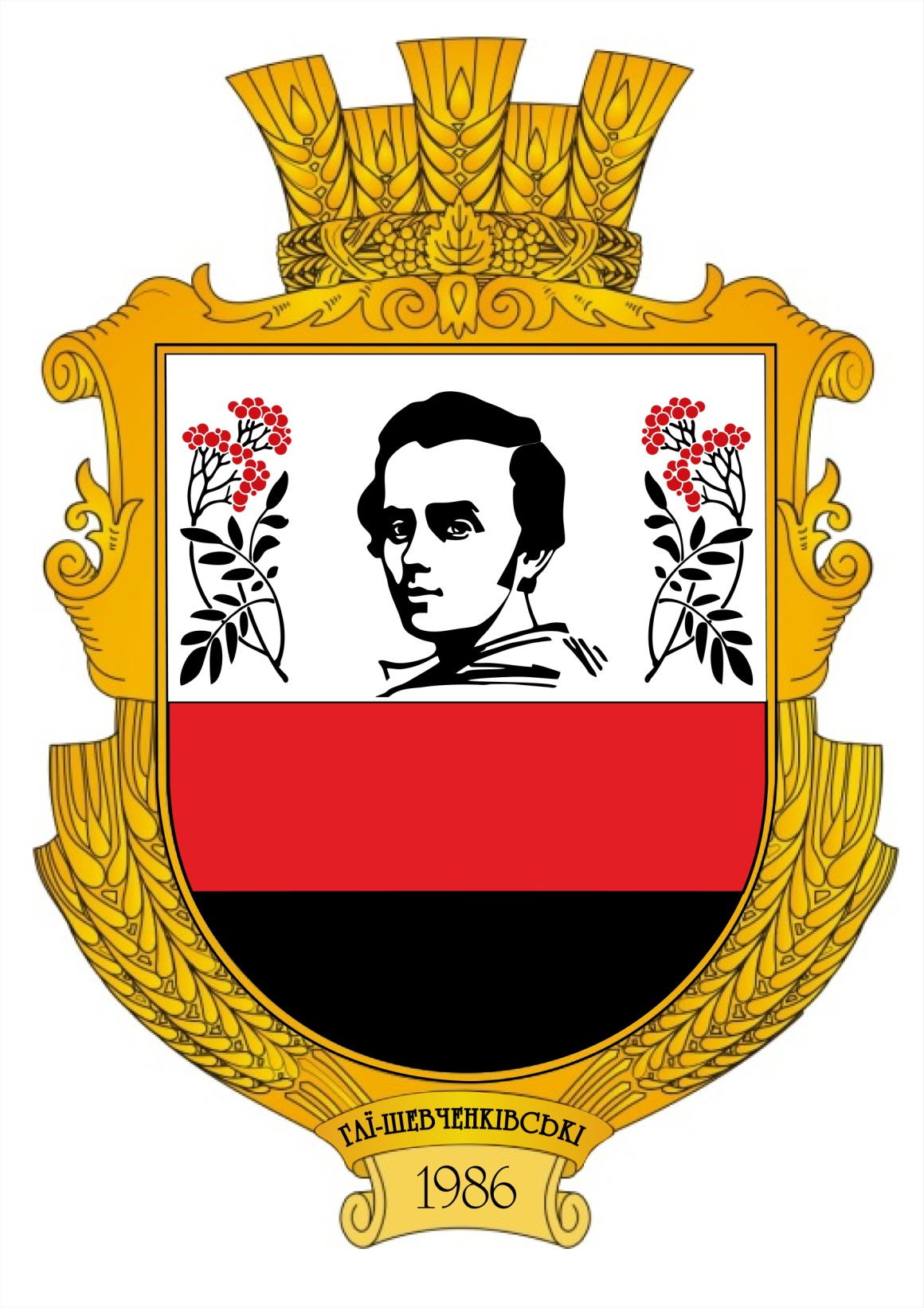
Гаї-Шевченківські — Тарас Шевченко
Криничанський район — криниця
Устилуг — устя Луги при впадінні в Західний Буг
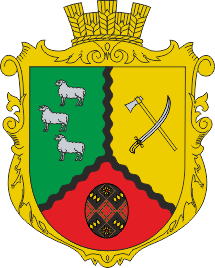
Чорний Потік — чорні потоки
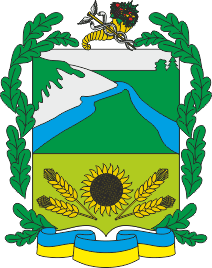
Дворічанський район — дві річки
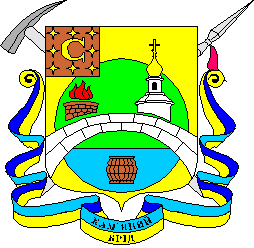
Кам'янобрідський район Луганська — кам'яний брід
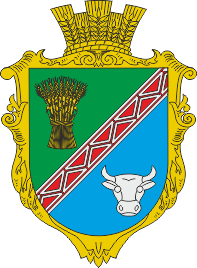
Крива Балка — узор можна охарактеризувати як крива балка
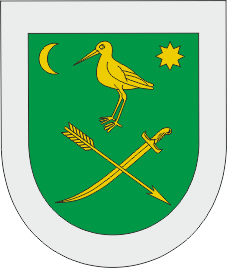
Куликівський район — кулик
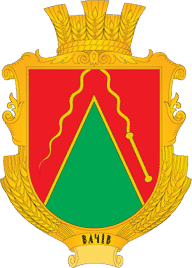
Вачів — з татарської «вача» - батіг

## Напівпромовисті герби

Герб Ковеля — підкова
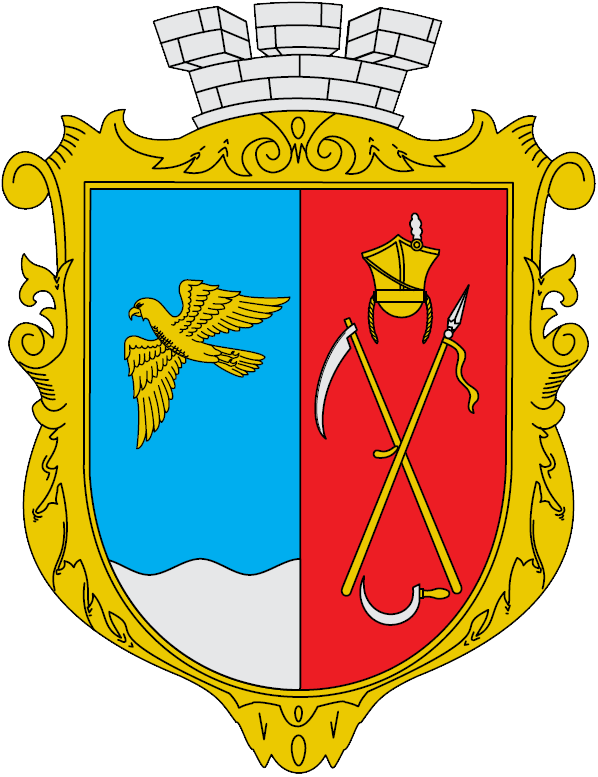
Герб Вознесенська — сокіл ширяє (возноситься) над Бугом
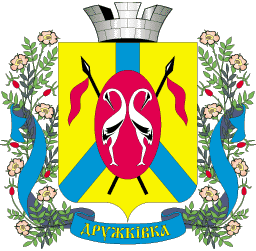
Дружківка — дві лелеки символізують дружбу
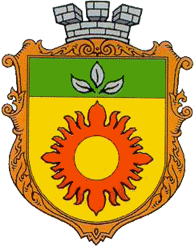
Герб Енергодара — сонце символізує енергію, яку дарує
Герб Вугледара — кирка на тлі терикону символізує видобуток вугілля
Герб Теплодара — полум'я вогню символізує тепло
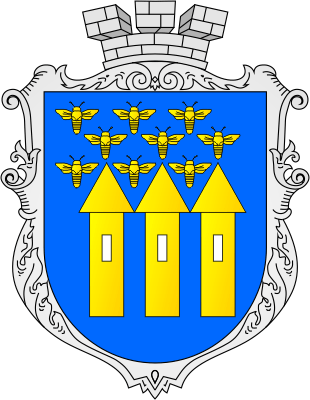
Герб Меденич — вулики і бджоли символізують мед
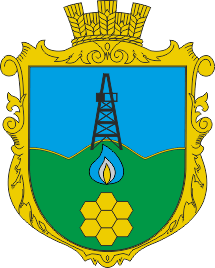
Пасічна — бджолині стільники символізують пасіку
Герб Винників — гроно винограду символізує вино
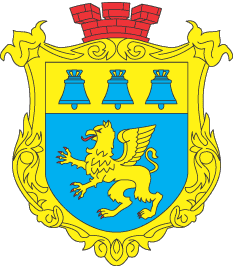
Звенигород — дзвони
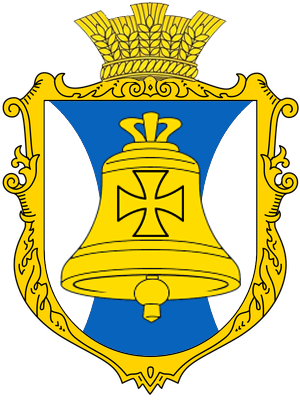
Клишки — дзвін символізує кликати
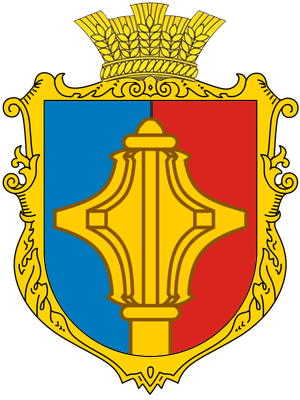
Козацьке — пернач
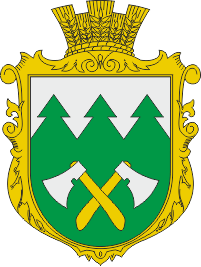
Рубче — сокири символізують рубати
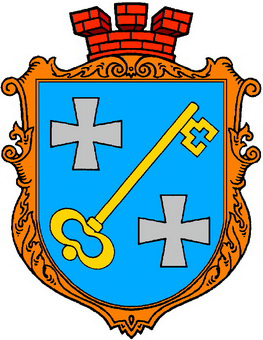
Бережниця — ключ
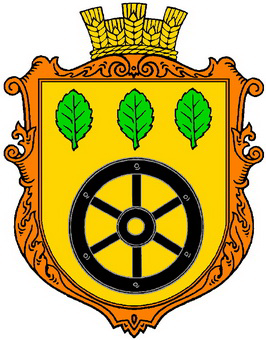
Цигани — колесо від воза зображено на національному флазі циган
Герб Гуляйполя — кінь-тарпан є втіленням волелюбності й свободи
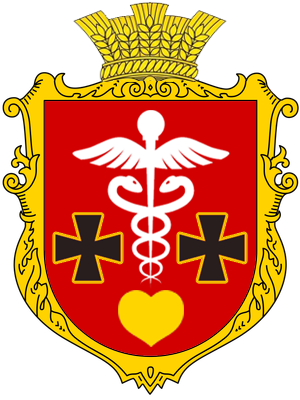
Добротове — золоте серце
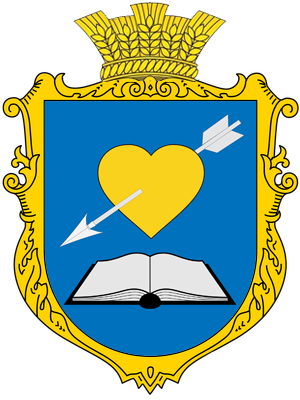
Любитове — серце пробите стрілою означає любов
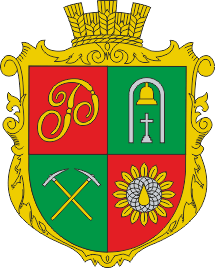
Рідківці — крапля олії означає рідкий (перебуває в стані рідини)
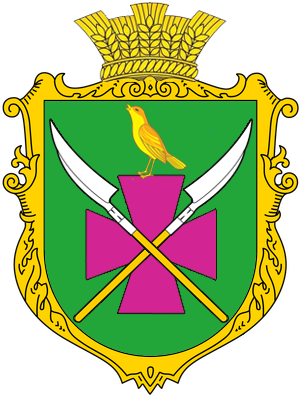
Покошичі — бойові коси означають косити
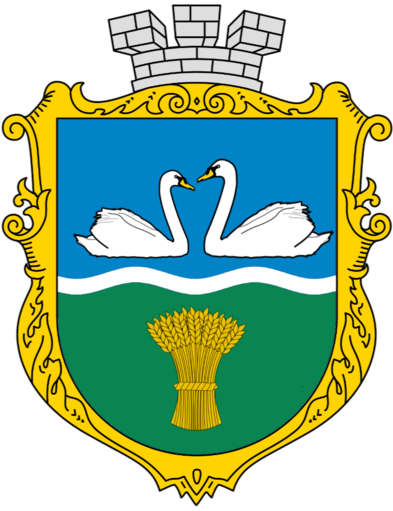
Щасливе — закохані лебідь і лебідка символізують щастя
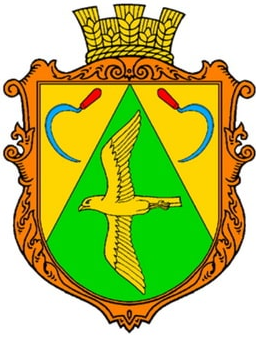
Волиця — вільний птах уособлює волю
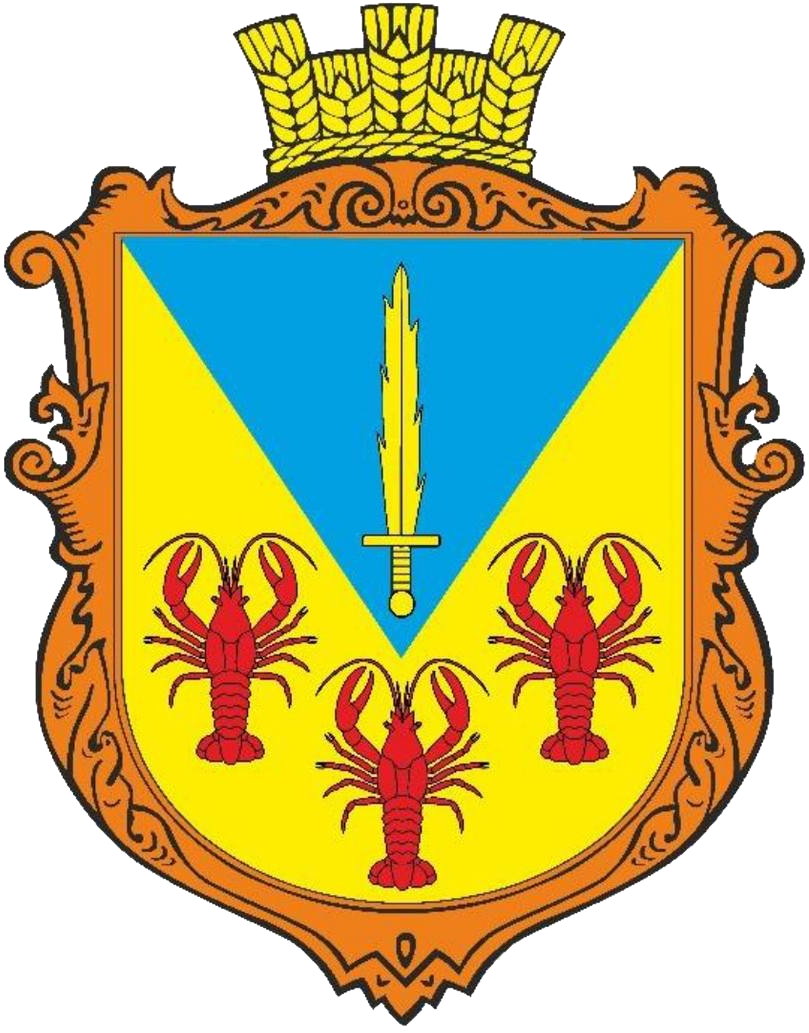
Печини — печені раки
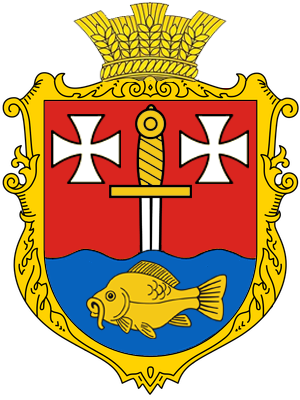
Мутин — риба з вусами чудово орієнтується в мутній (каламутній) воді
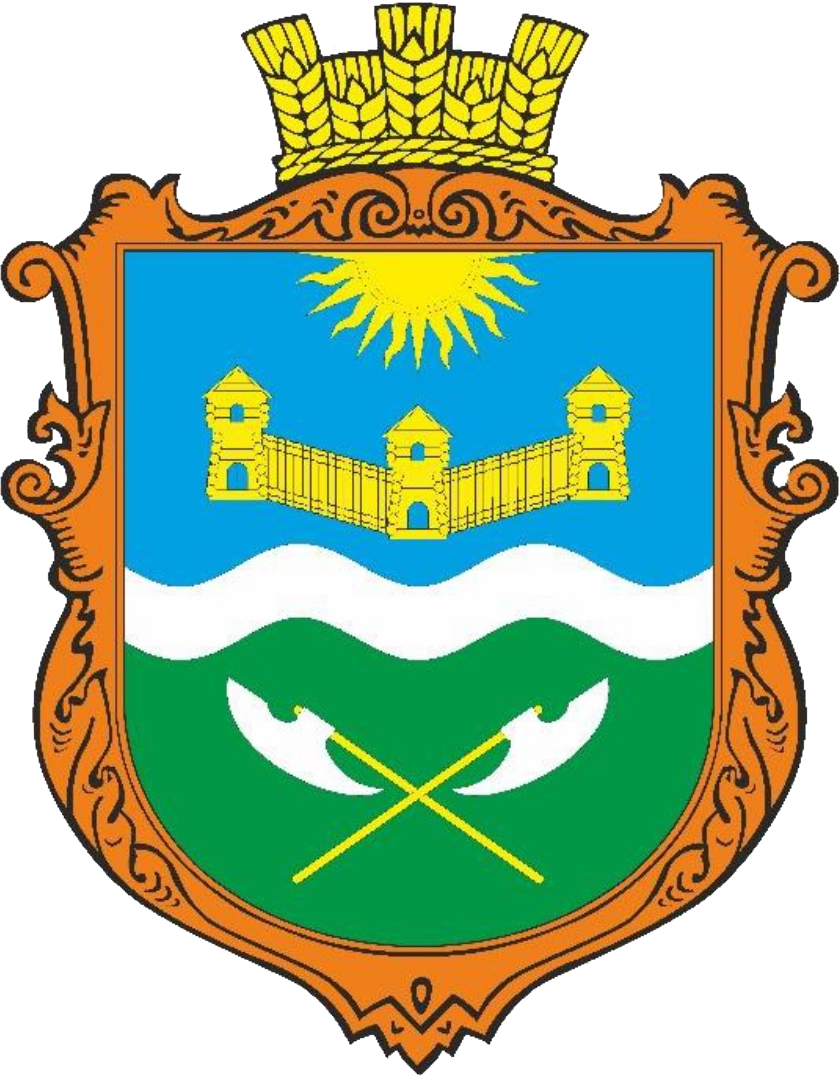
Солдатське — бердиші символізують солдатів
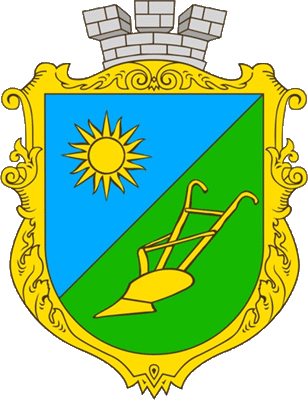
Герб Оратова — плуг
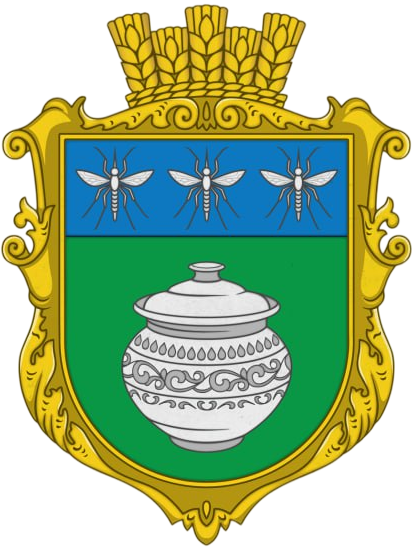
Пискунівка — комарі пищать
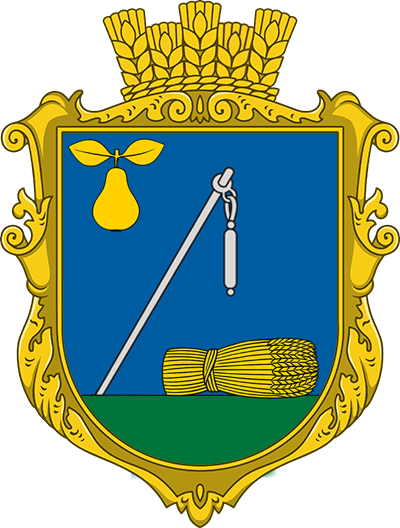
Хлібороб — ціп та сніп
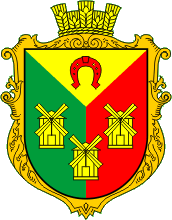
Круподерниці — млини символізують процес утворення круп
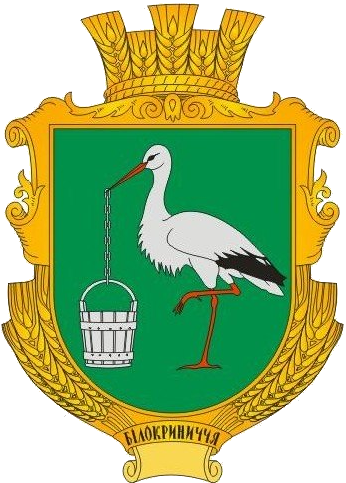
Білокриниччя — лелека з відром символізують традиційну криницю - "журавель"
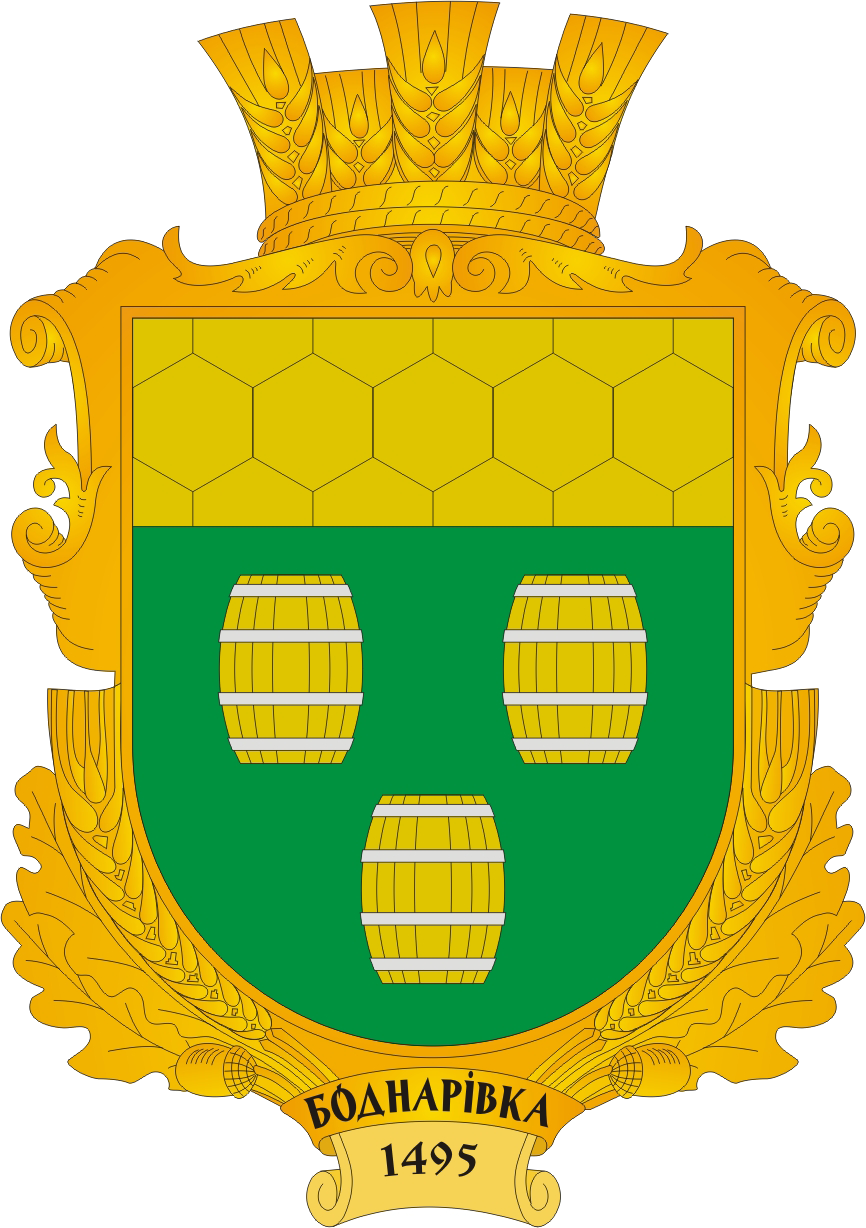
Боднарівка — діжки означають професію боднара
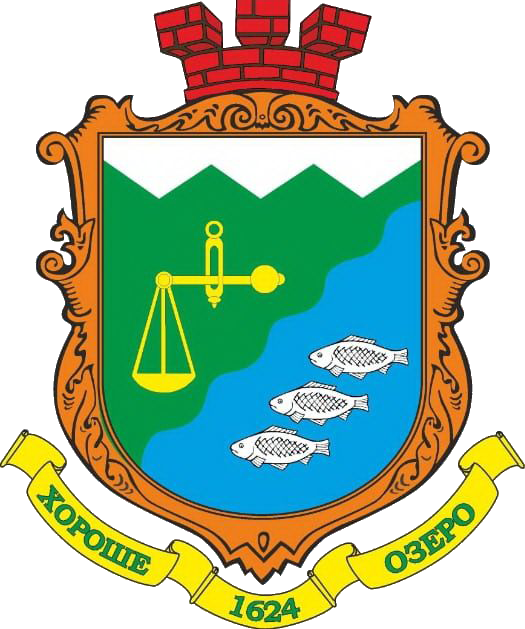
Хороше Озеро — риба і безмін символізують хороше озеро
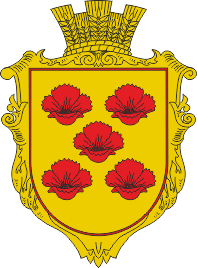
Червоне Поле — маки символізують червоне поле
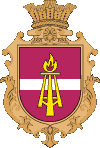
Світильня — сигнальна вежа (смоляний маяк)
Малий Маяк — чаша з вогнем символізує маяк
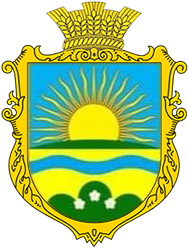
Будилів — сонце встає (будить)
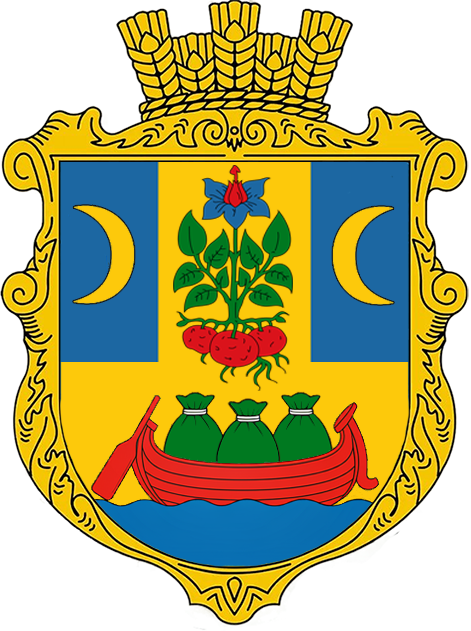
Обтове — човен з мішками символізує обтову (гуртову) торгівлю
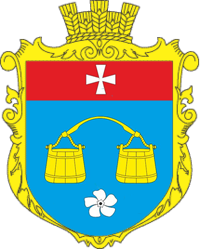
Колодязне — коромисло символізує колодязь (криницю)
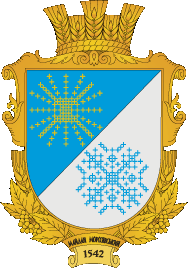
Майдан-Морозівський —  сонце і сніжинка виконані у вишивковому стилі морозних візерунків на склі
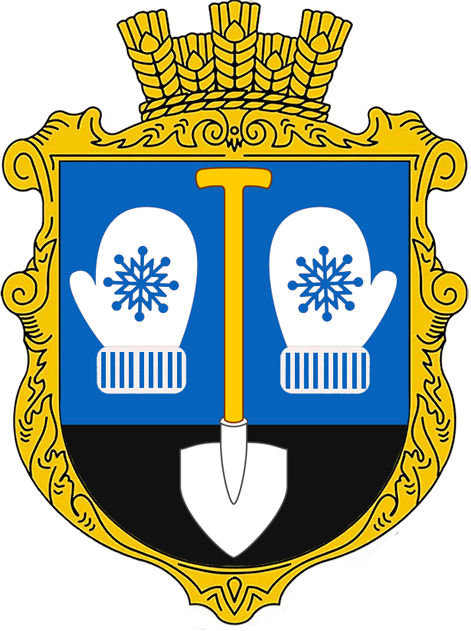
Холодівщина — рукавички символізують холод
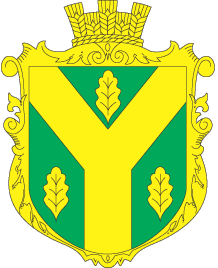
Триліси — три дубових листочки символізують три ліси
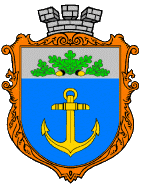
Дубровиця — дубове гілля і жолуді символізують діброву
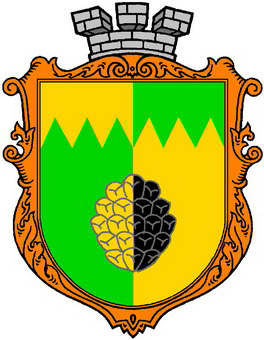
Соснове — шишка символізує сосну
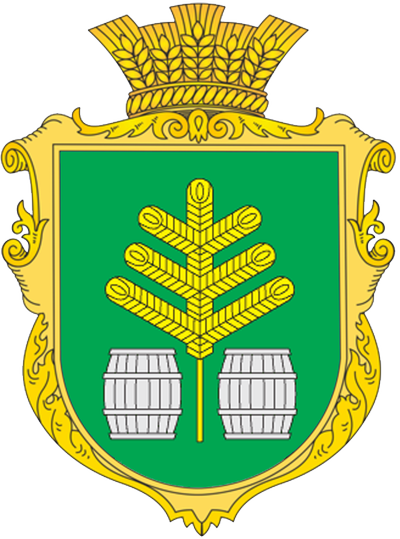
Борівка — хвойна гілочка символізує бір
Пустомити — монети символізують мито
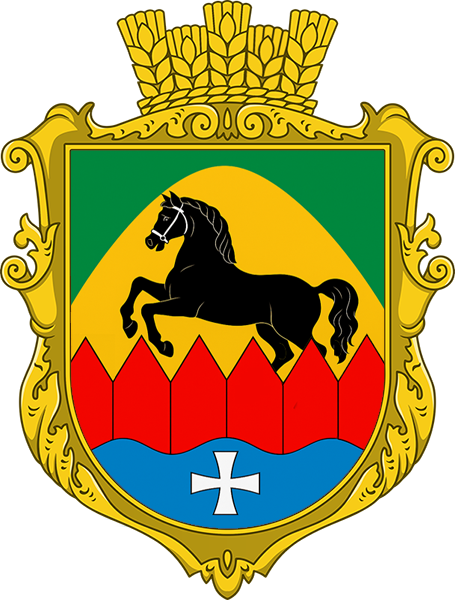
Городище — частокіл символізують городище
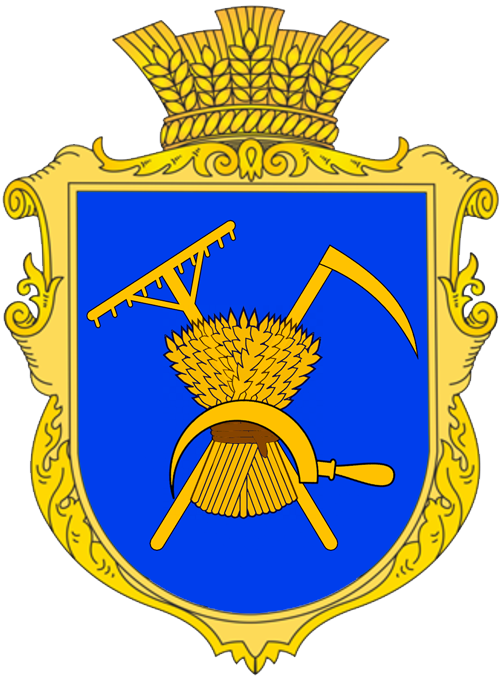
Горожанка — городній реманент
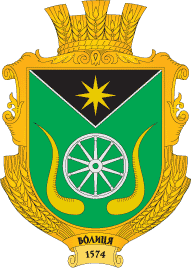
Волиця — роги символізують вола
Стрільбичі — напнуті луки зі стрілами (як на стрільбищі)
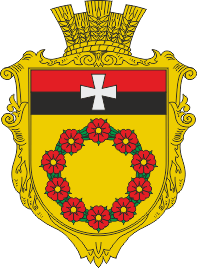
Нова Українка — українку символізує вінок
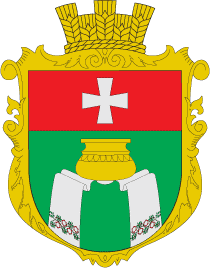
Глинки — глиняна макітра
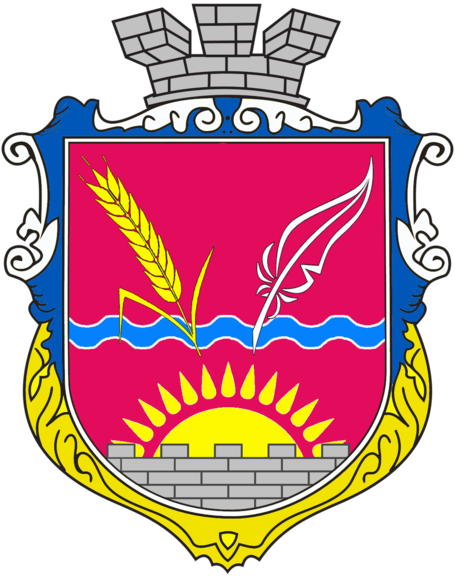
Велика Писарівка — перо символізує писарську справу
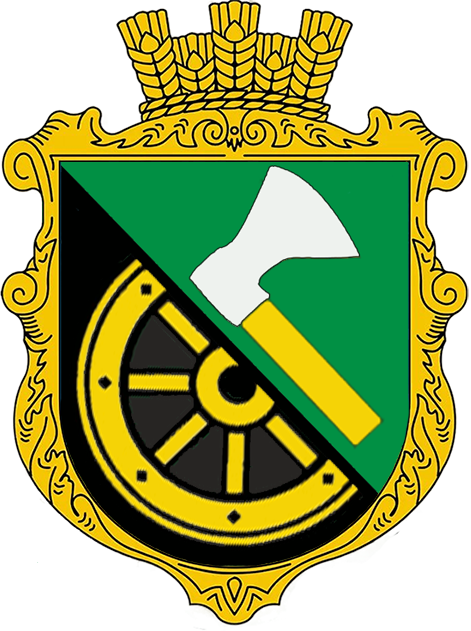
Шлях — колесо символізує шлях
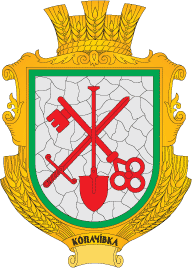
Копачівка — лопата
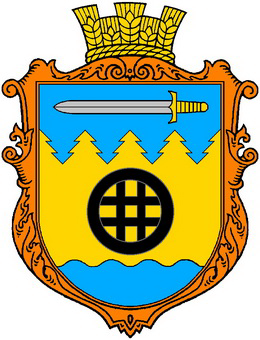
Мельничне — колесо млина
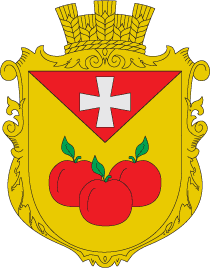
Спасів — спасівські яблука
Княжичі — княжий дружинник
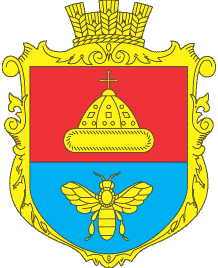
Княжичі — княжа шапка
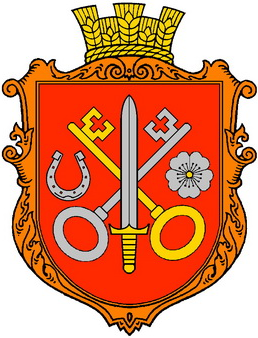
Петропавлівське — Ключі Царства Небесного - атрибут апостолів Петра і Павла
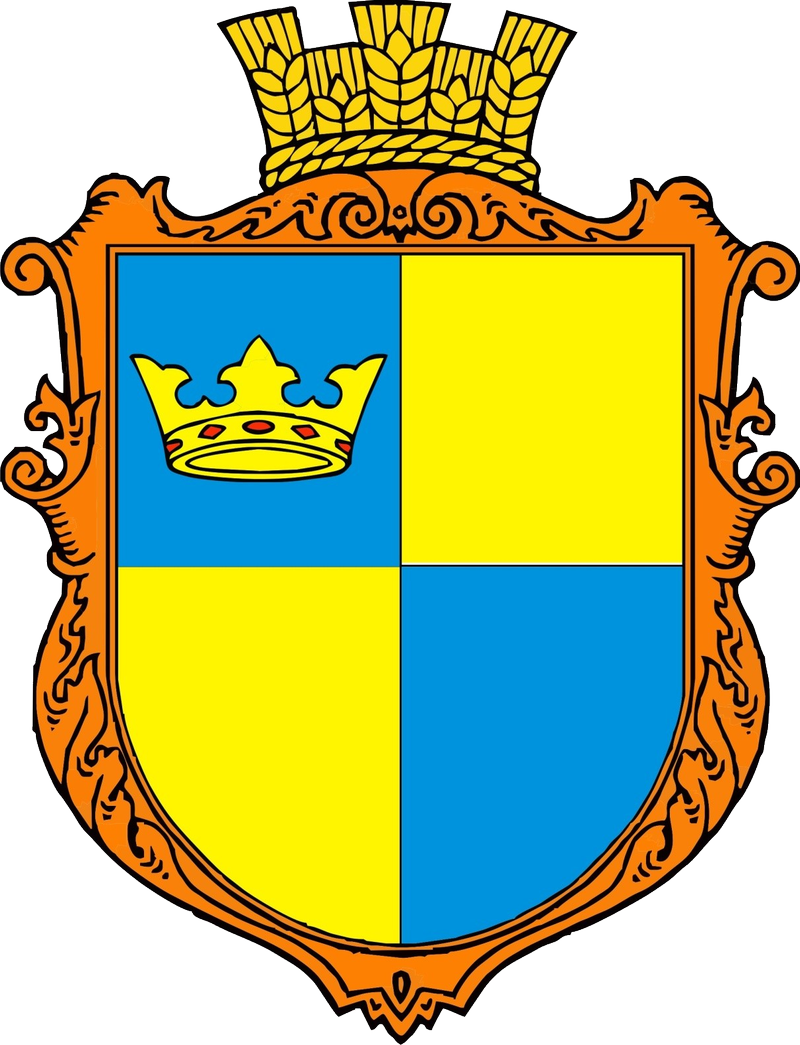
Королівка — корона
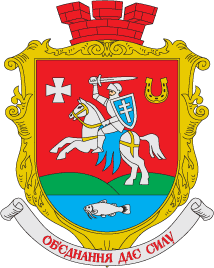
Литовеж — погоня символізує Литву
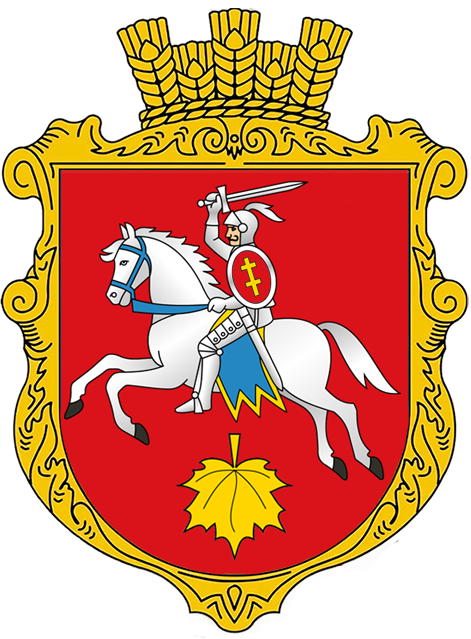
Литвиновичі — погоня символізує Литву
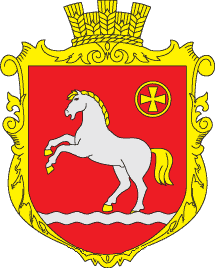
Старий Іржавець — кінь ірже
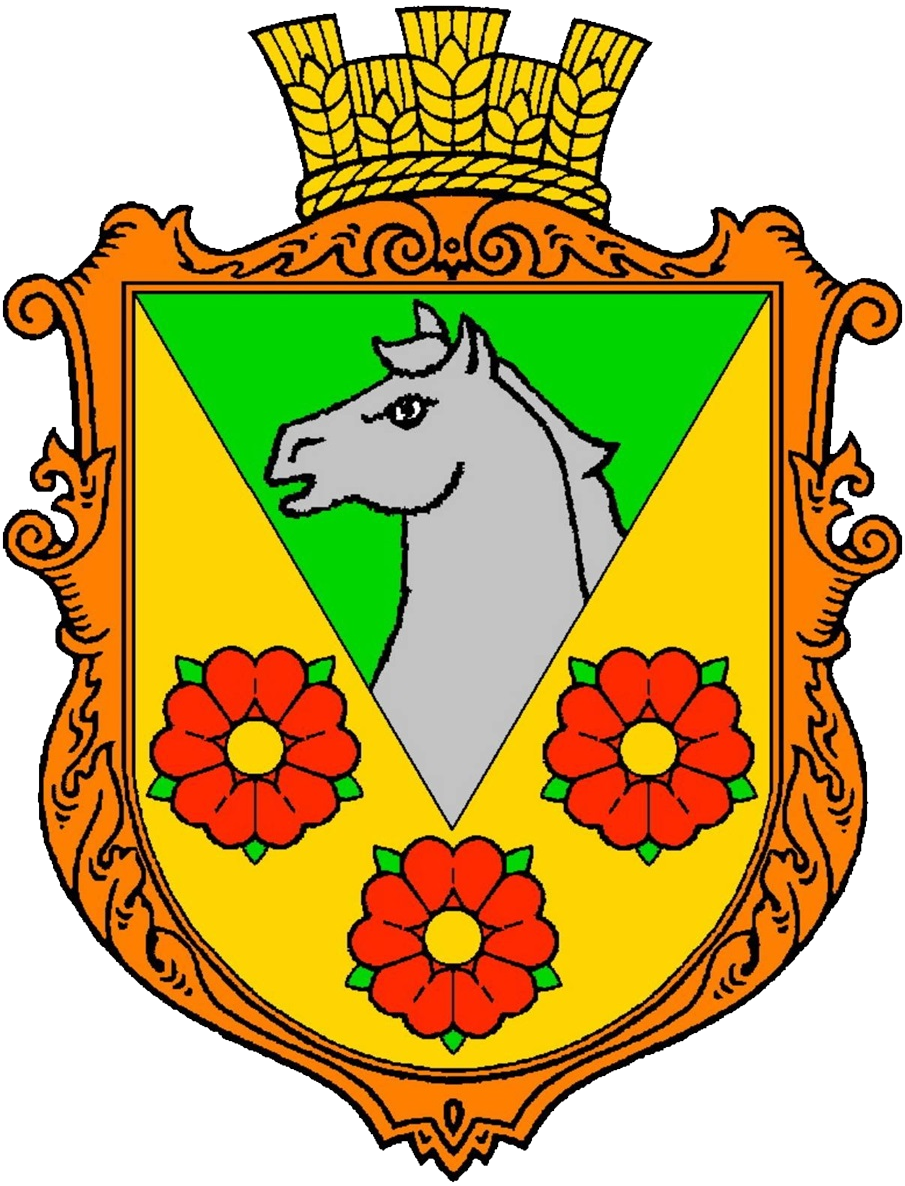
Горішня Вигнанка — голова коня уособлює вигони та пасовища
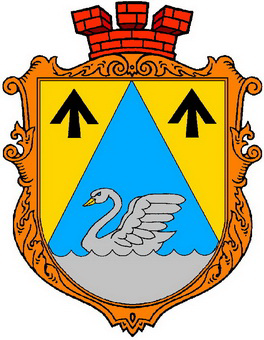
Верхів — вістря і наконечники стріл вказують вгору
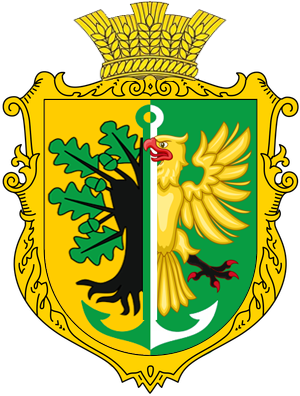
Боцманів — якір символізує боцмана
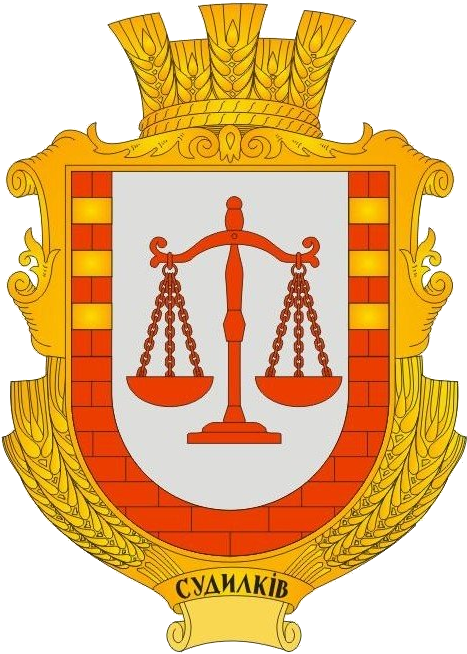
Судилків — терези символізують суд
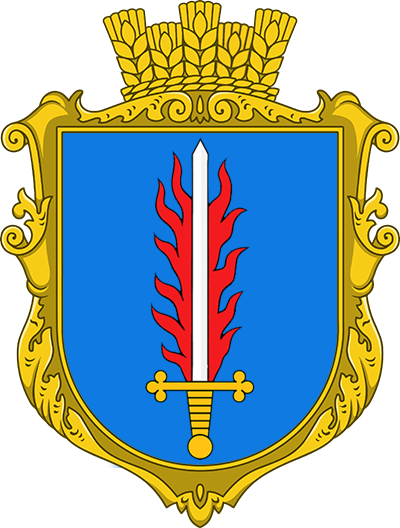
Люте — меч у вогні символізує лють
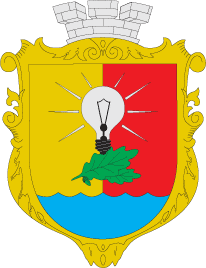
Зугрес — лампочка символізує електростанцію ЗуДРЕСу
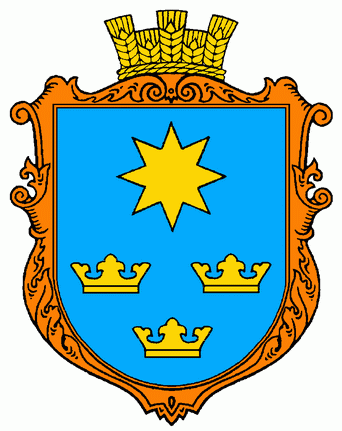
Різдвяни — 8-променева Вифлеємська зірка символізує Різдво
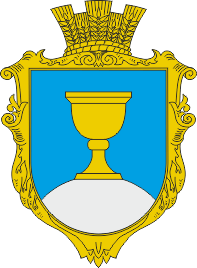
Свяття — чаша для причастя
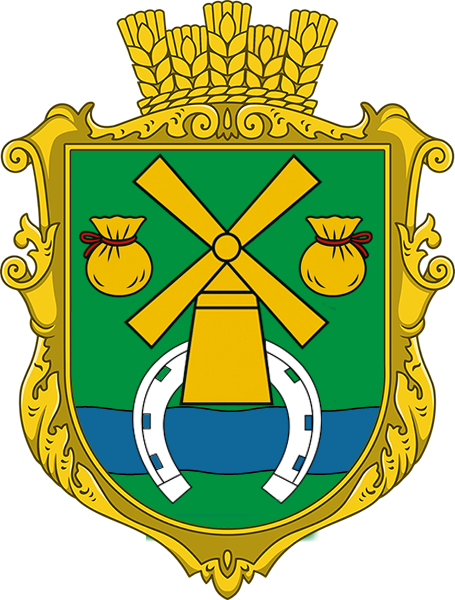
Купчичі — капшуки символізують купувати
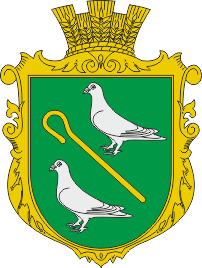
Пастуше — золотий посох (пастуший жезл)
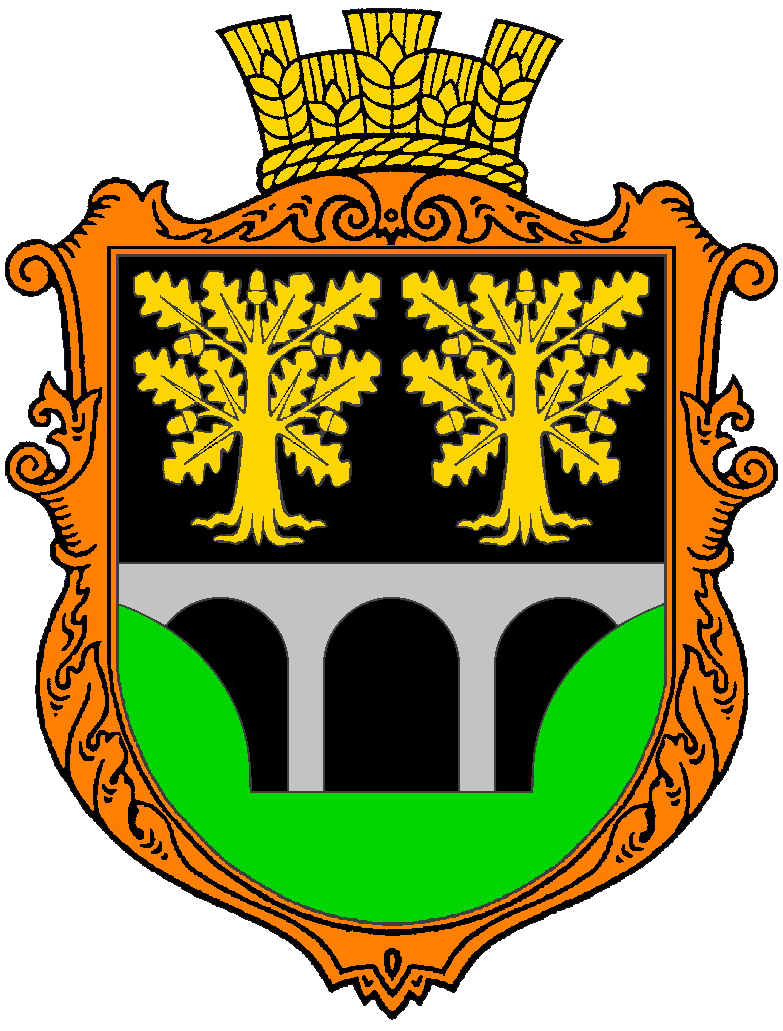
Переходи — міст символізує переходи (броди) через річку
Заболотів — хвилясті смуги означають «за болотами» та іншими водоймами
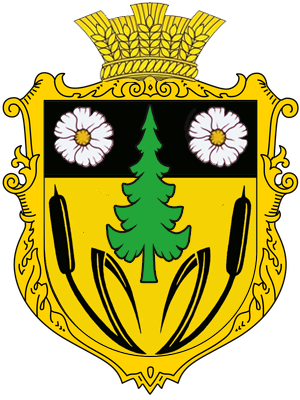
Заболотне — чорний рогіз символізує болото
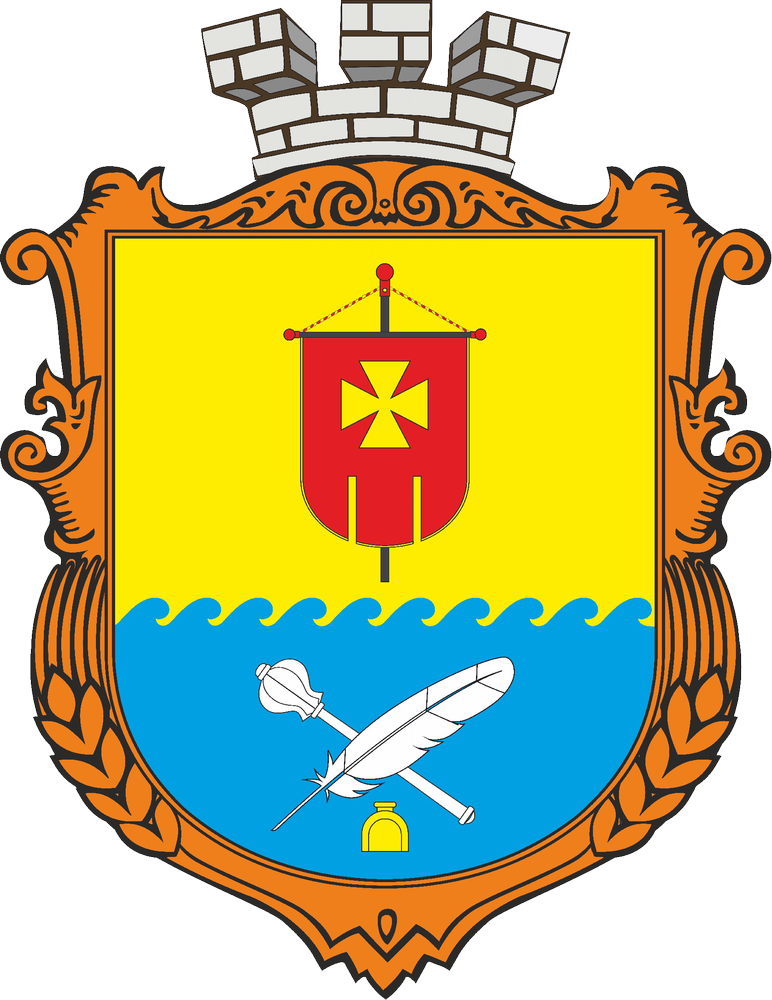
Парафіївка — хоругва з хрестом вказує на колишній центр церковної громади — парафії
Мирний — голуб символізує мир
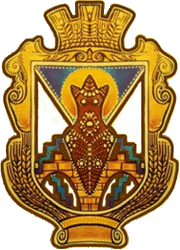
Бабчинці — палеолітична Венера

## Зворотно промовисті
На таких гербах присутнє явище протилежне до назви, як наприклад у села Нерубайське дві шаблі саме рубаються. Також сюди можна віднести герби, де відсутнє промовисте зображення, хоча воно має бути (інші зображення на це натякають), як наприклад на гербі села Гвізд — дерев'яна церква, побудована без жодного гвіздка (цвяха).

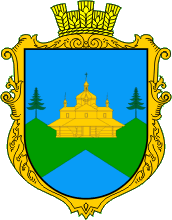
Гвізд — дерев'яна церква, побудована без жодного гвіздка (цвяха)
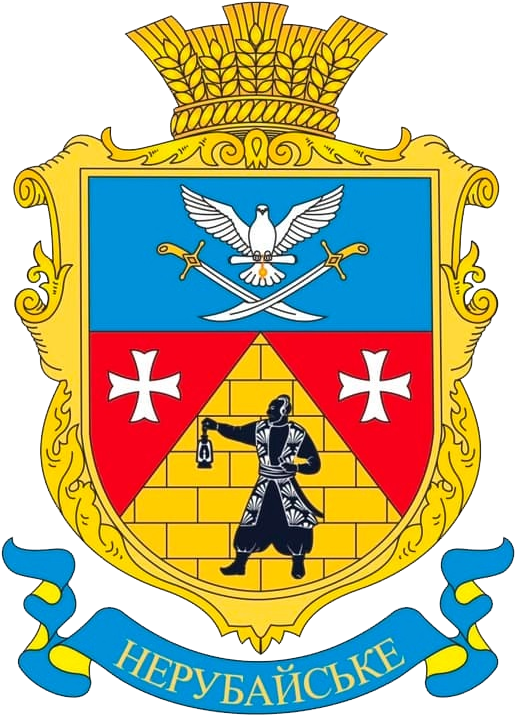
Нерубайське — дві шаблі рубаються
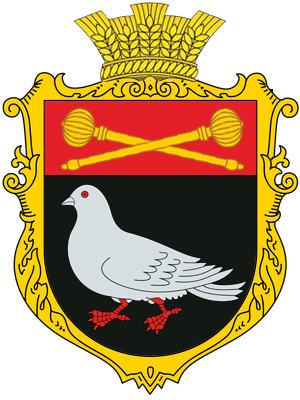
Грузьке - голуб не грузне в багнищі
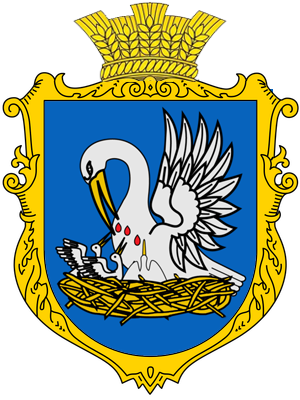
Безкровне - кров
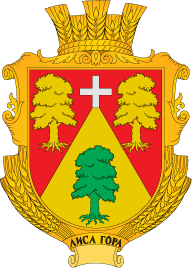
Лиса Гора — дерева на горі
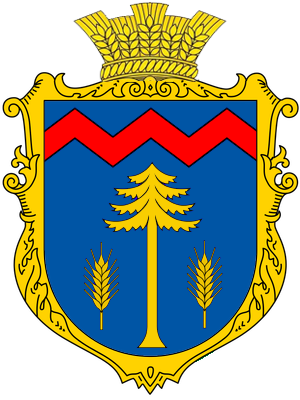
Некрите — ламана лінія накриває
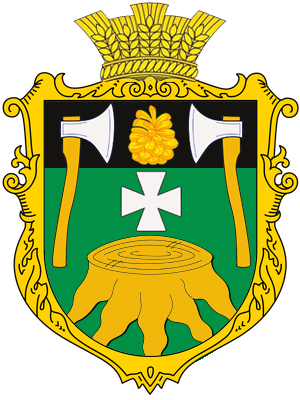
Лісне — від лісу тільки шишка та пеньок
Виннички — виноград і чаша, але вино відсутнє

## Прямо і зворотно промовисті одночасно
Є герби які містять як прямо так і зворотно промовисті елементи одночасно.

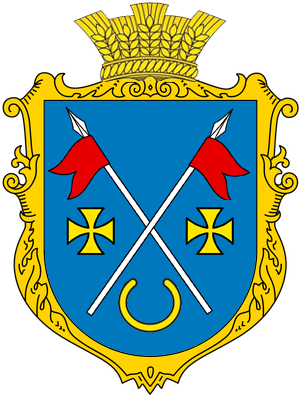
Неровнине — вигнутий (нерівний) септум і рівні списи
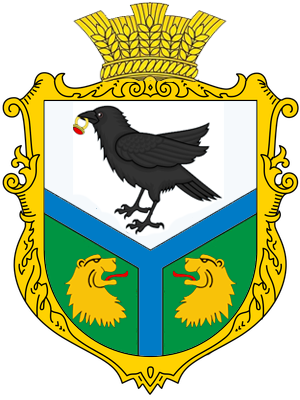
Гукове — леви перегукуються, ворона стулила дзьоба
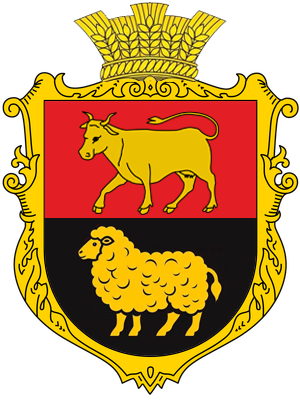
Ріг — рогата корова і безрога вівця
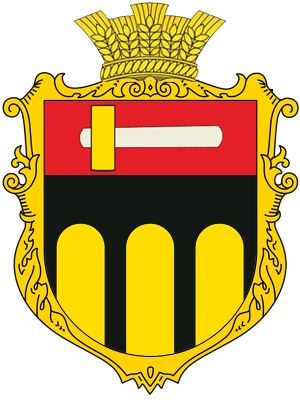
Мостище — приховане зображення чорного мосту (відсутнє в описі герба)

## Герби, які хибно вважаються промовистими

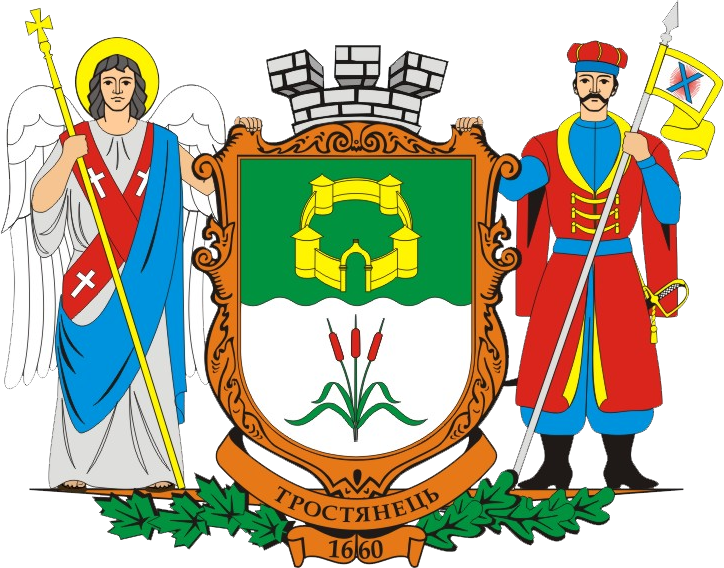
Тростянець — зображений рогіз, а не очерет (тростина)
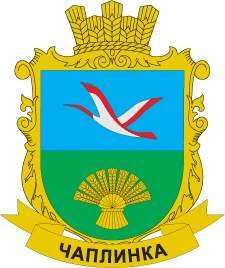
Чаплинка — журавель, а не чапля
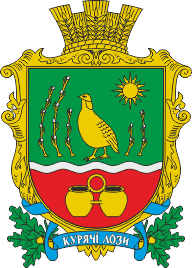
Курячі Лози — куріпка, а не курка
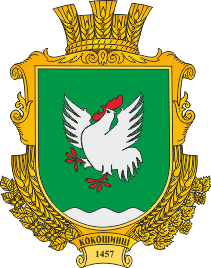
Кокошинці — півень, а не квочка (кокошка)
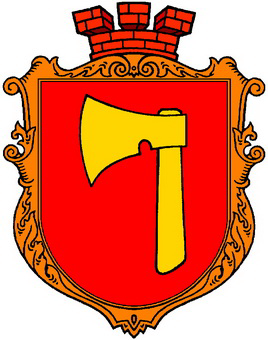
Топорів — сокира а не топір (бойова сокира з довгим руків'ям)
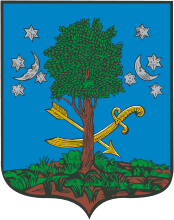
Березна — за описом герб є промовистим, але на зображенні явно не береза
Заклад — палац, а не заклад
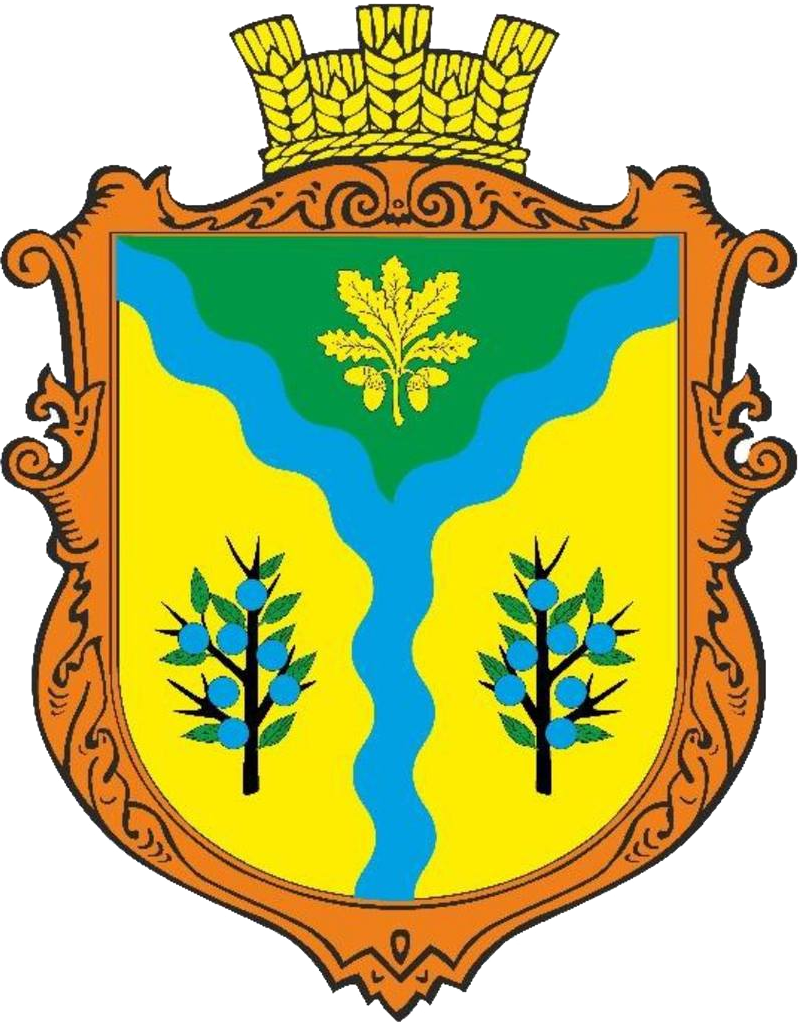
Дернове — терен, а не дерен (кизил)
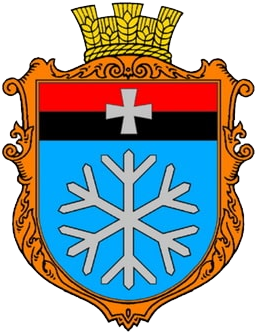
Ледне — сніжинка, а не лід
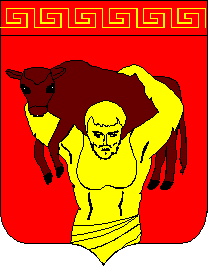
Багатир — богатир (сильний чоловік), а не багатир (багатий)

## Герби з літерами
Промовисті герби, в яких буквене зображення (одна або кілька літер) означає назву міста.

Герб Харкова - повернений догори ріг достатку і кадуцей, перехрещуючись, утворюють літеру Х.
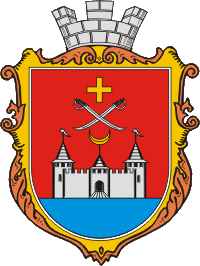
Герб Хотина: дві шаблі над замком, перехрещуючись, утворюють велику літеру Х.
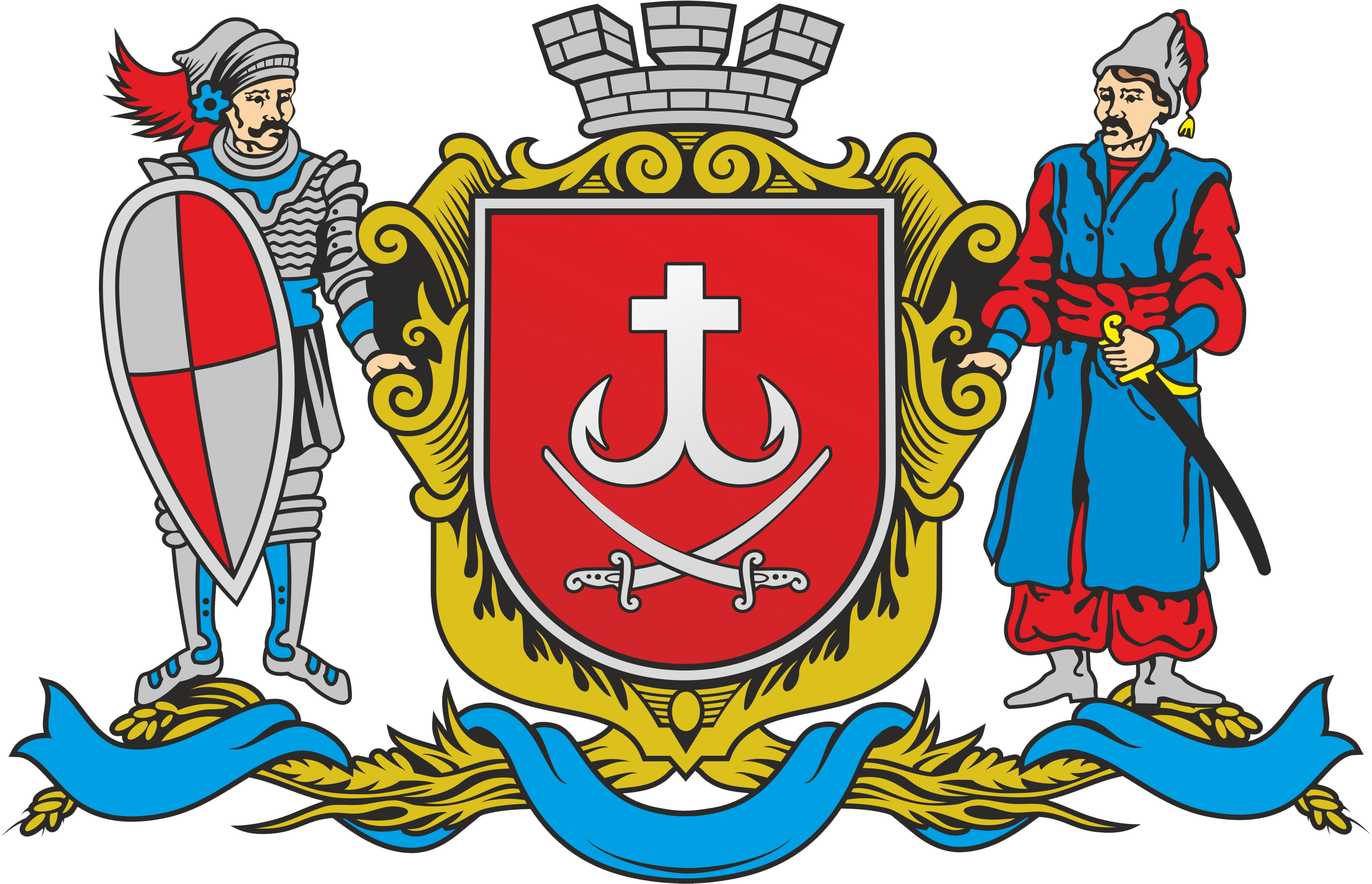
Герб Вінниці: центральний елемент - рибальський гачок у вигляді літери W і дві шаблі у вигляді літери V
Герб Сумської області: колосок пшениці у вигляді великої літери С
Герб Херсонської області: два колоски і циркуль утворюють літеру «Х».
Герб Хмельницької області: два колоски, вигинаючись в різні боки, утворюють прописну літеру «Х»
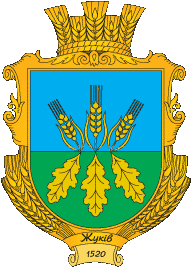
Жуків: колоски і дубові листки утворюють літеру «Ж»
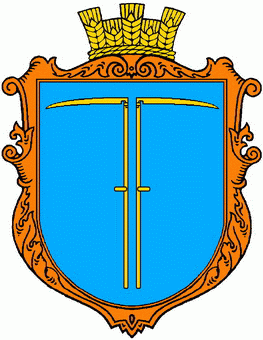
Топільниця: дві коси утворюють літеру «Т»
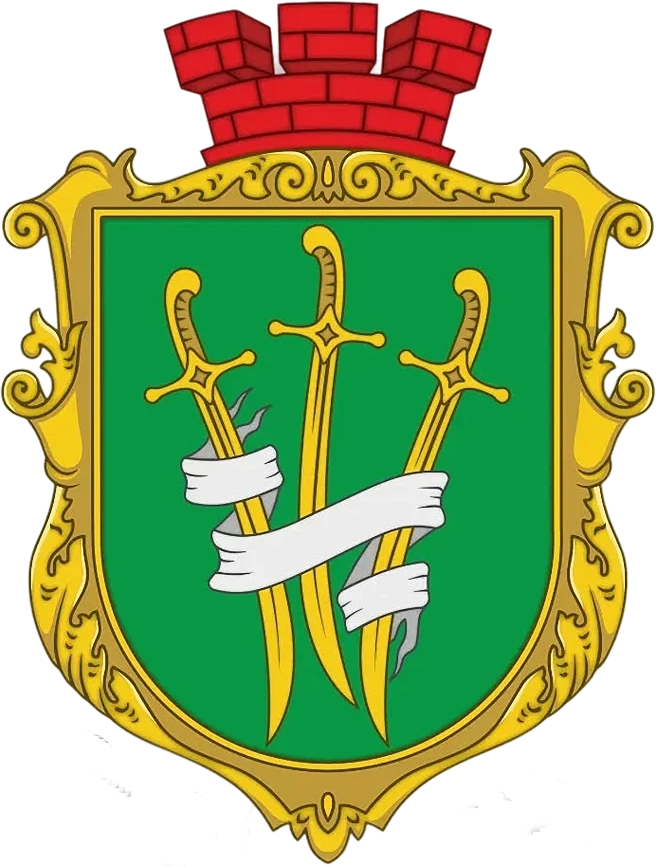
Шабельківка: три шаблі й стрічка утворюють літеру «Ш»
Герб Ромен: літера Р.
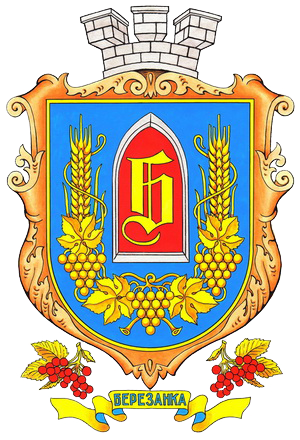
Герб Березанки: в центрі герба літера «Б» готичним шрифтом
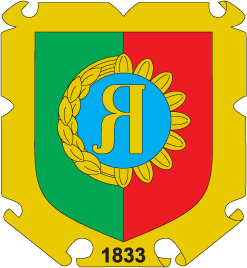
Герб Якимівки: в центрі герба літера Я
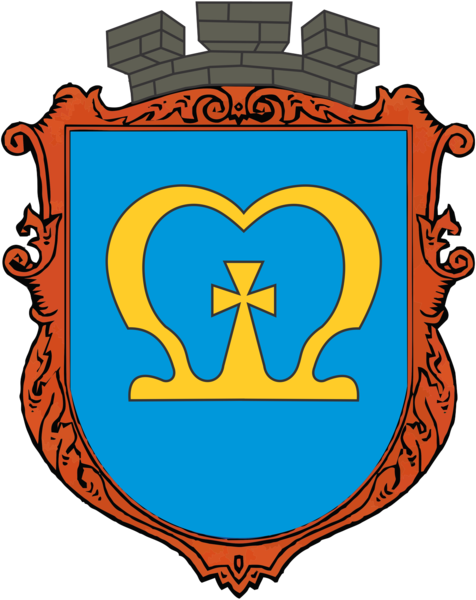
Герб Мостиськ: у синьому полі золотий маюскульний сигль «М»
Комарно: літера «К»
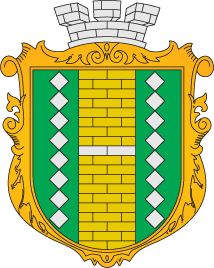
Наркевичі: срібний ряд разом з вертикальними рядами ромбів утворює стилізований сигль «Н»
Пістинь
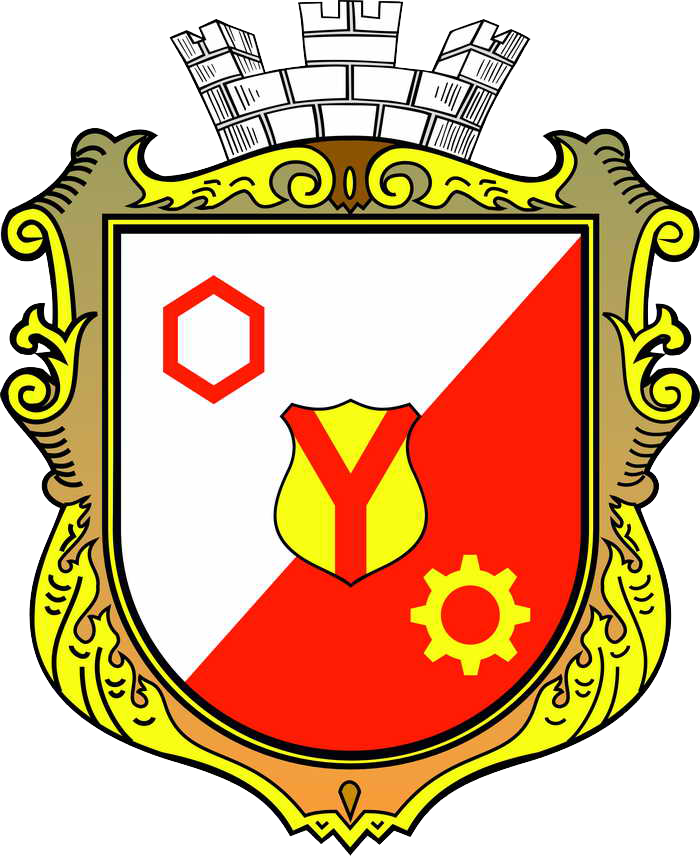
Селище Нью-Йорк: літера «Y»
Герб Нового Роздолу: літери «Н» та «Р»

## Розширене розуміння
У деяких публікаціях промовистими називаються герби, в яких зображені предмети, що мають відношення до історії або місцевості даного міста, занять і промислів його мешканців, типові представники тваринного й рослинного світу, які не мають відношення до його назви. Типовими прикладами є історичні Герб Керчі (емблема Боспорського царства і ключ від протоки між Чорним і Азовським морями), Перекопа (фортеця, «замикає» перешийок, і ключ від Криму), Кутаїсі (золоте руно барана, викрадене Ясоном), Баку (струмені палаючого газу). Також не є промовистими герби Баранівки, Опішні, Петриківки, оскільки назви міст не походять від цих промислів, хоча міста ними і знамениті. Вовк на гербі Летичева веде до річки, яка протікає через місто, а не до назви міста.

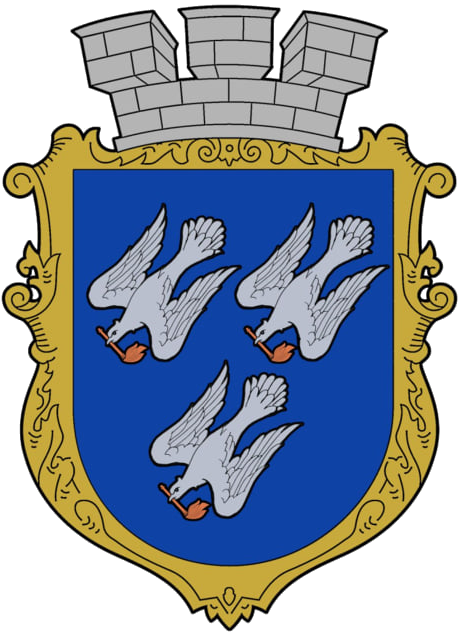
Герб Радомишля: «запальні» голуби княгині Ольги, 1796
Герб Керчі: грифон і ключ від Керчинської протоки
Герб Перекопа: ключ від перешийка і фортеця, 1868
Герб Бахмута — алхімічний знак солі
Герб Городка (Львівська область) — соляна топка вказує на стару назву поселення (Городок Соляний)
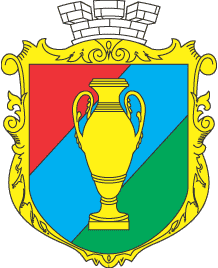
Герб Баранівки — ваза вказує на розвиток у місті порцелянового виробництва
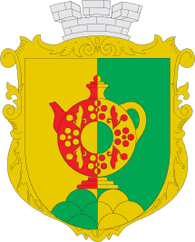
Герб Опішні — куманець є традиційним опішнянським витвором і підкреслює значущість гончарства
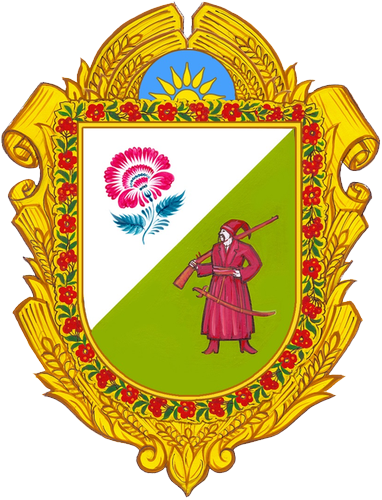
Герб Петриківки — петриківський розпис
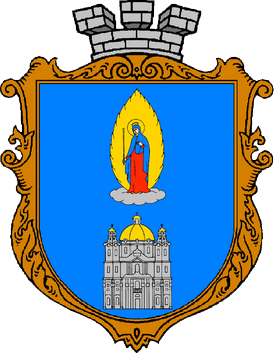
Герб Почаєва — відображає святині міста
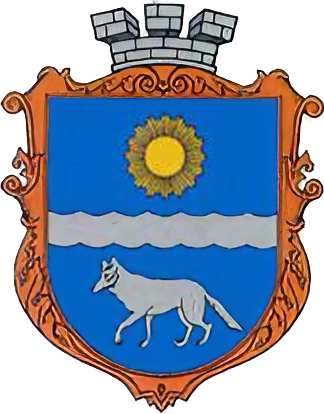
Герб Летичева: через місто протікає річка Вовк
Герб Пологів: за легендою у стародавні часи, коли річка Конка була судноплавною, затонув турецький корабель із золотим конем.

Вельми оригінальний історичний герб Бахмута — просто алхімічний знак солі, оскільки там розташовані соляні шахти, в одній з яких після вироблення навіть відкрили Артемівський завод шампанських вин. Герб не є промовистим, на відміну від Соледару, де присутність алхімічного знаку солі робить його промовистим.
Подібні цікаві герби, що відображають історію, навколишню природу або властиві природні елементи, не є промовистими в класичному визначенні (хоча в деяких сучасних публікаціях, навіть офіційних описах гербів сільських поселень, такими і називаються). Промовистим герб Перекопу був би якщо був рів або шанцевий інструмент (в останньому випадку герб напівпромовистий).

## Подвійні промовисті герби
«Подвійними» називаються промовисті герби, в яких тема назви міста зображена двічі. Бувають двох типів: 1. Складена, зазвичай двокорінна, назва (Миропілля — мир+поле); зустрічається відносно часто. 2. При простій назві міста в гербі двічі воно обігрується і також може бути двічі зображено (наприклад, Лотошино — Лотошник тримає лоток, Дзвінкове — церковний дзвін і рослина дзвоники або Локачі - де обігрується дві основні версії походження назви - від луки чи лука). Цей варіант зустрічається досить рідко.
Серед цікавих варіантів можна привести герб Загорівки, де за допомогою анаграми відбувається гра слів - «гори-роги».

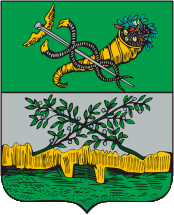
Миропілля - оливкові гілки (мира) і поле.  Тип 1
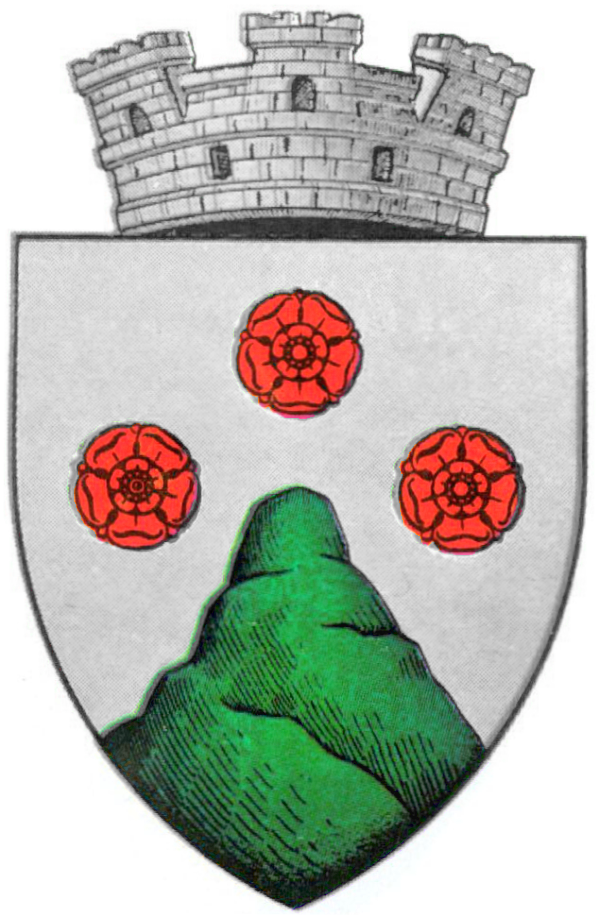
Садгора - гора і квіточки плодових дерев (сад).  Тип 1
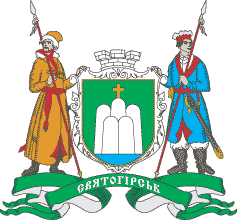
Герб Святогірська - гори і хрест символізують святі гори.  Тип 1
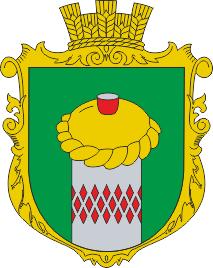
Хлібодарівка - герб ілюструє назву — «дарувати хліб» завдяки символу гостинності — золотому короваю з сіллю на рушнику.  Тип 1
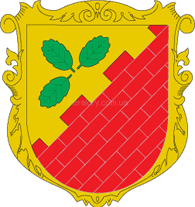
Ясениця-Замкова - листя ясену і замковий мур.  Тип 1
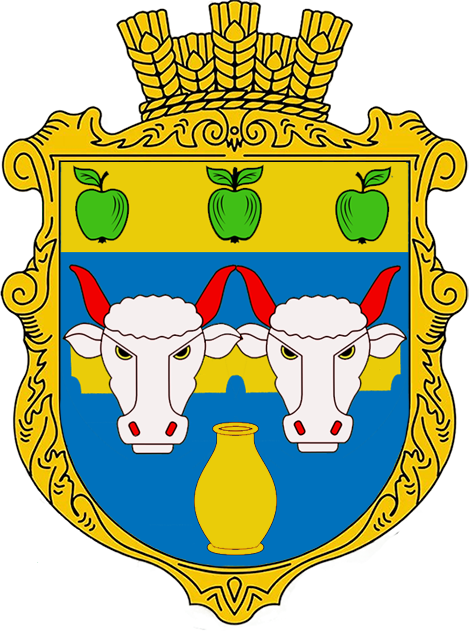
Тулиголове - тулити голови.  Тип 1
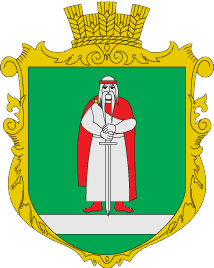
Старий Білоус - старий і має білі вуса.  Тип 1
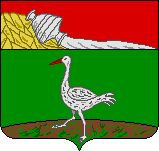
Біловодськ — біла вода
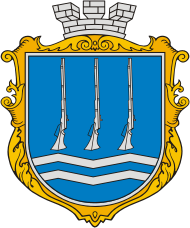
Світловодськ — світла вода
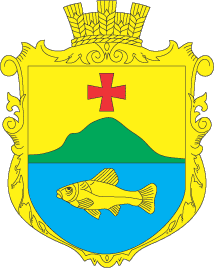
Золотолин - золотий лин.  Тип 1
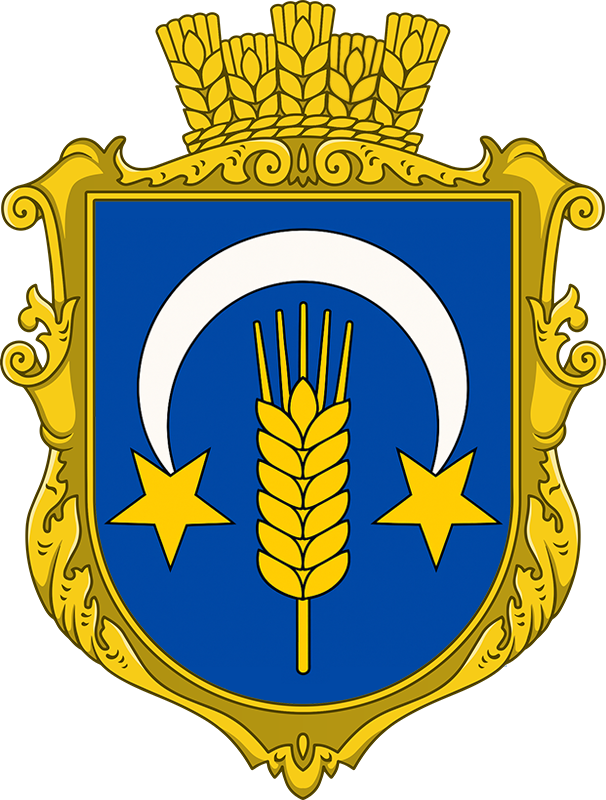
Срібровщина - срібна брова.  Тип 1
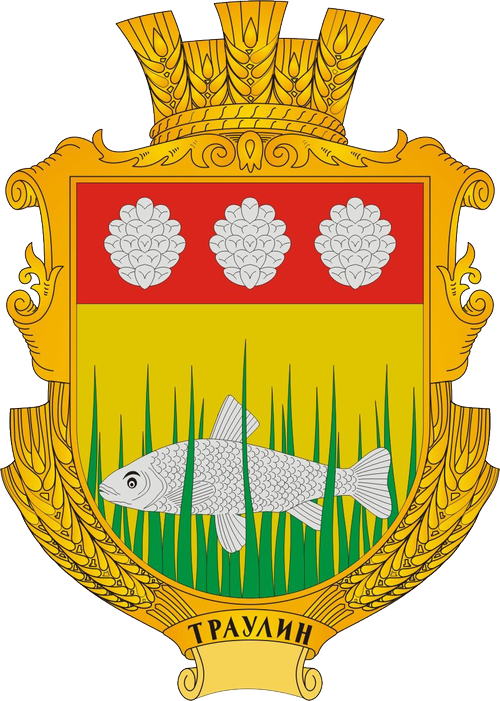
Траулин - трава і лин.  Тип 1
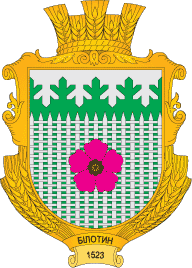
Білотин — білий тин Тип 1
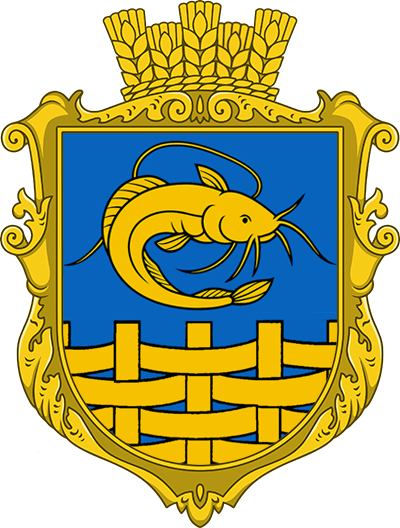
Риботин - риба і тин.  Тип 1
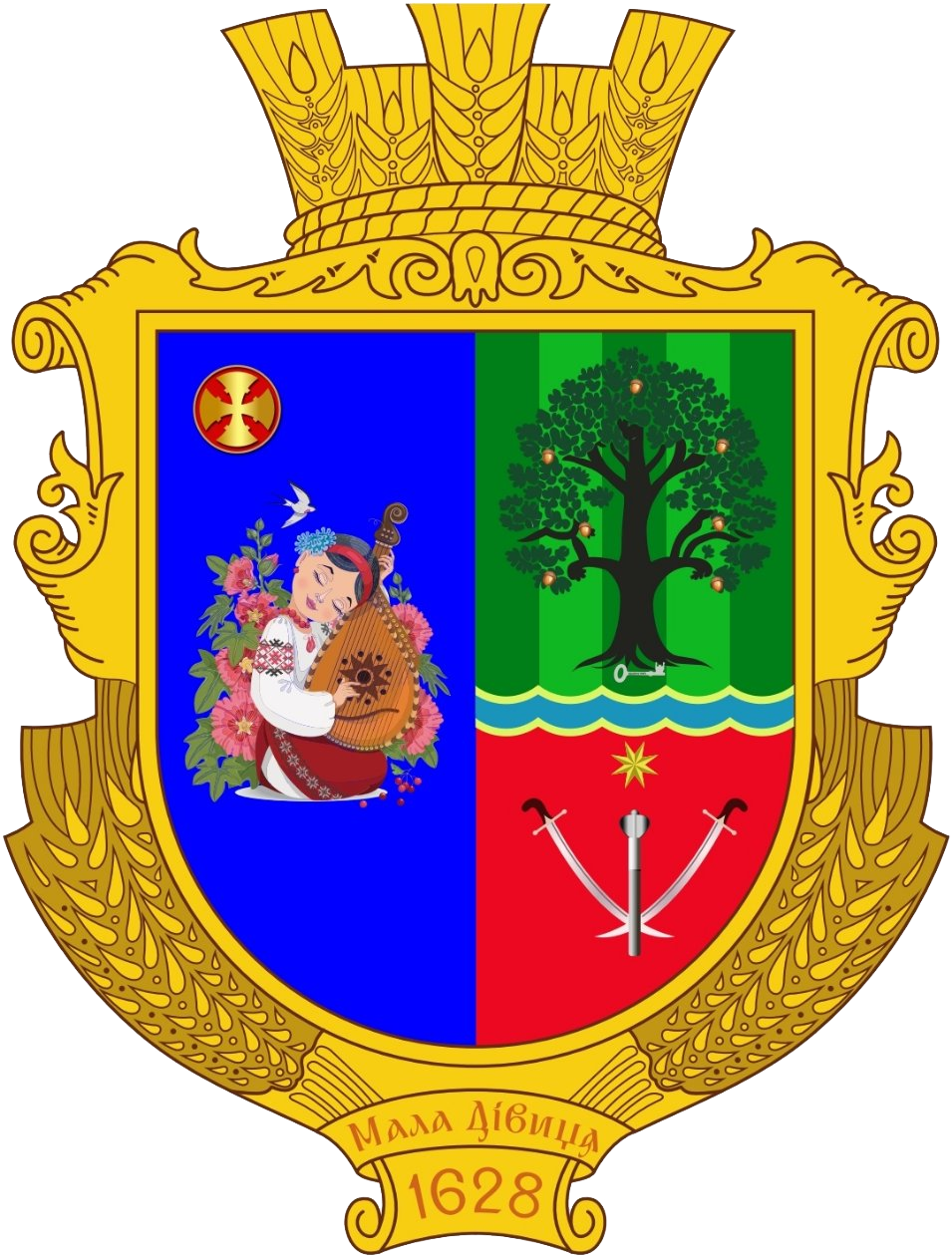
Мала Дівиця - мала дівиця.  Тип 1
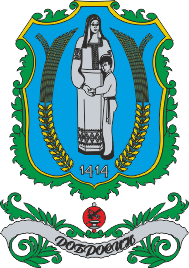
Добросин — добрий син. Тип 1
Бикова Гребля - бик і гребля.  Тип 1
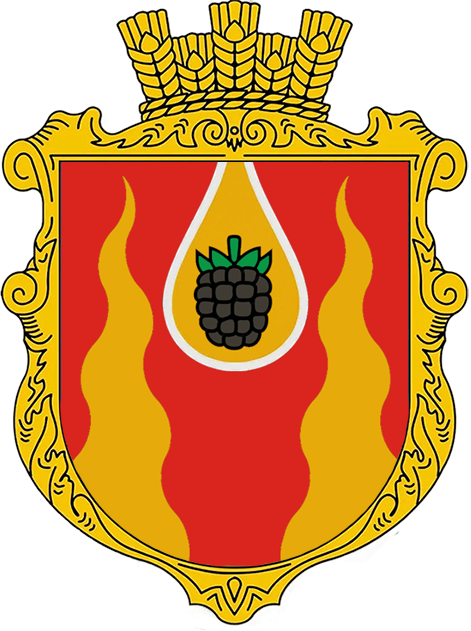
Гутко-Ожинка - гута і ожина.  Тип 1
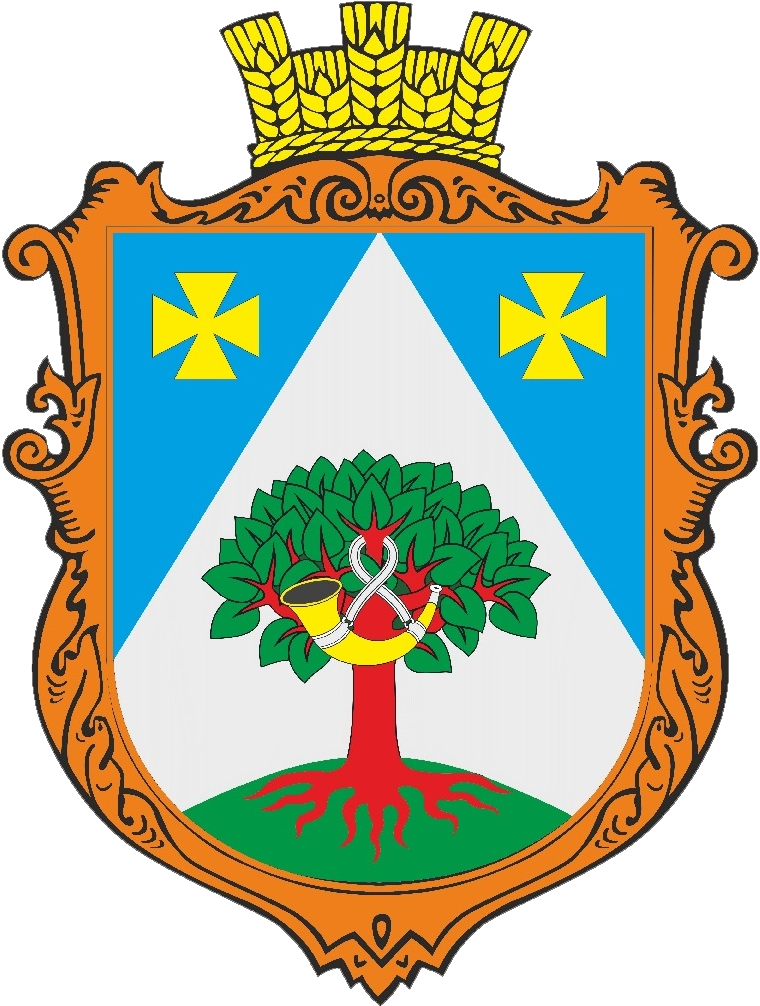
Липів Ріг — липа і ріг.  Тип 1
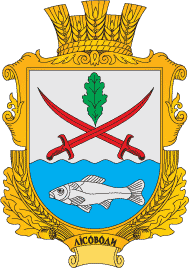
Лісоводи - ліс (дубовий листочок) і вода.  Тип 1
Пасіки-Зубрицькі - пасіка і зубр.  Тип 1
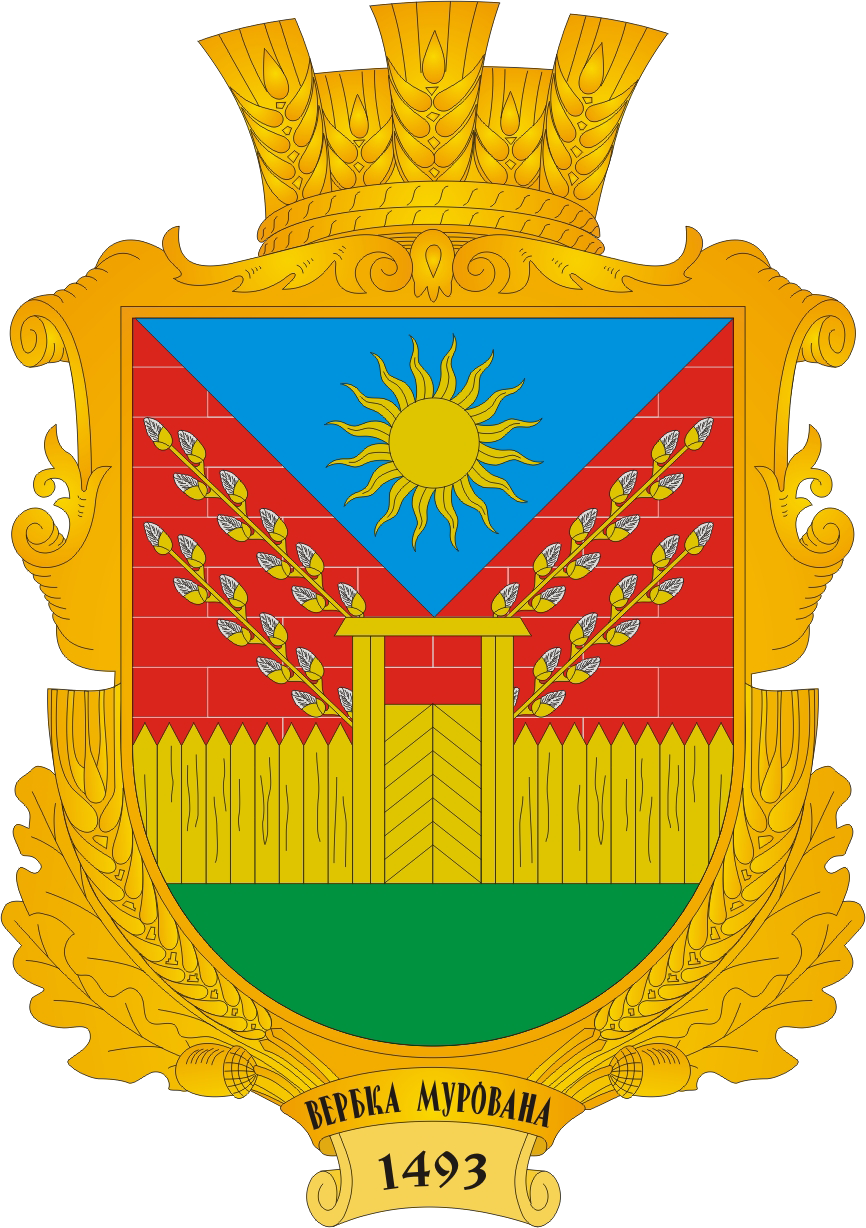
Вербка-Мурована - верба на мурованому тлі.  Тип 1
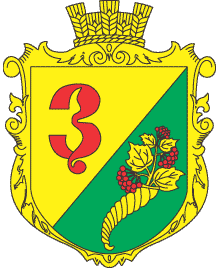
Заріг - літера "З" і золотий стилізований ріг.  Тип 1
Вальдбрунн  (нім.)  - лісовий фонтан.  Тип 1
Вольфсбург  (нім.)  - вовчий замок.  Тип 1
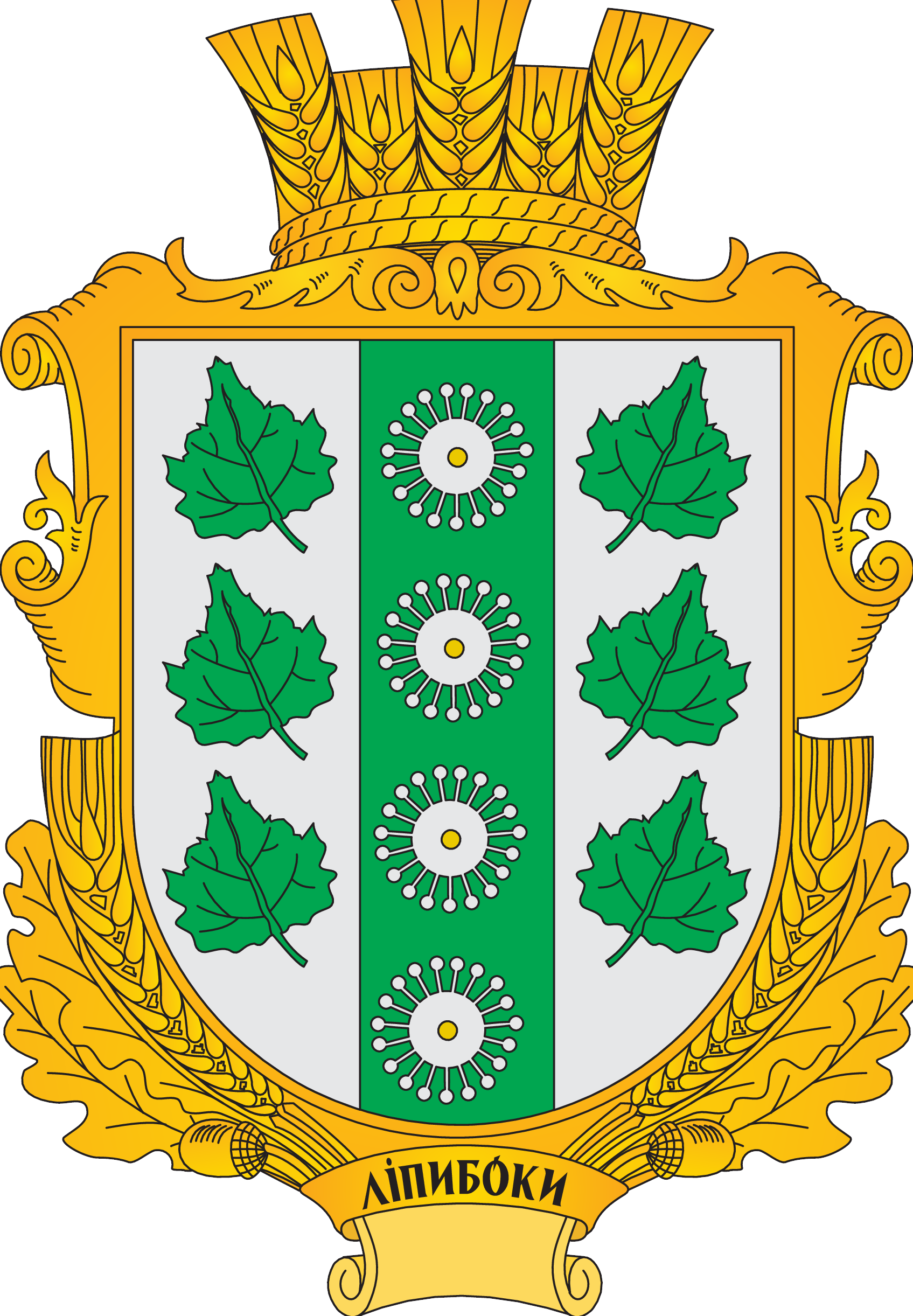
Ліпибоки  (нім.)  - по бокам липові листочки.  Тип 1
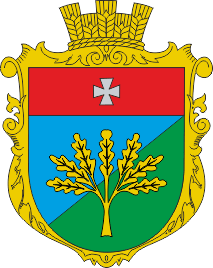
Семидуби — дубова гілка з сімома листами та в перетинах полів можна розгледіти цифру «7».  Тип 2
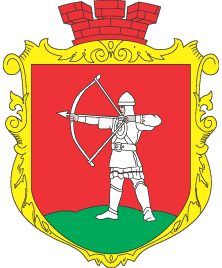
Локачі - на луках стоїть лучник.  Тип 2
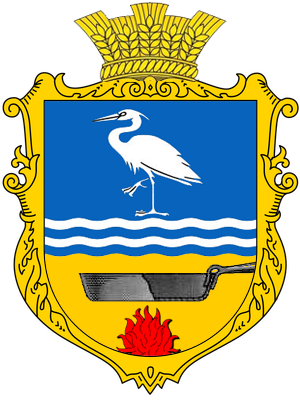
Чапліївка - чапля і чаплія.  Тип 2
Рогатин - оленячий ріг і літера Р.  Тип 2
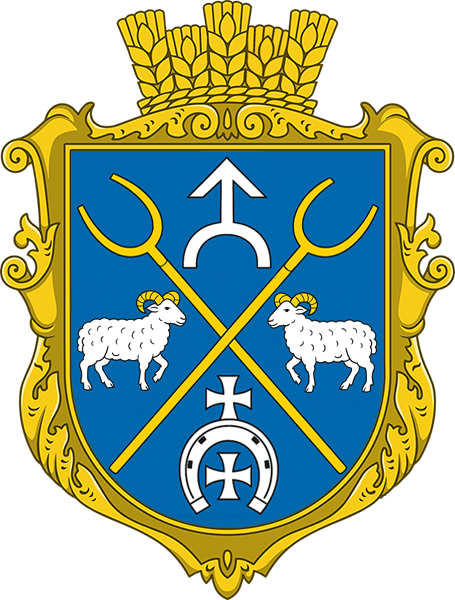
Рогачів — рогачі і роги.  Тип 2
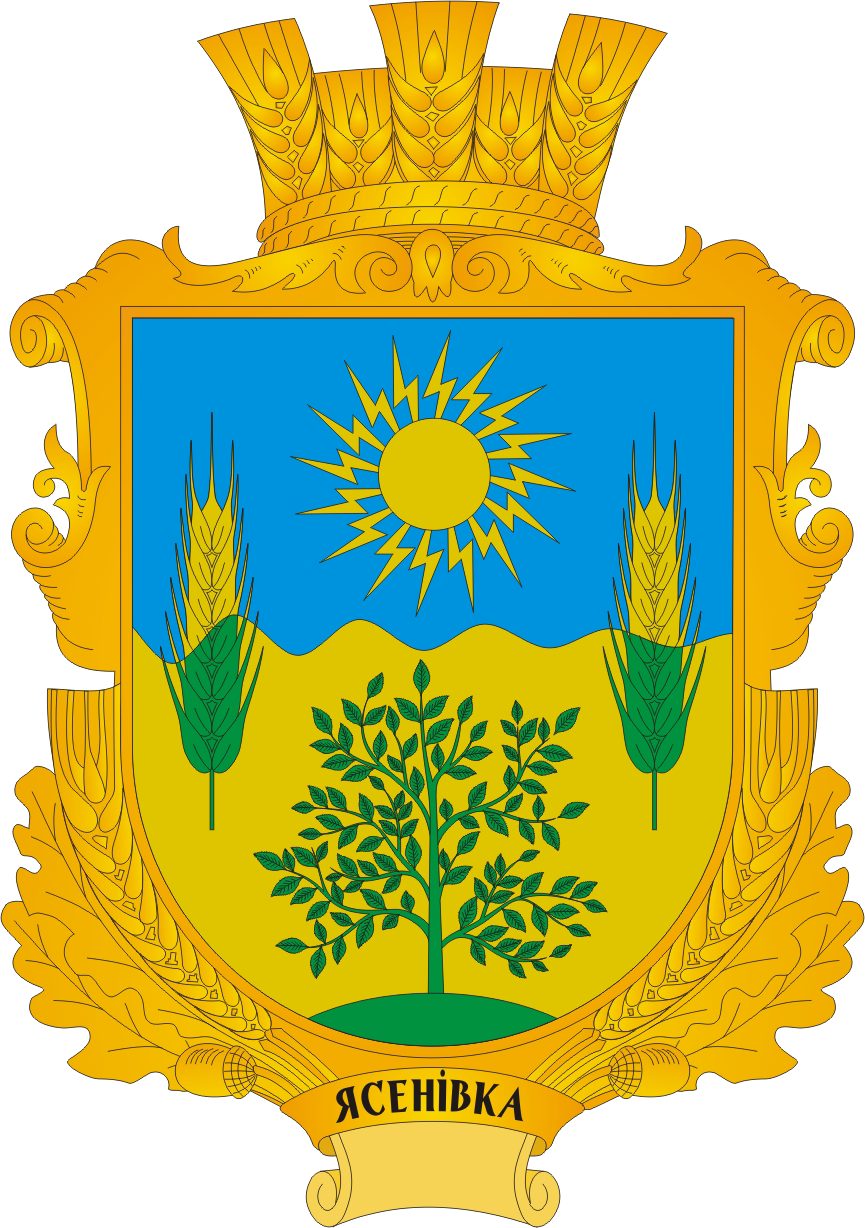
Ясенівка - ясен і ясно.  Тип 2
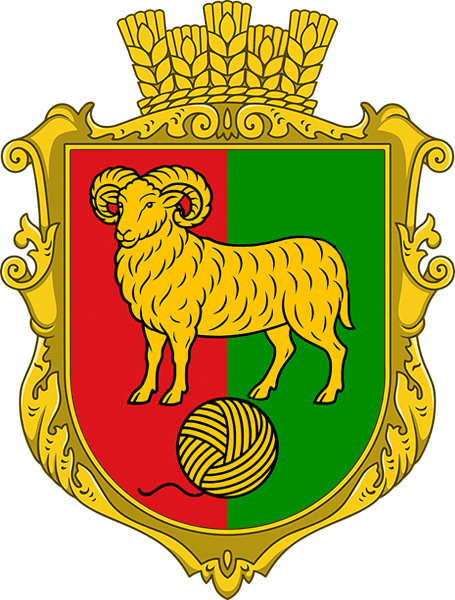
Вовна - вовна на барані і в клубку ниток.  Тип 2
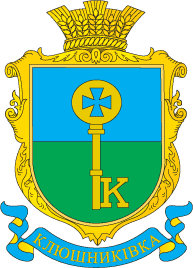
Клюшниківка — ключ і літера К.  Тип 2
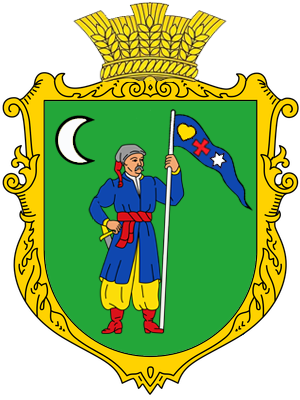
Стягайлівка — стяг і місяць у формі літери С.  Тип 2
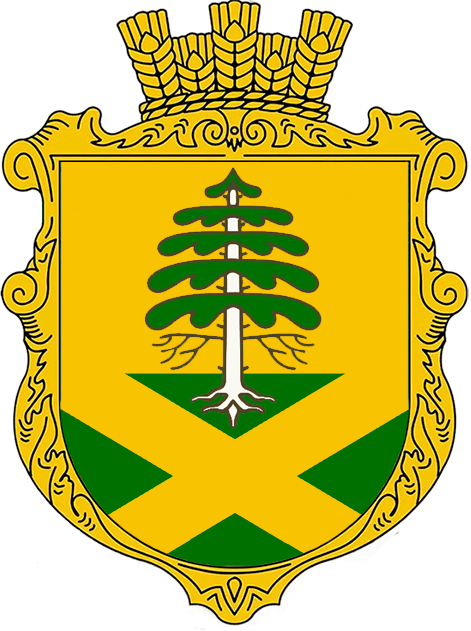
Хрещатик - перехрестя доріг у формі літери Х.  Тип 2
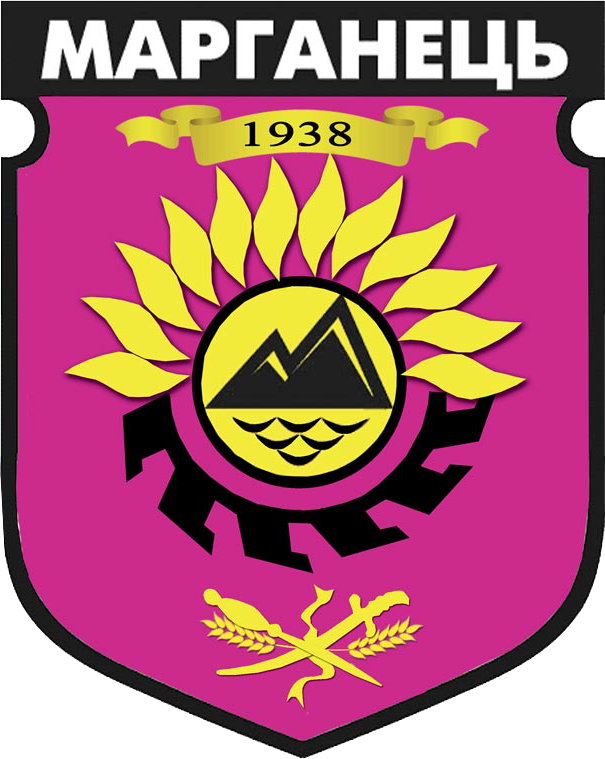
Марганець —  колористика відображає видобуток марганцю і терикони літерою М.  Тип 2
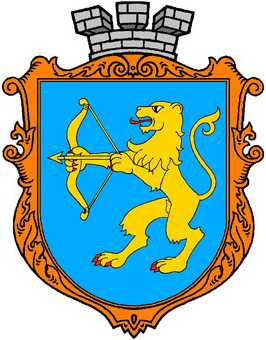
Нові Стрілища — стріляти, стріла.  Тип 2
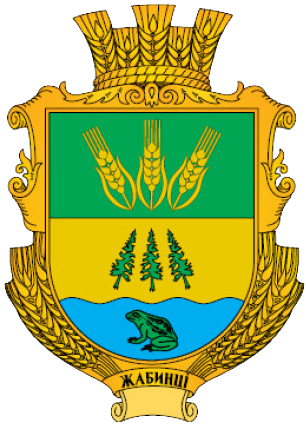
Жабинці — жаба і літера Ж.  Тип 2
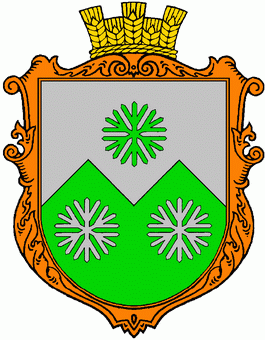
Морозовичі — сніжинки (мороз) і М-подібний поділ  Тип 2
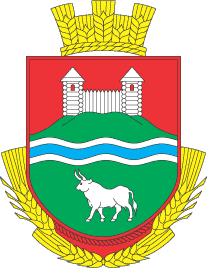
Затурці — зображені тур і село за річкою Турією  Тип 2
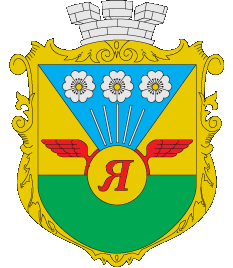
Яблунець — літера Я та три срібні квітки яблуні.  Тип 2
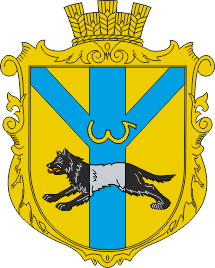
Вовчківці — вовк і тамга W.  Тип 2
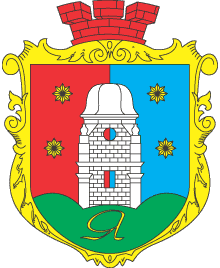
Ямпіль — яма в полі та літера Я.  Тип 2
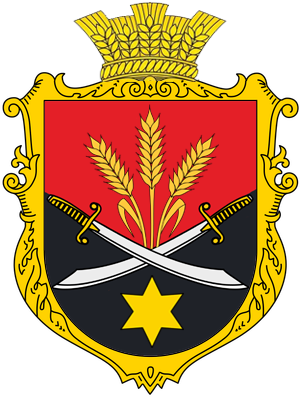
Ярове — яр утворений шаблями та яриця (яра пшениця).  Тип 2
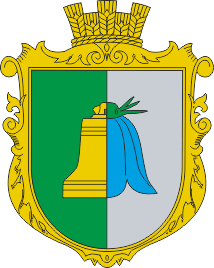
Дзвінкове — дзвін і дзвоники.  Тип 2
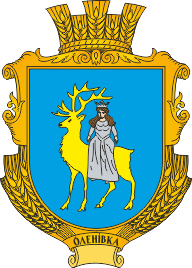
Оленівка — Олена сидить на олені.  Тип 2
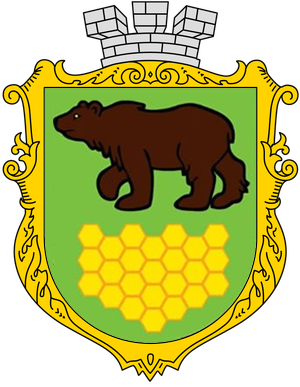
Ведмедівка — ведмідь і стільники меду (ведмідь - відає де мед).  Тип 2
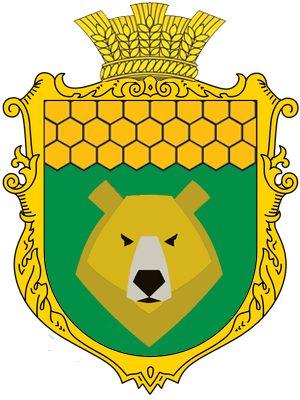
Медведеве — ведмідь і стільники меду (ведмідь в азійському стилі ще й відсилає до колишньої назви - Азія).  Тип 2
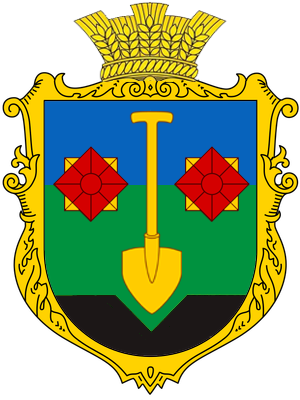
Кубахове - кубах (ямка для садіння) та кубики.  Тип 2
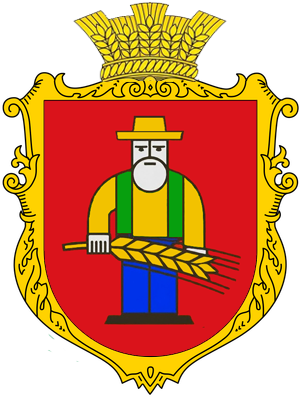
Дідівщина - дід з дідухом (колосок).  Тип 2
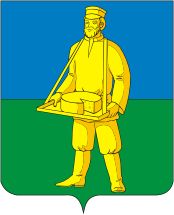
Лотошино - лотошник з лотком.  Тип 2
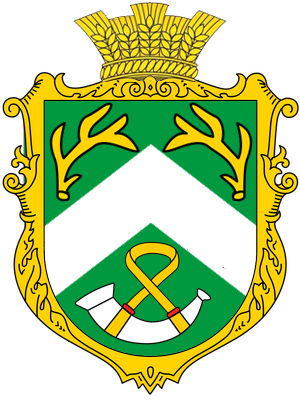
Загорівка - роги є анаграмою до слова гори.  Тип 2